# История Мариуполя

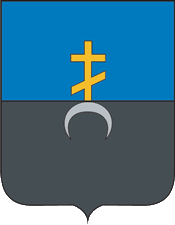
Мариуполь. Дореволюционный герб города

Город Мариуполь имеет продолжительную и богатую историю[стиль].
Мариуполь — город в Украине, расположенный на северном побережье Азовского моря. Его история насчитывает несколько веков и включает в себя важные события, связанные с экономическим развитием, культурой и военными конфликтами.
1. Основание и ранняя история: Мариуполь был основан в 1778 году греками-переселенцами из Крыма. В XIX веке город начал развиваться как торговый порт, что способствовало его экономическому росту.
2. Промышленное развитие: В конце XIX — начале XX века в Мариуполе начали строиться металлургические заводы, что сделало город центром металлургической промышленности. Это привлекло множество рабочих и способствовало росту населения.
3. Советский период: В советское время Мариуполь стал важным индустриальным центром, с развитой металлургией и машиностроением. Город пережил Вторую мировую войну, и после войны его восстановление было приоритетом.
4. Независимая Украина: После распада СССР в 1991 году Мариуполь продолжил развиваться, но столкнулся с экономическими трудностями в переходный период. Тем не менее, город оставался значимым для экономики Украины.
5. Конфликт на востоке Украины: В 2014 году, после начала конфликта на востоке Украины, Мариуполь оказался в зоне напряженности. Город стал важным стратегическим пунктом, и его оборона имела большое значение для украинских вооруженных сил.
6. Российская агрессия 2022 года: В ходе полномасштабного вторжения России в Украину в 2022 году Мариуполь стал одним из самых пострадавших городов. Бои за город продолжались несколько месяцев, и он подвергся сильным разрушениям. Гуманитарная ситуация в городе была крайне тяжелой, с дефицитом продовольствия и медицинских услуг.
7. Современное состояние: На данный момент город продолжает восстанавливаться, однако последствия войны сильно сказались на его инфраструктуре и населении.

## Древнейший период
С древнейших времён местность у устья реки Кальмиуса привлекала людей: в самом городе или в ближайших районах Донецкой области были обнаружены памятники палеолитического (верхнепалеолитическая стоянка на берегу реки Кальчик, найдена в 1966 году), мезолитического и неолитического веков. В медно-бронзовый, бронзовый и железный века в Северном Приазовье проживали археологические культуры и первые именуемые народы — киммерийцы, скифы, сарматы. С IV века сюда хлынули полчища кочевников (гунны, готы, кутургуры, авары, позже — печенеги, торки, половцы). С Приазовьем можно с уверенностью связать и средневековые государства (Киевская Русь, Русский каганат, Золотая Орда).

## XVI век — конец XVII века (татарский период)

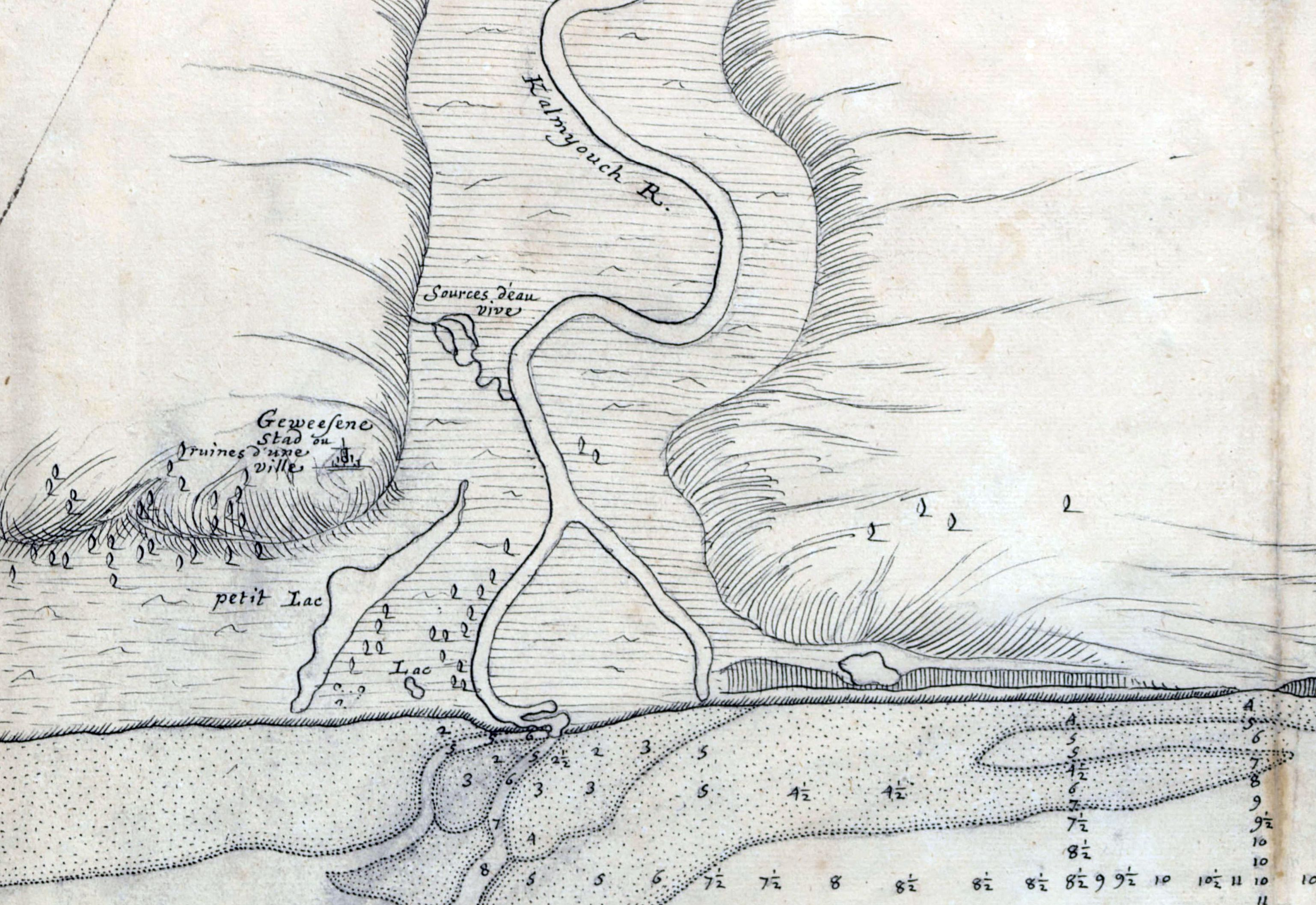
Франкоязычная карта Питера Бергмана устья реки Кальмиус (1702) с руинами города (поселения) и родником воды

Первые документальные известия о существовании в районе современного Мариуполя постоянных поселений относятся к концу XVI века. Незадолго до кончины крымского хана Девлет-Гирея (1512—1577) возникла открытая вражда между его старшими сыновьями — калгой Мехмед-Гиреем (1532—1584) и Адиль-Гиреем (?-1579). В поисках пристанища от враждующего с ним брата Адиль-Гирей перебрался из Крыма в Северное Приазовье. Эти места тогда были территорией кочевого заселения крымско-ногайского рода Мангыт (часть рода Мансур). На тот момент его возглавляли мурзы Есиней и Араслан — сыновья знаменитого Дивей-мурзы, пленённого в результате похода 1572 года против Московского царства во время трёхдневной битвы при Молодях и умершего в плену около 1575 года. Именно Адиль Гирей в 1577 году на месте (или рядом) отмеченной на европейских портоланах западнее современного Мариуполя легендарной Паластры, основал крепость Балы-Сарай. После его гибели во время войны в Закавказье (убит 25 июля 1579 года) Балы-Сарай стал центром (вариант — одним из центров) Дивеева улуса на севере Крымского ханства. Этот город (в славянской традиции — Белосарай), дал название приморской косе на севере Азовского моря. Есть мнение, что Балы-Сарай находился в устье Кальмиуса — то есть на месте современного Мариуполя.
Примерно в это же время и в этих же местах начинает мелькать и ещё одно название — город Кальмиус. Вопрос о том, являлись ли Балы-Сарай и Кальмиус двумя разными городами или это разные названия одного города, пока не решён. Город Кальмиус, вероятно, находился в устье одноимённой реки. Первое известное его упоминание встречается в грамоте московского царя Федора от 31 августа 1584 года. В ней сообщалось о посылке царского жалованья казакам, которые пошли против татар «под Кальмиус». В 1586—1587 он снова упоминается в связи с вылазками крымских и ногайских людей «на государевы Украины с нового города с Калмиюса». К этому же периоду относится упоминание о посещении города Кальмиуса в феврале 1586 года по пути в Крым московским послом Иваном Судаковым (Мясным). А вот выдержка из грамоты царя Фёдора донским казакам, датируемой 1593 годом: «Лучший отряд доброконных и вооружённых Атаманов и молодцов, пошлите погромить Араслана Дивеева Улус, что на Калмиусе и добудьте там языков». Если здесь речь может идти не о городе, а о реке, то другая грамота царя Фёдора от 1593 года уже не оставляет сомнений: в ней отмечается, что хозяевами устья реки Кальмиус остаются татары, имея здесь город Кальмиус. Этот город (или города) прекратили своё существование ещё до конца XVI века. Последняя известная попытка восстановить Балы-Сарай относится к 1600 году.
На картах XVII века кроме типичных для ранних портоланов пунктов Папакома и Паластра в устье современного Кальмиуса и рядом расположенных кос появляются упоминания о турецких (татарских) поселениях, castellum turcum (карта Чёрного моря 1672 года) и реке Калмиюсъ (Русская коммуникационная карта южной Московии, 1685 года).
После завоевания Петром I 19 (29) июля 1696 года Азова в результате Азовских походов, кочующие ногайцы и крымские татары ушли с северного побережья Азовского моря на запад, поближе к Перекопу и Днепру. Обширные районы степи опять обезлюдели, доступ запорожских и донских казаков к пустующим землям Северного Приазовья в таких условиях сильно облегчился.

## Первая половина — конец XVIII века (казацкий период)

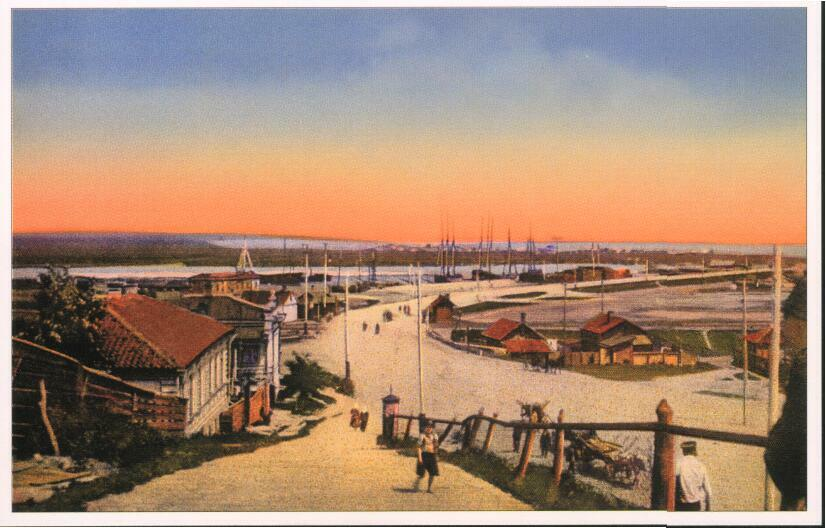
Мариуполь. Старая пристань

Заселение местности у устья реки Кальмиуса запорожскими казаками по утверждению украинских исследователей восходит по крайней мере к периоду XV—XVI веков. Однако не существует убедительных исторических документальных доказательств постоянного пребывания запорожских (или донских) казаков на землях Северного Приазовья, как минимум, до 1743 года. Большая часть информации о казацком заселении устья реки Кальмиус относится к разряду местных городских легенд либо поздних исторических фальсификаций, среди них:
- X век — основание поселения Адамаха (Адомаха) на территории Мариуполя;
- 970 годы — основание древнерусского города Белгород (Белосарай, или «Белый Дворец») князем Святославом Игоревичем;
- (после) 1036 год — поселение славян в Приазовье и Подонье после победы Ярослава Мудрого над печенегами[13];
- пребывание в Северном Приазовье легендарных бродников;
- 1223 год — битва на Калке в окрестностях современного Мариуполя (точное место до сих пор не известно);
- 1500 год — запорожский зимовник (версия, в том числе, историка А. М. Черногор);
- начало XVI века — сторожевой пост Домаха (Кальмиус) (версия, в том числе Д. Н. Грушевского[14]);
- существование казацко-татарского (попеременно) города Кальмиуса в устье реки (версия, в том числе, историка Н. Г. Руденко);
- 1611 год — превращение зимовника в крепость-центр будущей Кальмиусской паланки (версия, в том числе, Д. Н. Грушевского[15][16]), до этого пребывание запорожцев было либо постоянным, либо перманентным;
- XVII век — существование секретного водного пути запорожцев по реке Кальмиус и крепости Домаха (со ссылкой на Г. Боплана);
- 1734 год — появление Кальмиусской паланки с центром в крепости Кальмиус (со ссылкой А. А. Скальковский). Однако первый полковник этой паланки зафиксирован только в 1747 году.
- легенда о запорожанке (жене одного из казаков) Домахе[17][18]

Пребывание запорожских казаков в XV—XVI веках доказывается преимущественно источниками XVIII—XIX веков и логичной потребностью запорожцев в защите своих южных и юго-восточных окраин (а также промыслов и путей сообщения) от нападения татарских и ногайских кочевников. Основное развитие казацкого населённого пункта в устье Кальмиуса обычно описывается в виде: «зимовник — поселение (городище или пост) — крепость — центр паланки». Наиболее часто для обозначения казацкого населённого пункта используются следующие топонимы:
- Адамаха (Адомаха)
- Домаха
- Кальмиус (казацкий)

В 1762 году, согласно «Истории Новой Сечи или последнего Коша Запорожского» А. А. Скальковского (1846 год), во всей паланке находилось 674 казака. В самой крепости находилась церковь, торговые лавки. Археологами в 1931 году во время строительства завода «Азовсталь» на левом берегу Кальмиуса были обнаружены землянки, в которых жили рыбаки-запорожцы, были найдены боевые топорики, керамические грузила для рыболовных сетей, часть якорной цепи, глиняные курительные трубки, фрагменты столовой посуды и другое. Кальмиус часто служил казакам обходным (обходя опасное устье Днепра) путём из Чёрного и Азовского морей к Запорожской Сечи (лодки-«чайки» тащили волоком или перевозили на волах на расстоянии 25 км от реки Кальмиус до реки Волчьей). Однако селиться казакам на побережье Азовского моря было категорически воспрещено Российской империей (трактат от 1700 года, Прутский мир 1711 года, Белградский мир 1739 года) — земли должны были быть «праздными».

### Кальмиусская паланка

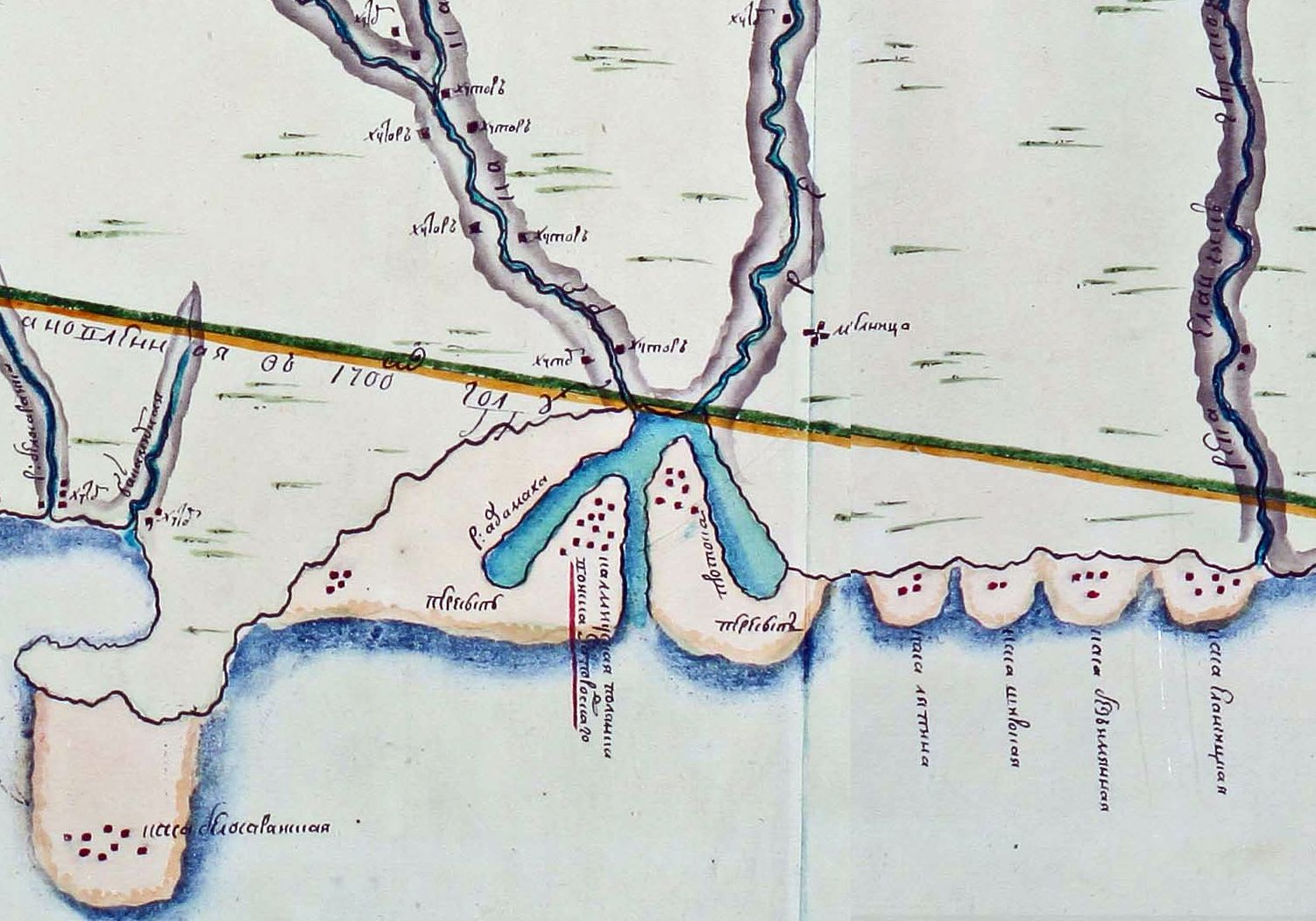
карта «Лежащим местам около крепости святого Димитрия Ростовского с показанием Российской Империи границ», составленная А. И. Ригельманом в 1768 году с Мариупольской паланкой, Ляпинской косой и др.

В 1734 году, по версии многих украинских историков, несмотря на официальные запреты, перестроенная и укреплённая «для защиты границ и покровительства рыболовству» крепость Кальмиус официально стала центром Кальмиусской паланки Запорожской Сечи: во времена существования Новой Сечи (1734—1775 годы) территорию Запорожья разделили на паланки (округа): сначала 5 (Ингульская или Перевозская, Бугогардовская, Кодацкая, Самарская и Кальмиусская паланки), позже — 8 (добавились Прогноинская, Орельская и Протовчанская паланки). Кальмиусская паланка (казацкий военный округ) была крупнейшей в Области Войска Запорожского, охватывала кроме современной Донецкой также части Запорожской, Днепропетровской, Харьковской, Луганской и Ростовской областей и насчитывала более 300 зимовников.
В настоящее время исторически доказанной даты основания Кальмиусской паланки нет. В 1743 году запорожский отряд полковника Кищинского пытался самовольно установить контроль над районом, но наткнулся на отпор донских казаков . Первый кальмиусский полковник упомянут в 1747 году. Первая картографическая находка — 1768 год (карта «Лежащим местам около крепости святого Димитрия Ростовского с показанием Российской Империи границ», составленная А. И. Ригельманом в 1768 году).
30 апреля 1746 года российское правительство по указу императрицы Елизаветы Петровны разграничило конфликтующих запорожских и донских казаков по реке Кальмиус. Таким образом, вся территория нынешнего Донбасса разделилась на 3 части:
- Область Войска Запорожского, разделённая на паланки:
  - Кальмиусская паланка (центр — Кальмиус, нынешний Мариуполь) — юг и центр Донецкой области к западу от Кальмиуса,
  - Барвенковская паланка (центр — Барвенково) — северо-запад Донецкой области;
- Область Войска Донского — территория нынешней Луганской и Донецкой областей к востоку от Кальмиуса;
- Изюмский Слободской Полк (центр — Изюм) — север Донецкой и северо-запад Луганской областей.

Материалы архива Коша Новой Сечи свидетельствуют, что в XVIII веке под прикрытием Домахи (или Кальмиуса, Адамахи) выросла Кальмиусская слобода, в которой благодаря стараниям полковника Андрея Трухи в 1754 году была построена каменная Святониколаевская церковь. То есть пользуясь тогдашними европейскими традициями, которые привязывали понятие города к каменным зданиям, в частности храмов, именно этот год можно считать основанием города. Так считает известный историк Восточной Украины В. А. Пирко.
В 1765 году после ликвидации слободских полков и образования Новороссийской губернии, территории, не входившие в Войско Запорожское и Войско Донское, вошли в состав Новороссийской и Слободской губерний. В 1769 году крымские татары, совершая свой последний набег на русские земли, ворвались и на территорию Кальмиусской паланки, разрушив сторожевое укрепление и убив весь отряд запорожских казаков (таким образом к времени основания города Павловска никаких постоянных населённых пунктов в устье Кальмиуса не сохранилось). После этого Российское правительство, не ожидая окончания войны с Турцией, в 1770 году приняло решение о перемещении части границы с Крымским ханством на 200 километров юго-западнее — с берегов реки Северский Донец на берега Берды и Конки, после чего Кальмиусская паланка оказалась внутри Российской империи. В ней начала возрождаться жизнь. Укрепление Кальмиус имело относительно небольшие размеры — квадрат 150 м на 150 м, стояло на высоком мысу правого берега Кальмиуса, было обнесено частоколом, а со стороны степи — земляным валом и небольшим рвом. В 12 верстах от устья выше по течению Кальмиуса (сейчас — пгт Сартана) находился форпост с двумя сотнями казаков во главе с полковником. Запорожцы также содержали 2 почтовые станции на этой дороге: на переправе через реку Кальчик (современный посёлок Аэродром у реки Кальчик) и над Белосарайским лиманом (окраина современной Ялты), на каждой из которых находилось по 8 ямщиков с лошадьми. Сейчас на месте казацкого поста XVIII века устроен сквер, украшенный памятным знаком (построен в 1991 году по проекту А. П. Бердюгина).
После заключения между Россией и Османской империей Кючук-Кайнарджийского мирного договора 1774 года территория Запорожья, в том числе и Кальмиусской паланки, была официально включена в состав Российской империи. С ликвидацией Области Войска Запорожского в 1775 году казаки были вынуждены покинуть устье Кальмиуса, а земли Кальмиусской паланки 14 февраля 1775 года вошли в состав Азовской губернии Екатеринославского наместничества (под названием «Кальмиусский уезд», кроме которого было ещё 8 уездов). Кальмиусский уезд при этом становился самым большим в губернии по площади. Центр Азовской губернии — губернский город Екатеринослав начал строиться в 1776 году у места впадения реки Самары в Днепр (администрация временно разместилась в Кременчуге). Вскоре названия некоторых уездов были изменены: Кальмиусский стал Павловским, Консководский — Александровским (сейчас — Запорожье), Волководский — Мариенпольским.

### Основание города
В 1776 году на месте упразднённого казацкого поста Домахи создана Кальмиусская слобода (по мнению М. С. Клименко, Домаху переименовали в город Павловск). Для более быстрого заселения южных степей руководством Азовской губернии и Павловского уезда было решено выделять землю «всякого звания людям» при условии заселения выдаваемых земель за свой счёт вольными людьми из-за границы в течение трёх лет. Но не многие могли справиться с этой задачей из-за скудности водных и лесных ресурсов в этих местностях. В 1777 году житель Александровской крепости (сейчас — город Запорожье) Иван Рощупкин подписал в Азовской губернской канцелярии обязательство о заселении в течение трёх лет слобод «при реке Кальмиус и у Азовского моря при Белосарайской Косе», и для вербовки поселенцев ему выделили 300 руб. казённых денег. Поселенцы в слободах Кальмиусской (43 мужчины и 29 женщин) и Белосарайской (39 мужчин и 12 женщин) появились только в 1778 году — в основном бывшие запорожские казаки, а также 25 бывших подданных польского короля. В 1777 году в городе была заложена Свято-Николаевская церковь-храм, находившаяся в Кальмиусской крепости.
В 1778 году поблизости слободы заложен уездный город Па́вловск. Строительство города началось с сооружения церкви святой Марии Магдалины, которую заложил губернатор Азовской губернии В. А. Чертков. В нём тогда насчитывалось 75 жителей (в том числе 50 мужчин и 25 женщин, среди которых 57 — бывшие запорожские казаки, 12 великороссов, 3 малороссов, 3 поляков, в том числе 7 купцов, 16 мещан, 30 ремесленников), в слободе — 93 человека. Значительно больше на рыбных промыслах было пришлых рабочих (только учтённых на 1 января 1779 года было 382 человека). Этот год до конца XX века официально считался годом основания города Мариуполя. За 1778—1779 годы в Павловске было построено 55 домов и несколько торговых лавок, велось строительство и в обеих слободах.

## Конец XVIII века — середина XIX века (греческий период)

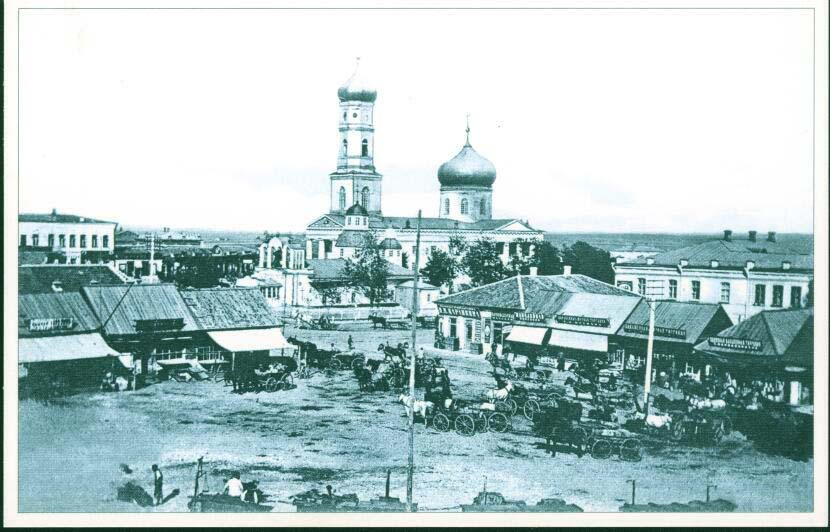
Мариуполь. Харлампиевский собор на Базарной площади (сейчас — площадь Освобождения)

В июле 1778 года началось выведение из Крымского ханства в Россию христиан — всего 31 386 человек (в том числе греков — 18 408 чел., армян — 12 598 чел., грузин — 219, валахов — 161) под предводительством митрополита Готско-Кафайского Игнатия. Руководил переселением командующий Крымским корпусом генерал-поручик А. В. Суворов. Расходы по перевозке имущества в дальнейшем российское правительство брало на себя с возвращением в казну затраченных средств через 10 лет (равно как и снабжение переселенцев продовольствием на первый год, скотом, посевным зерном, сельскохозяйственными орудиями, строительным лесом). На зиму 1778—1779 годов греки Крыма были временно размещены (в том числе и в карантинных целях) в Екатеринославском и Бахмутском уездах — по обоим берегам реки Самары, в районе Самарского Пустынно-Николаевского монастыря (сейчас в городе Новомосковск): зимовка была очень тяжёлая (неустроенность быта, большая скученность населения, нехватка топлива и продуктов, болезни), в связи с чем количество переселенцев сократилось до 30 233 человек (на 1 января 1779 года). Греки запросили у императрицы выдать им земли здесь же: на берегу Днепра между реками Орелью и Самарой, однако им было отказано, так как эти земли уже давно были заселены и свободного места не было. Вначале был предложен для заселения участок в Мариенпольском уезде (так называлось тогда место вокруг современного города Павлограда), однако греки отказались: мало леса, нет воды.
21 мая 1779 года императрица Екатерина II, не ожидая окончательного выбора самих греков, жаловала грамоту, согласно которой «переселенцам из Крыма даровались привилегии и свободы», в том числе полное освобождение от воинской службы, от уплаты налогов на десять лет, создание выборного органа самоуправления, за митрополитом Игнатием сохранялись его чины и самостоятельность церковного управления. В грамоте будущий город Мариеноль именовался «Марианополь» (вероятно ошибочно). На плане, утверждённом лично императрицей Екатериной II, от 20 октября 1779 года название записано как «город Мариу-поль, выгонная земля города Мариу-поля». 29 сентября 1779 года наместником императрицы в южных губерниях князем Г. А. Потёмкиным издан ордер, по которому крымским грекам отводилась территория Павловского (Мариупольского) уезда Азовской губернии («ограниченная реками Бердой, Волчьей, Кальмиусом и берегом Азовского моря»), а город Павловск при этом получал название Мариуполь, бывшие жители города переселялись на новые места, а выходцы из Крыма прибывали на территорию в устье Кальмиуса.
24 марта 1780 года по настоянию митрополита Игнатия город окончательно переименован в Мариуполь (псевдогреческое название с элементом «-поль», то есть город, «город Марии»), в честь Марии Федоровны, жены наследника царского престола, будущего императора Павла I, хотя название города первоначально предложили не греки, а русские (так назывался город, основанный губернатором В. А. Чертковым на реке Волчья — современный Павлоград), а этноним Мариам (Майрем), существовавший в предместье Бахчисарая (именно в Мариаме находились святая икона Одигитрия) не имеет к основанию города Павловска (1777 год) и Мариуполя (1778 год) никакого отношения, так как переселенцы здесь появились только летом 1780 года. Заселение Приазовья начиналось с ближайших к греческой зимовке мест — первыми (ещё в 1779 году) появились сёла Керменчик, Большой Янисоль, Камар, Богатырь, Константинополь, Чембрек и Улаклы (позже были объединены в 1 село), весной 1780 года греки показались на побережье моря (Ялта, Урзуф, Мангуш) и на берегу реки Кальмиус (Бешево, Каракуба, Ласпа, Карань, Чермалык, Сартана, Стыла, Малый Янисоль, Чердакли, Старый Крым).
26 июля 1780 года переселенцы во главе с митрополитом Игнатием впервые прибыли в Мариуполь. В городе осела значительная часть греков-христиан, переселённых правительством из Таврии (Крыма и Северного Причерноморья) — из 6 крымских городов: Кафа (ныне — Феодосия), Бахчисарай, Карасубазар (ныне — Белогорск), Козлов (Гёзлёв, ныне — Евпатория), Бельбек, Балаклава и предместья Бахчисарая — Мариам (Майрем). Часть прибывших греков в июле 1780 года поселилось в городе, а большинство — в 20 сёлах вокруг него (из которых 19 — греческих). Выбор мест происходил по жребию (единственное исключение — жители Старого Крыма, не возжелавшие селиться в городе). Каждому из своих селений греки давали названия тех населённых пунктов Крыма, откуда они пришли. Так возникли села Бахчисарай, Ялта, Урзуф, Сартана, Чердаклы, Карань, Мангуш и другие. Грузины и валахи основали село Георгиевку, названную позже Игнатьевкой. Армян же, вышедших из Крыма, позже поселили: григориан — на реке Дон вблизи крепости Святого Дмитрия Ростовского (ныне Пролетарский район города Ростова-на-Дону Российской Федерации), а католиков — в губернском городе Екатеринославе-Первом (ныне город Новомосковск). Прослеживается и географическая общность крымских греков:
- Ялта основана выходцами крымских селений Ялта, Верхняя Аутка, Нижняя Аутка, Массандра, Магарач, Никита, Биюк-Ламбат, Кучук-Ламбат;
- Урзуф — Гурзуф и Кызылташ;
- Константинополь — выходцы из Демирджи, Алушта, Улу-Узень, Кучук-Узень, Куру-Узень;
- Карань — Карань, Черкез-Кермен, Мармара;
- Керменчик — Албат, Керменчик, Шурю, Бия-Сала, Улу-Сала.

15 августа 1780 года в Мариуполе состоялись торжества по случаю окончания переселения, а митрополитом Игнатием были освящены места для строительства будущих храмов города. Именно митрополит Игнатий добился от императрицы отдельного поселения греков от других национальностей Российской империи, что подразумевало выселение запорожских казаков, русских и украинцев, проживающих к тому времени в 1 городе (Павловске) и 2 слободах (Кальмиусской и Белосарайской). В 1780 году основная часть населения бывшей Кальмиусской слободы были переселены, согласно ордеру Г. А. Потёмкина, на берега реки Волчьей, переименовав при этом заселённый ими город Мариенполь на Павлоград, а уезд в Павлоградский (вот такой удивительный обмен городов названиями), а часть в крепость Петровскую. За два года существования города Павловска здесь, согласно плану, были размечены кварталы, улицы и дворовые участки, часть из которых была застроена. Согласно рапорту азовского губернатора В. А. Черткова Г. А. Потёмкину: «… у прежних жителей малороссиян куплено 55 домов…», за которые была уплачена довольно значительная сумма казённых денег — 2519 руб. 90 коп. Купленные дома и другие постройки были переданы новым поселенцам-грекам.

### Храмы старого Мариуполя
В 1780 году были заложены собор (Святого Харлампия, Харлампиевский — открыт для богослужения уже 22 апреля 1782 года), а также церкви Рождества Пресвятой Богородицы (Карасевская), Успения Пресвятой Богородицы, или Успенская (Мариинская), 4 июня 1791 года достроена и освящена церковь Марии Магдалины, в 1845 году — новый собор Харлампиевский собор, в 1848 году — церковь на центральном кладбище во имя Всех Святых, в 1860 году — римско-католический костел, в 1862 году — новый храм во имя Святой Марии Магдалины (освящён в 1897 году), а в 1864 году открыт молитвенный дом еврейской общины (синагога). Мариуполь долгое время оставался духовным центром региона. В его православных храмах, заложенных ещё в конце XVIII века, хранились святыни, вывезенные греками из Крыма: чудотворная икона Богоматери Одигидрии, икона византийской работы XI века «Святой Георгий с житием» (хранится в Национальном музее украинского искусства, город Киев), иконы Косьмы и Дамиана и Святой Параскевы. Кроме того хранилась в городе, как казацкое наследие, икона Святого Николая.

### Хозяйство города

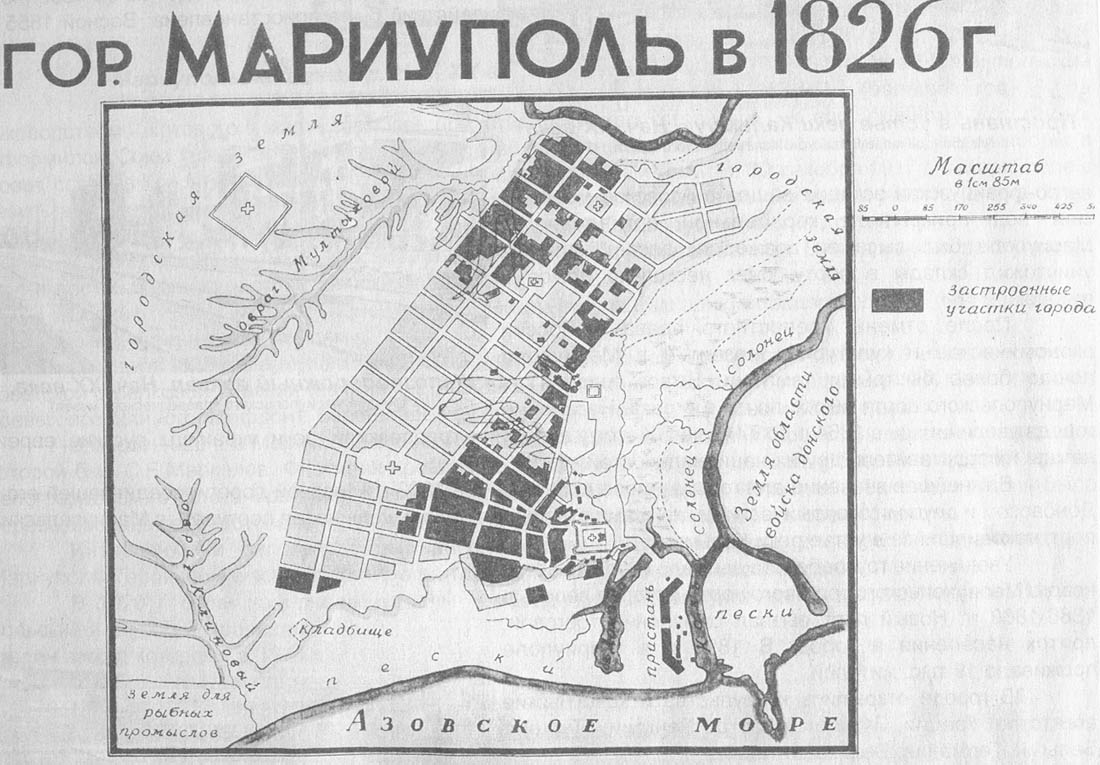
Карта Мариуполя в 1826 году

В те годы границы города проходили по современным улицам Торговая, Апатова, Греческая и проспекту Металлургов. Выходцы из шести крымских городов образовали мариупольские кварталы: Кефе (из города Феодосия — Кафа), Гезеле (Евпатория — Гезлев), Карасубазар (Белогорск), Бахчисарай и Марьинск (Мариинск). В первые годы административные, полицейские и судебные функции выполнял Мариупольский греческий суд — выборный орган самоуправления, первым председателем которого был Хаджи (Хаджинов) Михаил Савельевич (орган официально узаконен императрицей 30 марта 1783 года). Кроме того, 9 января 1790 года для заведования городским хозяйством была создана Мариупольская городская дума в составе городского головы и 6 гласных (депутатов).
В 1782 году в городе числилось 2948 жителей (1586 мужчин и 1362 женщины, в том числе 243 купца, 409 мещан, 106 лиц духовенства), было 629 дворов (в уезде всего — 14 525 человек). К этому времени основным разговорным языком становится греческий (греко-татарский, язык переселенцев из Таврии). Население занималось выделкой кож, изготовлением свечей, вытапливанием сала, производством кирпича, черепицы, извести. Но главным занятием жителей купеческого города являлась торговля. На берегу моря в окрестностях города было до 20 рыбных заводов, которые приносили мариупольским купцам большие доходы. В 1785 году в городе была открыта почтовая контора штатом в 4 человека, 7 октября 1799 года указом императора учреждена Мариупольская таможенная застава (с 1865 года — Мариупольская портовая таможня), а 9 июля 1808 года — почтовое управление и карантинная застава. В 1811 году указами императора Александра I были учреждены генеральный план (11 мая) и герб города (2 августа).
В 1783 году, когда Крым вошёл в состав России, часть греков возвратилась в родные места. Освободившиеся земли были розданы новым переселенцам. В 1829 году на юго-западе уезда поселились возвратившиеся казаки атамана Гладкого, основав ряд сёл (Никольское, Боевое и другие). В 1857 году после Крымской войны возле Мариуполя поселились волонтёры и назвали своё село Волонтеровкой. В 1820 году с целью ускорения экономического развития приазовского края российским правительством было организовано переселение крещённых евреев и немцев-менонитов (см. также: Мариупольский колонистский округ, Мариупольский менонитский округ). В Мариуполе, кроме греков, разрешено было селиться евреям и итальянцам, по отношению к которым российское правительство осуществляло протекционистскую политику. В 1835 году генерал-губернатор Новороссии и Бессарабии Воронцов разрешил отставным солдатам и портовым рабочим — украинцам и россиянам — строить дома и поселяться на окраине Мариуполя, так в 1840-х годах началось заселение Слободки отставными солдатами и матросами.
12 декабря 1796 года Мариупольский уезд вошёл в состав новообразованной Новороссийской губернии (до этого — с 22 января 1784 года и после — от 8 октября 1802 года находился в составе Екатеринославской губернии). 31 октября 1807 года, на основании указа императора Александра II, Мариупольский уезд упразднён, а Мариуполь и 23 греческих села выделены в Мариупольский греческий округ с подчинением Таганрогскому градоначальству («по части полиции, торговли и купеческой навигации»), а с 1859 года в связи с закрытием Таганрогского градоначальства округ введён в Александровский уезд (современное Запорожье) Екатеринославского губернского правления. 30 марта 1859 года издан указ императора Александра II, согласно которому в городе Мариуполе дозволено причисляться не грекам к обществу, отдельному от греческого, без присвоения привилегий, дарованных грекам.
Устье Кальмиуса было удобной природной гаванью, которую называли «биржей». В 1824 году итальянец Кавалотти начал строить в Мариуполе суда. Их грузоподъёмность составила 135—160 тонн. 23 июня 1836 года получено разрешение на постройку набережной в устье реки Кальмиус (на это было выделено 79,7 тыс. рублей государственных средств). В 1840 году от центра к бирже была проложена мощёная дорога. В 1840 году вместо деревянной пристани в устье Кальмиуса (современная гавань) сооружается каменная набережная, а 4 мая 1848 года был утверждён проект устройства шоссе и спуска к пристани в устье реки Кальмиус. Для ремонта и строительства судов в устье Кальмиуса был создан ковш — искусственное углубление (ныне судоремонтный завод рыбоконсервного комбината).
До середины XIX века в Мариуполе развивались в основном кустарные предприятия: кожевенные, салотопные, кирпичные, черепичные заводы, кузнечные, бондарные, оружейные мастерские, ветряные и водяные мельницы, рыбозаводы. В 1830 году начала работать макаронная фабрика. С конца XVIII века город являлся значительным торговым центром. Ежегодно тут проводились четыре ярмарки, на которых торговали хлебом, скотом, кожами, шерстью, рыбой, вином. Административным и торговым центром города была Соборная (Базарная) площадь. Садов в городе почти не было, лишь у некоторых богатых купцов в малом количестве имелись фруктовые деревья. Дважды в год: весной — в день великомученика Георгия (23 апреля), а осенью — в день Покрова (1 октября) съезжались в Мариуполь на ярмарки купцы, мещане и крестьяне. Через Мариуполь проходили торговые пути чумаков. На Базарной площади имелась почтовая станция, на которой содержалось 18 лошадей. В середине XIX века в городе насчитывалось 120 лавок, 15 винных погребов, 2 трактира, 2 заезжих двора, 5 харчевен, 2 ветряные и 5 водяных мельниц, более 100 складов, при населении 4579 чел.
После отмены крепостного права в России экономическое и культурное развитие в Мариуполе пошло более быстрыми темпами. Вывоз товаров из Мариупольского порта вырос почти в 4 раза. Население города увеличилось к 1864 году до 7440 чел., в том числе 3844 мужчины. К этому времени в городе жили русские, греки, евреи (393 чел.), немцы (католики — 106 чел.) и представители других национальностей.
В 1831 году создано Азовское казацкое войско (существовало до 1865 года). Значительный ущерб был нанесён Мариуполю во время Крымской войны 1853—1856 годов. Морская торговля из-за военных действий была приостановлена. Весной 1855 года англо-французская эскадра вошла в Азовское море. 24 мая под прикрытием корабельной артиллерии в Мариуполе был высажен вражеский десант, который уничтожил склады в порту (в том числе хлеба в зерне на сумму 425 тыс. рублей), сжёг 18 домов в городе, 57 конюшен, амбаров и лавок. В отражении нападения врага вместе с армией участвовали и жители города.

## Середина XIX века — XX век

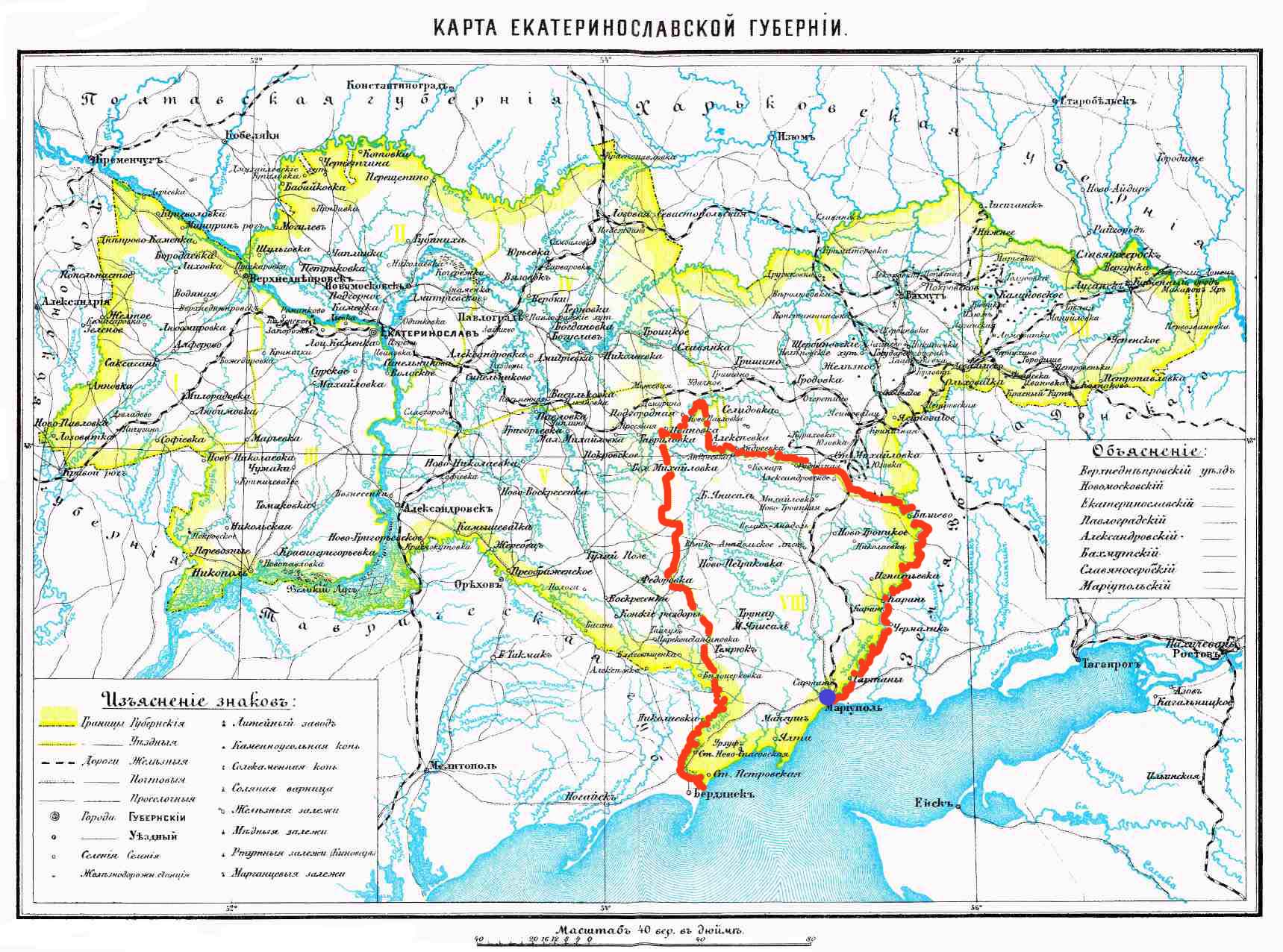
Мариупольский уезд на старой карте Екатеринославской губернии

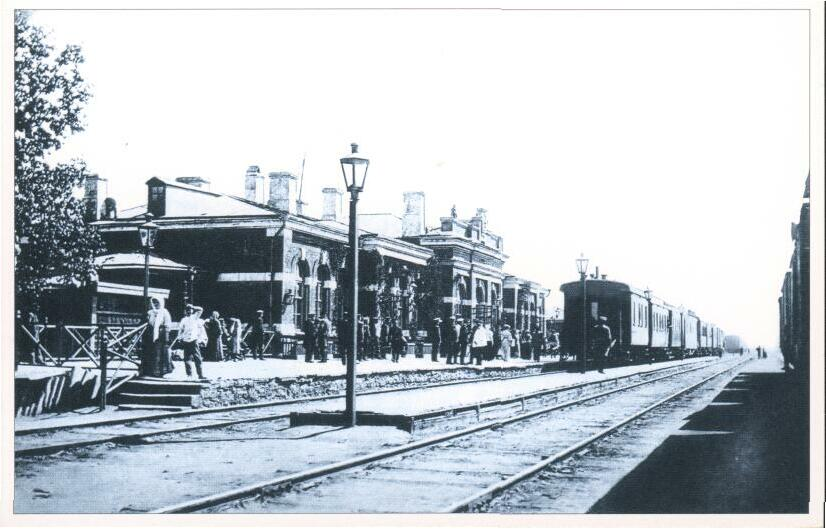
Старый вокзал Мариуполя

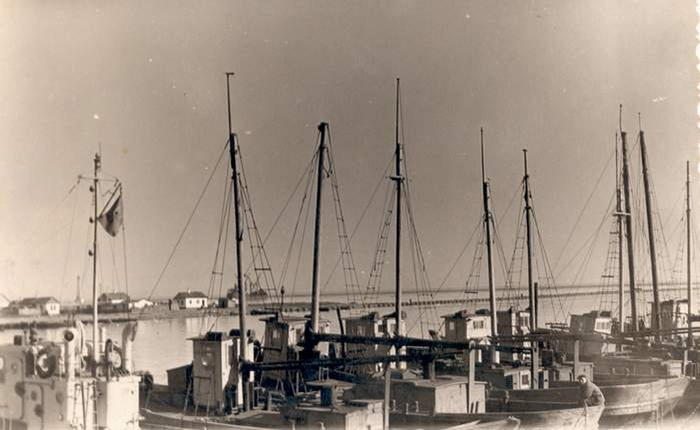
Старый порт в устье реки Кальмиус

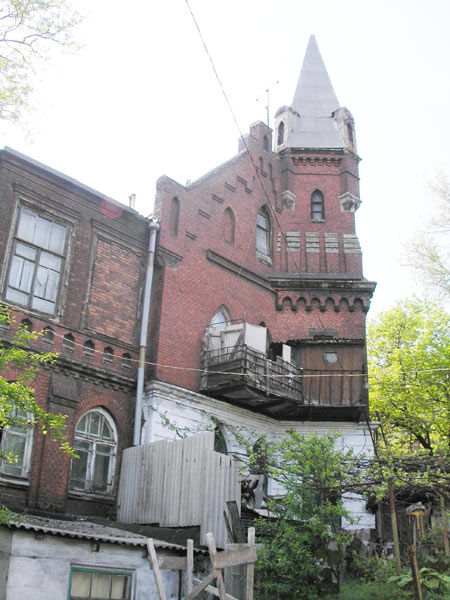
Дом Гампера на Гамперовском спуске

В 1859 году было официально разрешено селиться в черте города не только грекам, но и представителям других национальностей.
С 1859 по 26 декабря 1872 года город находился в составе греческого уезда Александровского уезда (центр — Александровск (Запорожье)) Екатеринославской губернии Российской империи.
С 26 декабря 1872 года, согласно указу императора Александра II, город в составе восстановленного Мариупольского уезда Екатеринославской губернии Российской империи, в который вошли как греческие поселения, так и поселения крестьян других национальностей. На 1897 год:
- Екатеринославская губерния — 2 113 674 чел., 63 377 км², центр — Екатеринослав;
  - Мариупольский уезд — 254 056 чел, центр — Мариуполь;
    - Мариуполь — 31 116 чел.

В 1868 году открыто Мариупольское полицейское управление для Мариуполя и греческого округа. Город был разделён на 3 полицейские части. 10 февраля 1869 года указом императора образованы земские учреждения Мариупольского греческого округа: земское собрание (4 гласных, или депутата от города и 6 — от сельских обществ) и земская управа (вместо упразднённого указом Мариупольского греческого суда). В состав земского собрания Екатеринославской губернии избираются от Мариупольского земского собрания 2 губернских гласных. А уже 12 апреля 1871 года в Мариуполе введено новое городское положение, согласно которому создавались городская дума (голова и шесть гласных — распорядительный орган, её назначение — заведование городским хозяйством) и городская управа (исполнительный орган). В 1872 году в Мариуполе открыто отделение Азовско-Донского коммерческого банка. В 1874 году введена всеобщая воинская повинность и открыто в Мариуполе уездное воинское присутствие. В 1873 году в связи с восстановлением Мариупольского уезда созданы уездное земское собрание и земская управа. 16 сентября 1873 года уезд был разделён на 5 мировых судебных участков, создан уездный съезд мировых судей.
До конца XIX века Мариуполь оставался небольшим купеческим городком, а крупным центром юга России город стал только с появлением:
1. железной дороги (1882 год)
2. глубоководного морского порта (1889 год)
3. металлургического завода (1897 год)

После сооружения в 1882 году железной дороги «Еленовка—Мариуполь» (построена за 4 года), соединившей город с Донбассом, в порт начал поступать донецкий уголь для вывоза за границу, наряду с прежним экспортным товаром — пшеницей. Увеличение грузооборота вызвало строительство торгового порта. В 1886—1889 годах построен новый Мариупольский торговый порт, который стал вторым по грузообороту на юге России после Одессы. 29 августа 1889 года началась погрузка донецкого угля на пароход «Медведица», чем и ознаменовалось открытие нового Мариупольского торгового порта, построенного у Зинцевой балки в 5 верстах от Мариуполя. Новый порт вызвал оживление торговли, приток населения в город. В 1890 году в Мариуполе проживало 19 тыс. жителей. О большом значении Мариуполя в жизни тогдашней России свидетельствует то, что в начале Первой мировой войны в городе находились консульские учреждения 7 европейских государств: Греции, Италии, Австро-Венгрии, Турции, Бельгии, Германии, Великобритании. Это стало предпосылкой строительства здесь металлургических заводов и превращения Мариуполя на рубеже XIX—XX веков в один из центров металлургической промышленности Юга России.
19 апреля 1896 года А. В. Ротштейн из Пруссии и Э.Д Смит из США обратились к правительству Российской империи за разрешением учредить «Никополь-Мариупольское горное и металлургическое общество». Не ожидая решения властей, они закупили в США металлургический завод с трубосварочным цехом. 6 июля 1896 года в Петербурге первое общее собрание акционеров избрало правление общества. В пяти километрах от Мариуполя начали работать геодезисты. Монтаж начался в декабре, а уже 1 февраля 1897 года был пущен трубосварочный стан (в трубном цехе). «Никополь» является одним из прародителей комбината имени Ильича.
Бельгийское общество «Провиданс», существующее и поныне, получило у Мариупольской городской управы два участка земли. И на одном из них в апреле 1898 года началось строительство завода. Затем — с целью привлечения бельгийского и русского капиталов — они создали дочернюю компанию «Русский Провиданс». В 1898 году завод уже работал: функционировали 2 доменные печи, 2 мартеновские печи, 3 томасовских конвертора, 126 коксовых батарей, крупносортный и рельсобалочный цеха.
Железную руду везли из Керчи на пристань, расположенную на берегу Кальмиуса (выше современной Гавани, напротив остановки "Мартен", до сих пор сохранилась пристань из жёлтого камня, от которой по канатной дороге руда подавалась в доменный цех). В конце XIX века в Мариуполе работали, таким образом, бок о бок 2 металлургических завода. Однако продукция их была не из лучших. Первые домны «Никополя» привезли из-за океана в разобранном виде. С ними прибыли в Мариуполь их создатели американцы братья Джулиан и Вальтер Кеннеди. Домны «Никополя», в отличие от домен «Русского Провиданса», были последним словом техники. Первая домна «Никополя» дала чугун в ночь с 14 на 15 июня 1902 года. Первым директором «Никополя» был Г. Лауде. В 1909 году «Никополь» произвёл 1,3 млн пудов стали или 21 290 тонн, в 1913 году — 4,8 млн пудов (78,630 тонн). «Русский Провиданс» в 1912 году выпустил 11 млн пудов чугуна, а уже в 1913 году — 13 млн пудов чугуна. В 1909 году Мариупольским портом переработано 96 млн пудов грузов, а в 1911 году — уже 122,4 млн пудов.
В конце XIX века в Мариуполе, кроме металлургических, действовали заводы: сельскохозяйственного машиностроения, 6 кожевенных, 27 кирпично-черепичных, макаронная фабрика, две паровые мельницы (1 из них была построена в 1882 году Соколовским на Евпаторийской улице, 2 — мельница Баранова — в 1892 году). В 1886 году начал работать чугунолитейный механический завод Уварова по изготовлению земледельческих орудий (ныне завод «Октябрь»), тогда же основан пивоваренный завод Кучера на Торговой улице с производительностью 10 000 вёдер пива в год (сейчас — Мариупольская пищевкусовая фабрика). В 1915 году основана конфетная фабрика (сейчас — Мариупольская кондитерская фабрика). Во время Первой мировой войны Мариуполь был наибольшим производителем броневой стали на юге России.
По переписи 1897 года, в Мариуполе проживало 31 тыс. человек, в том числе русские — 19 670, евреи — 4710, украинцы — 3125, греки — 1590. Накануне Первой мировой войны в городе насчитывалось уже 58 тысяч жителей. В 1910 году в Мариуполе было 7 больниц, 23 врача, 23 акушерки, 11 земских и городских школ, 4 частные школы, 2 государственные и 2 частные гимназии (Мариинская женская гимназия в 1894 году переехала на новое место — сейчас средняя школа № 1), реальное (частное), духовное и техническое училища (в том числе двуклассные училища: Карасевское — 1883 год и Екатерининское — 1889 год), частная музыкальная школа. В 1889 году заложен центральный сквер на Александровской площади, а годом позже началась посадка декоративных деревьев вдоль городских улиц.
В 1878 году житель Мариуполя В. Л. Шаповалов создал в городе профессиональную театральную труппу, а 8 ноября 1887 года премьерой «Ревизора» Николая Гоголя состоялось открытие здания городского театра — «Концертный зал», что сыграло важную роль в эстетическом воспитании населения. По меньшей мере трижды (в 1889, 1891 и 1908 годах) мариупольская публика с восторгом принимала выступающего на подмостках городского театра выдающегося украинского актёра, режиссёра и драматурга Марка Лукича Кропивницкого, автора более 40 пьес. В качестве актёра гастролировал в Мариуполе и Иван Карпович Карпенко-Карый (Тобилевич) — ещё один классик украинской драматургии.
В 1892 году в типолитографии А. А. Франтова вышла в свет книга «Мариуполь и его окрестности» — один из ценнейших источников изучения истории города. В 1895 году создана первая в Мариуполе телефонная сеть (с коммутатором на 100 абонентов, к 1910 году в неё входило более 200 абонентов). В апреле 1897 года в Мариуполе состоялся первый киносеанс, в 1906—1910 годах открыты три кинотеатра: «XX век», «Иллюзион» и «Вечерний отдых». В сентябре 1897 года на пожертвования жителей и средства из городского бюджета построено здание городской больницы (сейчас это один из корпусов больницы № 3), в строительстве которой деятельное участие принял врач И. И. Данилов. В 1898 году построена первая в городе общественная библиотека-читальня. 1 декабря 1898 года открыта первая в Мариуполе электростанция, она принадлежала Е.Томазо, находилась на улице Харлампиевской и предназначалась для освещения гостиницы «Континенталь». В 1899 году началось строительство здания стационарного цирка на Большой Садовой улице. 15 декабря 1899 года вышел в свет первый номер городской газеты «Мариупольский справочный листок». В 1901 году началось строительство мариупольской водонапорной башни на Константиновской, системы водопроводов города. 4 мая 1906 года вышел в свет первый номер ежедневной газеты «Мариупольская жизнь», которая просуществовала до начала 1917 года (в мае 1996 года её выпуск возобновлён). В 1908 году по проекту В. А. Нильсена построено здание Епархального училища (сейчас — 1-й корпус Приазовского государственного технического университета), тогда же введена в эксплуатацию городская электростанция, предназначавшаяся для обеспечения электроэнергией насосной станции городского водопровода и освещения городских домов (располагалась на пересечении улиц Земской и Фонтанной). В 1910 году открыто частное женское училище с курсом прогимназии Н. С. Дарий, преобразованное позже в гимназию с полным курсом среднего образования, в том же году началось строительство первой международной телефонной линии «Мариуполь-Юзовка». В 1914 году открыта частная прогимназия преподавателя Лобачевского для мальчиков.

### Культура и архитектура Мариуполя
Мариуполь неоднократно посещали лица императорского двора и сам император Александр I в начале июня 1818 года (на ночлег император остановился в здании Мариупольского греческого суда) и 21 октября 1825 года (ночевал в доме купца Чебаненко). 29 мая 1820 года поэт А. С. Пушкин посетил Мариуполь во время путешествия из Екатеринослава на Кавказ с семьёй генерала Н. Н. Раевского. 17 октября 1837 года город посетил цесаревич Александр Николаевич (будущий император Александр II), в свите которого был среди прочих Василий Жуковский, который посвятил несколько строк своего дневника Мариуполю. В 1845 году город посетил великий князь Константин Николаевич (останавливался, как и его брат цесаревич Александр, в доме председателя Мариупольского греческого суда купца Чентукова): к его приезду были срыты остатки земляного вала бывшего запорожского укрепления. В 1871 году второй раз Мариуполь посетил князь Константин Николаевич (в честь которого названа одна из улиц города — сейчас улица Энгельса). В городском саду князь посадил 2 дерева «эвкалипты Са», осмотрел фруктовые сады на берегу Кальчика, учредил стипендию в 300 рублей в пользу избранного городом ученика.
Первая школа в Мариуполе открылась вскоре после переселения крымских греков в Приазовье, но просуществовала недолго. Первое городское приходское училище в Мариуполе открылось 15 сентября 1820 года (обучение велось на русском языке на протяжении 2 лет, изучались грамматика, арифметика, история, география, закон божий, рисование, новогреческий язык), духовное училище — в 1825 году, первая аптека — в 1855 году, первая библиотека — в 1868 году, Мариинское двуклассное училище — в 1869 году, первая земская почта — в январе 1870 года, первая типография (Горелина) — в 1870 году, первый (греческий) театр — в 1878 году, первая земская больница — в 1874 году (на 30 коек), а городская (на 15 коек) — лишь 17 октября 1890 года (огромный вклад в возникновении которой внёс врач И. И. Данилов) и лишь в сентябре 1897 года больница переехала в специально построенное здание. В декабре 1860 года начала работать почтово-телеграфная контора и линия телеграфа «Одесса-Мариуполь-Ростов-на-Дону».
В 1875 году в городе одновременно основаны и открыты две первые гимназии: мужская и женская. 27 января 1875 года императором был подписан указ об учреждении в Мариуполе с 1 июля 1876 года мужской (а 21 апреля — указ о женской) гимназии. Для содержания мужской гимназии (основатель — педагог-историк Хартахай Фёдор Авраамович) ежегодно выделялось 12,36 тыс. рублей из государственных средств и 12 тыс. из городских, для женской (начальница — Генглез Александра Александровна) — 1 тыс. и 6 тыс. соответственно. Обучение в гимназиях было платным. 15 сентября 1875 года состоялось торжественное открытие Мариупольской Александровской гимназии (17 сентября — Женской Мариинской гимназии) в составе подготовительных, 1-го, 2-го, 3-го классов (а в мужской — ещё и 4-го).
Мариуполь XIX века был одноэтажным. Из 3084 домов только 34 были двухэтажными и только 3 дома — трёхэтажными (среди которых здание гостиницы «Континенталь» — в настоящее время здесь расположен ДК «Азовсталь»). Основным материалом был саман. После возникновения главной улицы — Екатерининской (во время Советской власти переименована на проспект Республики, в настоящее время — проспект Ленина) город несколько преобразился. В 1864 году был заложен Городской сад. В 1867 году открыты общественные бани. В 1871 году началось замощение городских улиц и площадей местным (старокрымским) гранитом (первыми были замощены Екатерининская, Торговая, Итальянская улицы и Соборная площадь). 15 июля 1875 года установлены первые 100 керосиновых фонарей для освещения улиц (к 1914 году их уже было 686). В 1889 году на Александровской площади заложен центральный сквер.

### Улицы и площади старого Мариуполя

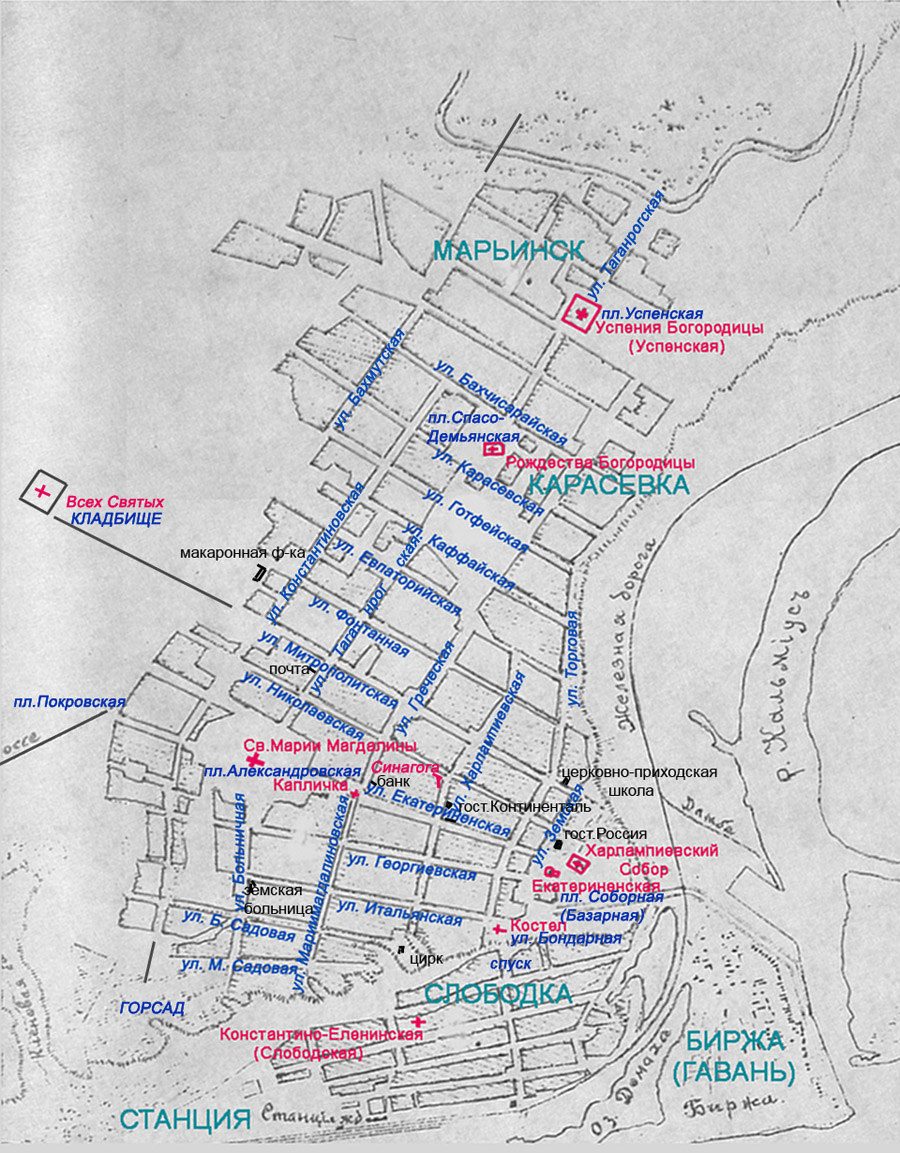
Карта Мариуполя в 1892 году

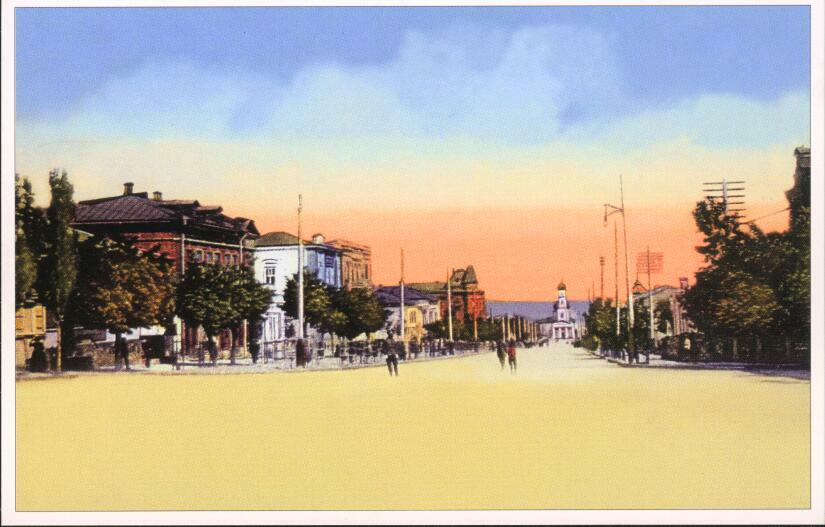
Большая (Екатерининская) улица в Мариуполе (сейчас — проспект Ленина)

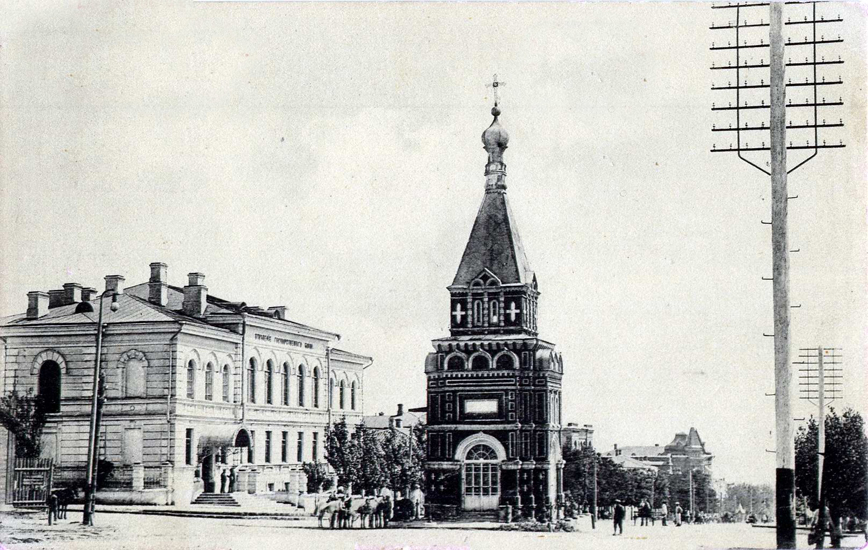
Екатерининская улица в начале XX века. Здание госбанка. Часовня Марии Магдалины

28 сентября 1876 года улицам Мариуполя даны официальные названия (продольным улицам начиная с Евпаторийской и севернее — начиная с 15 сентября 1877 года):
- продольные улицы (в скобках даны названия в советский период — с 1919 года и в настоящее время):
  - Малая Садовая (с 1965 года — Семенишина) — находились большие фруктовые сады;
  - Большая Садовая (9 Января, Пушкина);
  - Итальянская (Апатова, Итальянская) — в честь католического костёла в начале улицы, основными прихожанами которого были итальянцы;
  - Бондарная (Апатова, Итальянская) — продолжения Итальянской к востоку от Базарной площади;
  - Георгиевская (Троцкого, 1 Мая, Богдана Хмельницкого — в 1941—1943 годах, Георгиевская) — по имени левого престола Харлампиевского собора Мариуполя, выходившего на улицу;
  - Екатерининская (проспект Республики, с 1960 года — проспект Ленина) — до этого — Большая улица;
  - Николаевская (улица Ленина, с 1960 года — Донбасская, Николаевская) — по имени правого престола Харлампиевского собора Мариуполя, выходившего на улицу;
  - Митрополитская (Карла Либкнехта, Митрополитская) — находился дом митрополита Игнатия;
  - Фонтанная (с 1965 года — Ивана Франко, Фонтанная) — у начала улицы находился «фонтан» — источник питьевой воды в городе;
  - Евпаторийская (Комсомольская, Евпаторийская) — эта и следующие 4 улицы названы в честь населённых пунктов Крыма;
  - Каффайская, или Кафайская (Пролетарская, Каффайская);
  - Готфейская, или Готская (Красноармейская, Готфейская);
  - Карасевская (8 Марта, Куинджи, Карасевская);
  - Бахчисарайская (Шевченко);
  - Марьинская (Революции)
  - Успенская (Октябрьской Революции)
- поперечные улицы:
  - Земская (Розы Люксембург) — находилась уездная земская управа;
  - Гамперовский спуск (Розы Люксембург) — продолжение улицы Земской на Слободку — в честь мариупольского врача Сергея Гампера, построившего на улице больницу;
  - Торговая (с сентября 1924 года — III Интернационала, Торговая) — находился базар;
  - Харлампиевская (Советская, Харлампиевская) — в честь соборной церкви Мариуполя — Харлампиевской;
  - Греческая (Карла Маркса, Греческая);
  - Марии-Магдалиновская (Карла Маркса, Греческая) — продолжение улицы Греческой к югу от Екатерининской улицы — находилась старая церковь Марии Магдалины;
  - Таганрогская (ныне улица Куинджи);
  - Больничная (ныне улица Куинджи) — продолжение улицы Таганрогской к югу от Екатерининской улицы — находилась земская больница;
  - Константиновская (Энгельса) — в честь Великого князя Константина Николаевича;
  - Бахмутская (Ивана Франко, с 1965 — проспект Металлургов), продолжение улицы вдоль поймы реки Кальчик по Новосёловке существует и сейчас;
- улицы Слободки:
  - Первая Слободская (Котовского);
  - Вторая Слободская (Свердлова);
  - Третья Слободская (Донецкая);
  - Четвёртая Слободская (Транспортная, Михаила Линника);
- Площади:
  - Соборная (Базарная) площадь (Освобождения);
  - Александровская площадь (Свободы, Центральный сквер, Театральная);
  - Покровская (Сенная) площадь (Республики, Административная);
  - Спасо-Демьянская площадь, или Космодамиановская площадь (Карасьевская, площадь Революции, перекрёсток бульвара Шевченко и улицы Артёма);
  - Успенская площадь, или Мариинская (Марьинская) площадь (Красная, Автовокзала, Успенская);
- Переулки и спуски:
  - Тюремный переулок (переулок Ленина, ул. Варганова);
  - Покровский переулок (переулок Республики);
  - Торговый переулок (переулок III Интернационала);
  - Биржевый спуск (Клубный переулок);

### Революционные события в Мариуполе
Рабочие Мариуполя поддерживали революционные настроения, характерные для всего рабочего пролетариата царской России, и 9-10 апреля 1898 года в Мариуполе состоялась первая забастовка рабочих. Бастовали 370 рабочих завода «Никополь».
- ноябрь 1898 — забастовка рабочих-строителей завода «Русский Провиданс»;
- осень 1904 — антивоенная демонстрация рабочих в Мариуполе;
- 25 января 1905 — рабочие завода «Никополь» предъявили администрации экономические требования;
- 31 января 1905—750 рабочих завода «Никополь» объявили забастовку. На её подавление были вызваны войска;
- 21—24 марта 1905 — забастовка портовых грузчиков;
- 22 марта 1905 — городская дума ходатайствует перед губернатором в направлении в Мариуполь батальона пехоты или сотни казаков;
- 20 апреля 1905 — забастовка 500 рабочих Мариупольского порта;
- 1—4 июля 1905 — забастовка рабочих завода «Русский Провиданс». К ним присоединились рабочие завода «Никополь». Массовое увольнение участников забастовок с завода «Русский Провиданс»;
- 20—22 июля 1905 — бастуют 160 рабочих завода Сойфера;
- 28 августа 1905 — состоялась политическая демонстрация рабочих и учителей Мариупольского уезда;
- 14 сентября 1905 — полиция разогнала политический митинг рабочих металлургических заводов, организованный мариупольской группой РСДРП;
- 29—30 сентября 1905 — забастовка команд 18 пароходов, стоявших под погрузкой в Мариупольском порту;
- 15 октября 1905 — рабочие всех цехов завода «Никополь» объявили забастовку. Часть из них направилась на «Русский Провиданс», чтобы призвать его рабочих поддержать забастовку. Произошло столкновение с полицией. Для подавления выступления трудящихся были вызваны войска;
- 16 октября 1905 — около тысячи человек участвовали в демонстрации протеста на главной улице Мариуполя — Екатерининской. Попытка полиции разогнать демонстрацию не увенчалась успехом: рабочие оказали вооружённое сопротивление;
- 19 октября 1905 — рабочие металлургических заводов вышли на демонстрацию протеста по случаю опубликования «Манифеста 17 октября». В демонстрации участвовало до десяти тысяч человек;
- 8—20 декабря 1905 — железнодорожники Мариуполя приняли участие во всероссийской стачке рабочих железных дорог. Забастовка подавлена войсками;
- 1 мая 1906 — рабочие металлургических заводов объявили забастовку. В Александровском сквере собралась рабочая молодёжь;
- 12 июня 1906 — началась многодневная забастовка рабочих Мариупольского порта;
- 1 мая 1907 — забастовка рабочих завода «Никополь», городских типографий, мелких предприятий и мельниц;
- 13 июня 1907 — войска подавили забастовку рабочих Мариупольского порта.

## Мариуполь Революционный. 1917—1920 год

### Установление советской власти
24 сентября 1917 года состоялось первое заседание гласных депутатов городской думы, избранной на основе многопартийности: в составе были эсеры, украинские социал-революционеры, объединённая еврейская социал-демократическая партия, объединённая социал-демократическая партия, социал-демократы (большевики), еврейская социал-демократическая партия «Поалей-Цион». 1 июля 1917 года был создан Мариупольский комитет РСДРП (большевиков), под руководством которого мариупольский пролетариат начал готовиться к вооружённому восстанию (к концу октября 1917 года большевистская организация города насчитывала до 1000 членов). Оформился Союз пролетарской молодёжи имени III Интернационала. Были проведены перевыборы в Совет, на которых большевики Мариуполя одержали убедительную победу. 12 октября 1917 года в здании кинематографа «Вечерний отдых» состоялось первое заседание Мариупольского совета рабочих и солдатских депутатов (председателем его стал техник броневого цеха завода «Никополь» большевик Василий Афанасьевич Варганов). 17 октября Мариупольский совет избрал делегатов на II Всероссийский съезд Советов (большевики Л. Б. Горохов и П. П. Московченко).
25 октября 1917 года в Петрограде произошла Октябрьская революция, в результате которой было низложено Временное правительство. Открывшийся в этот день II Всероссийский съезд Советов принял советские декреты «О земле», «О мире», «О создании правительства — Совета Народных Комиссаров». 30 октября 1917 года в Мариуполе состоялась десятитысячная демонстрация рабочих (преимущественно рабочих завода «Никополь») в поддержку решений II Всероссийского съезда Советов: здесь мариупольцы впервые услышали новые декреты (зачитывал сам В. А. Варганов). Тогда же была создана Красная гвардия (председатель штаба — В. А. Варганов), избран военно-революционный комитет (председатель — Б. А. Вильклиш). 22 ноября 1917 года большевикам удалось захватить вагон с оружием, предназначенным для местной полиции, а 28 ноября ревком захватил пороховые погреба. Позиции большевиков усилили миноносцы, пришедшие в морской порт из Севастополя.
Утром 30 декабря полковая рада 24 пехотного полка потребовала от исполкома Мариупольского совета рабочих и солдатских депутатов распустить большевистский военно-революционный комитет (ВРК) и Красную гвардию и образовать ВРК от всех партий города. Однако посланная большевиками делегация из лучших ораторов смогла без единого выстрела переломить позицию солдат пехотного полка, которые уже днём сдали оружие и разъехались по домам. Вечером 30 декабря в Мариуполе в результате вооружённого восстания (атаковали здание гостиницы «Континенталь», в котором размещалось 200 гайдамаков, прибывших из Киева) была практически бескровно (ответа на стрельбу со стороны гайдамаков не последовало) установлена Советская власть. Активное участие в борьбе за власть Советов принимали В. А. Варганов, Б. А. Вильклиш, А. Е. Заворуев и многие другие.
Вскоре после вступления в силу 5 февраля 1918 года декрета об отделении церкви от государства, с 1 апреля, в Мариуполе прекратилось преподавание Закона Божьего в учебных заведениях, одновременно вводились новые правила орфографии. В эти дни (2 января) проходило собрание рабочих крупносортного стана завода «Русский Провиданс», на котором рассматривался вопрос о пуске мелкосортного стана, который будет производить сортовое железо для сельскохозяйственного инвентаря. К началу февраля на обоих заводах возобновлён выпуск металла (хотя работали не в полную мощность). 18 февраля 1918 года в Мариупольский Совет рабочих и солдатских депутатов поступило заявление от казачьего отряда 41-го Донского полка о переходе на сторону Советской власти. До начала весны 1918 года в городе формально продолжали работу городская управа, земские органы управления (они 25 февраля 1918 года выпустили акции займа на сумму 400 тыс. руб. под 6 % годовых). В феврале — марте 1918 года в составе Исполкома Мариупольского совета были назначены комиссары:
- продовольствия города и уезда — Я. Н. Зайцев,
- труда — Разумный,
- печати — Д. Н. Македон,
- юстиции — П. Киров,
- по хозяйственным и санитарным делам — Старожилов,
- по военным и морским делам — В. А. Варганов,
- финансов — Кучеренко,
- земледелия — Маевский,
- общественной безопасности — Рудаев.

3 марта в Мариупольском порту конфисковано 150 тыс. пудов угля, который был передан металлургическим заводам и населению города. 5 марта того же года в связи с отсутствием хлебных запасов в городе, Мариупольский Совет объявил о сокращении хлебного пайка (вместо 1,5 фунтов — 1 фунт хлеба на рабочего человека и 3/4 фунта — на нерабочего): на город надвигался голод. Катастрофически усугублялась хозяйственная разруха в Мариуполе. 9 марта года вышел первый номер городской газеты «Революционное слово» (в настоящее время — «Приазовский рабочий»), в этой газете в выпуске от 19 марта было опубликовано постановление Совета рабочих и крестьянских депутатов Мариупольского уезда о земле (отменяется частная собственность на землю, наёмный труд на селе, производится изъятие излишков сельскохозяйственного инвентаря у частных лиц). Весной на территории хутора Козакевича (сейчас — село Бердянское) крестьянами Новосёловки и Волонтёровки создана первая Мариупольская сельскохозяйственная коммуна (идейный организатор — А. И. Бодров, в прошлом слушатель ленинского политического кружка «Петербургский союз борьбы за освобождение рабочего класса»), которая имела несколько филиалов. Коммуна существовала недолго: 28 апреля была разгромлена белогвардейцами полковника Дроздовского, которые появились в городе в третьей декаде апреля 1918 года. Были расстреляны хлеборобы: Орленко Василий Антонович, Волков Антон, Оплачко Демьян, Македон Харлампий, Кошелев Савва, Кульбака Дмитрий, Гончаренко Григорий Иванович и 3 жителя Новосёловки: Могильный Степан Константинович, Могильный Павел Порфирьевич, Пузиков Григорий. 29 апреля так же разгромили коммуну на хуторе Палеолога и Кефели (бывшая экономия Юрьева — современная Юрьевка), были зверски убиты: Крамаренко Григорий Спиридонович, Соколенко Виктор Фёдрович, Голубов Ульян Самсонович, Чайка Андрей Иванович, Хасанов Христофор Иванович, Башлыков Алексей, Бардаков Гавриил. Так описываются эти события в письме председателя земельного комитета Новосёловского совета рабочих и крестьянских депутатов Х. К. Долгополова: «…белые палачи привязали к столбам, установленным на воинских повозках, огородили деревянными клетками и, истязая, возили по городу, а после новых пыток расстреляли невдалеке от парома через Кальмиус у хутора Косоротова». Здесь были расстреляны измученные пытками организаторы коммуны Артемий Бодров, Андрей Шепотиленко, Гапоненко. Это происходило задолго до расстрела царской семьи и до появления политики красного террора (тем более, что до июня 1918 года в большевистской России смертная казнь вообще была запрещена).

### Гражданская война
Во время гражданской войны Мариуполь 17 раз переходил из рук в руки, город находился в составе Украинской державы, УНР, Донецко-Криворожской советской республики, ВСЮР и УССР. Все войска, которые находились в Мариуполе, стремились вывезти из него больше всего. Окончательно Мариуполь перешёл к большевикам 4 октября 1920 года.
13 марта 1918 года в городе введено военное положение. 18 марта комиссар по военным и морским делам города Мариуполя и уезда Василий Афанасьевич Варганов издал приказ о формировании боевых частей Красной Армии, а 28 марта сформированные части (около 3 тысяч человек с пулемётами и артиллерией) выступили из Мариуполя в направлении Екатеринослава против 600-тысячной австро-немецкой армии, но потерпели неудачу и вскоре вернулись в город.
С уходом Варганова в городе пришли к власти меньшевики. Главную политическую роль в городе сперва играл влиятельный союз «Металлист», затем — союз моряков, союз железнодорожников и другие. В городе нарастал кризис власти, вызывали недовольство действия отдельных комиссаров (В. А. Варганова, Б. А. Вильклиша), которые, по словам исполкома Мариупольского совета, узурпировали власть и занимались «самоуправством». Например, они арестовывали некоторых несогласных с политикой Варганова большевиков и по тем же причинам обложили большевистское село Сартана контрибуцией. Данная ситуация привела к тому, что 8 апреля, когда отряды Варганова вернулись в город, произошла вооружённая смена власти, в советское время получившая название «контрреволюционного мятежа» или восстания «фронтовиков». В результате его большевистские лидеры были вынуждены бежать в Таганрог, а оттуда на крейсер «товарища Самсонова, которому Таганрогский горком большевиков поручил доставить» их в Ейск. После переворота в Мариуполе был избран временный исполнительный комитет, состоявший из 45 человек. Его председателем стал Я. Я. Коваль, меньшевик, предшественник Варганова на посту председателя Совета рабочих и крестьянских депутатов Мариуполя. Избежать большого кровопролития только благодаря тому, что центр успел разобраться в политической обстановке и не ввёл в город войска для предотвращения контрреволюции.
В начале апреля в Мариуполь ненадолго прибыл Тираспольский революционный отряд (командующий — Венедиктов Евгений Михайлович), в составе которого кроме всех прочих были отряд конной разведки (командир — Григорий Иванович Котовский) и секретарь Военного совета Иона Эммануилович Якир. 11 апреля город объявлен на осадном положении, а 20 апреля было получено сообщение о том, что находящиеся на станции Волноваха австро-германские войска и гайдамаки (Волноваха была занята ими 19 апреля, а движение по железной дороге прекращено ещё 12 апреля) требуют прибытия мирной делегации от города Мариуполя. Временный исполнительный комитет города и уезда направил на станцию Волноваха делегацию из 16 человек (в том числе городской голова Способин). 23 апреля руководством города было официально запрещено оказывать вооружённое сопротивление австро-германским войскам (как писалось в постановлении, размещённом 24 апреля 1918 года в газете «Революционное слово»: «…мы встали перед возможностью нового столкновения с вооружёнными отрядами австро-украинцев… мы решили, что сепаратное выступление города, находящегося на территории Украины, когда Республика подписала уже мир, может привести к напрасному кровопролитию и гибели мирного населения, а потому единственным выходом из создавшегося положения является свободный допуск в город австро-украинцев при условии, что никто из граждан не будет лишён свободы или наказан без постановления справедливого суда, что организованная и вооружённая часть фронтовиков по-прежнему будет нести охрану города и вообще фронтовики-солдаты и нефронтовики, подчиняющиеся военной коллегии, разоружены не будут…»). 24-25 и 27 апреля уже фактически при власти австро-немцев в городе проходили перевыборы Мариупольского совета рабочих и крестьянских депутатов, которые, однако, из-за низкой явки населения не состоялись. В выборах участвовало лишь 2665 человек из 18 тыс. ожидаемых, из них 1012 человек проголосовали за РКП(б), 722 за РСДРП(о) — союз меньшевиков и бундовцев, 351 за эсеров, всего 7 партий). Город был оккупирован в середине апреля (точная дата не известна), а комендантом города назначен полковник Кременский.
К концу апреля оккупационные власти ликвидировали все советские организации и учреждения, аннулировали все мероприятия советской власти, а в мае закрылись мариупольские заводы (сначала — «Никополь»). В эти же дни в Киеве произошёл гетманский переворот, была свергнута Центральная Рада. Согласно приказу от 24 мая 1918 года гетманом восстанавливалась частная собственность, распускались по приказу гетмана Скоропадского земельные комитеты, распускались Городская дума созыва 1917 года (голова Г. Я. Способин), а приступала к исполнению обязанностей дума созыва 1911 года (голова — И. А. Попов).
12 июля австро-германские власти по условиям Брестского мирного договора вывезли из города 41 вагон хлеба, с 20 июля Городская управа начала раздачу хлебных карточек по норме ¾ фунта на 1 человека в день (около 300 г). 21 июля 1918 года в городе началась забастовка железнодорожников, которая 23 июля одновременно на металлургических заводах, на железной дороге и в порту переросла в вооружённое восстание, организованное подпольным большевистским комитетом во главе с Георгием Македоном (было жестоко подавлено на следующий день). Посёлок портовых рабочих и Слободка были обстреляны артиллерией, проводились обыски, аресты и расстрелы (более 70 рабочих), а на жителей портового посёлка наложена контрибуция в 270 тыс. (по другой информации — 337 500) рублей. 27 августа в оккупированном городе началась эпидемия холеры, зимой 1918—1919 года — эпидемии брюшного тифа и «испанки», а 23 января 1919 года — сыпного тифа (до весны 1920 года).
Осенью 1918 года опять сменилась центральная власть: в Киеве пришла Директория, началась эвакуация оккупационных войск и сил Гетманата. 22 ноября после ухода немецких и австрийских войск город перешёл под контроль белогвардейцев (казачий отряд полковника Жирова), поддерживаемых французскими военными кораблями. Через неделю Жиров объявил в городе осадное положение и ввёл военно-полевой суд. Мариупольская городская дума была распущена 19 октября ещё до выхода австро-немцев.
Рано утром 7 декабря в Мариупольском порту высадился десант англо-французских войск, а в конце декабря город заняли отряды Добровольческой армии под командованием генерал-майора Май-Маевского. Комендантом города стал полковник Рейнгард, а позже — генерал-майор Бурдянский. В ноябре была переизбрана городская дума, избранная на основе закона Временного правительства (первое заседание прошло 23 ноября, городским головой вновь стал Г. Я. Способин), которая работала до января 1919 года, затем была снова переизбрана, и головой стал И. А. Попов, а с начала февраля 1919 года в связи с болезнью последнего — Х. И. Данилов. Мариуполь стал в очередной раз донором для проведения военных акций новой власти: 13 декабря на заводе «Никополь» была произведена реквизиция для автоброневого дивизиона сводно-гвардейского полка, бронированной стали, заклёпок и углового железа, было принудительно изъято со складов 5 пудов железа и стали, 300 пудов заклёпок для нужд Добровольческой армии.
Первой масштабной операцией «белых» стала очередная мобилизация проживающих в городе офицеров, юнкеров, солдат в Добровольческую армию, что снизило популярность белых среди местного населения. Для борьбы с выполнением мобилизации в сельских районах создавались повстанческие отряды (Мангушский, Сартанский, Старо-Игнатьевский и другие) преимущественно среди греческого населения. Например,
- Старо-Игнатьевским отрядом (около 2000 человек) руководил М. Т. Давыдов. Впоследствии в марте 1919 года отряд сформировался в 10-й полк 3 бригады Н. И. Махно и принимал участие в освобождении Мариуполя 28 марта 1919 года, позже — М. Т. Давыдов стал генералом Красной Армии. Действие этого отряда распространялись далеко за пределы своего района (боевой путь — около 1000 км);
- похожая судьба и повстанческого отряда из села Старый Керменчик (800 человек), который был создан в декабре 1918 года, руководитель — В. Ф. Тохтамышев. Позже отряд был сформирован в 9-й полк бригады Н. И. Махно, а сам В. Ф. Тохтамышев был представлен к награждению орденом Красного Знамени за освобождение Мариуполя;
- Мангушский повстанческий отряд (руководитель — Мангушев) наиболее сильно подвергся белогвардейскому сопротивлению, а сам посёлок был захвачен на несколько часов. Позже, в апреле 1919 года, отряд влился в Мариупольский ударный советский батальон К. П. Апатова.

Социально-экономическое положение в самом Мариуполе в результате продолжающейся войны и частной смены власти ухудшалось. Повышались цены на продукты питания. А 31 декабря 1918 года было объявлено, что городской электростанцией прекращается подача электроэнергии вследствие полного израсходования жидкого минерального топлива. Однако город продолжал жить, так 1 января 1919 года мариупольским обществом попечения о детях устраивается ёлка в городской управе для детей и танцевальный вечер для взрослых, а 24 февраля 1919 года в думском зале (на улице Харлампиевской) открылась выставка-базар изящных художественных работ, не прекращали работу мариупольские театры и кинематографы, цирк братьев Яковенко и т. д.
27 марта после ожесточённых трёхдневных боёв войска 1-й Заднепровской советской стрелковой дивизии (начдив П. Е. Дыбенко) овладели Мариуполем. Важную роль в штурме города принадлежала 3-й бригаде этой дивизии под командованием Н. И. Махно. Город перешёл под контроль большевиков в составе созданной 5 февраля того года Донецкой губернии. В нём был создан Военно-революционный комитет для управления городом, а 16 мая избран Мариупольский совет рабочих, крестьянских и красноармейских депутатов. С апреля 1919 года начала выходить газета «Известия» (орган ревкома), а 3 апреля в цирке братьев Яковенко прошёл торжественный митинг-концерт для красноармейцев, среди приглашённых П. Е. Дыбенко, Н. И. Махно, а также представитель ЦК на Южном фронте А. М. Коллонтай. Но к середине весны 1919 года военная обстановка сменилась: появилась угроза захвата города белогвардейцами, в связи с чем в спешном порядке была организована мобилизация в ряды Красной Армии (для проведения мобилизации в Мариуполь прибыл военспец К. П. Апатов, заместитель уездного военкома, командир формирующегося I Мариупольского ударного советского батальона). Наспех созданный батальон потерпел поражение от белогвардейцев в апреле 1919 года в районе села Решетилово. Бои в течение апреля — мая шли с переменным успехом. В то же время особо осложнились взаимоотношения Махно и руководства Красной Армии и 23 мая части, преданные Н. И. Махно под натиском значительных белых войск начали отступать, оголив фронт. Войска генерала Деникина вошли в Мариуполь.
Белогвардейцы вновь заняли Приазовье и Мариуполь. Были воссозданы буржуазно-помещичьи органы управления городом, начальником Мариупольской уезда Харьковской области стал полковник Бильдерлинг (с октября — Крахоткин), начальником мариупольского гарнизона — генерал-майор Уманец-Дмитровский. Экономические вопросы решались земской и городской управой, появились новые газеты (например, «Мариупольские новости» — с июля 1919 года). 3 августа в помещении театра «Солей» состоялся благотворительный спектакль, весь чистый сбор от которого поступил в пользу Добровольческой армии. В сентябре 1919 года повстанческая армия Махно совершила бросок, захватив Александровск и Екатеринослав. 6 и 14 октября на короткое время (так сообщалось, что 27 октября 1919 года Мариупольский и Бердянский уезды очищены от Махно) части повстанческой армии Махно захватывали город. 25 ноября состоялась мобилизация в Добровольческую армию, а 2 ноября с целью сбора денег для Белой Гвардии был устроен День добровольца. С 14 декабря началась эвакуация граждан, учреждений из Мариуполя в связи с наступлением к городу Красной Армии.
4 января 1920 года войска Южного фронта Красной Армии заняли город. Был образован Мариупольский партком, объединивший 175 коммунистов города с тремя партячейками: городская, заводская и портовая. В январе была создана биржа труда (1166 безработных, на заводах работало 1305 человек), 6 февраля открылся краеведческий музей, 10 февраля создана комсомольская организация. В марте 1920 года в Мариуполе создаётся Красная Азовская военная флотилия (в составе 8 кораблей), первым командиром которой был С. Е. Маркелов. Флотилия провела на Азовском море ряд успешных боевых операций против белогвардейского фронта Врангеля. После гражданской войны Красная Азовская военная флотилия была перебазирована в Севастополь и на её основе началось возрождение Черноморского флота. 13 марта состоялась национализация металлургических заводов Мариуполя, заводы «Русский Провиданс», «Никополь», завод Мошкевича и мастерские Мариупольского порта объединены под общим названием «Мариупольские государственные металлургические и металлообрабатывающие заводы» (председатель А. П. Фядин), которые позже лишились своей машиностроительной части (порт и завод Машкевича, объединённые в Мармашзавод) и стали называться заводами «А» и «Б». 27 марта состоялись выборы в Мариупольский совет рабочих и крестьянских депутатов, на которых за коммунистов-большевиков проголосовало свыше 70 % избирателей. 4 апреля открылся I съезд Советов Мариупольского уезда.
Началось благоустройство города: 18 апреля в порту состоялось открытие 1-го Советского детского сада, в апреле создана первая школа ФЗУ на металлургическом заводе «А», 25 апреля в помещении клуба (бывшее епархиальное училище) устраивается вечер-концерт для выздоравливающих красногвардейцев. 1 мая на площадке циклодрома состоялся 1-й матч между командами Всеобуча и Комсомола. 13 июня в порту открылся клуб моряков. 5 июня в театре «Солей» состоялся концерт в пользу семейств красноармейцев, 8 сентября открыта литературная студия в помещении Пролеткульта — ул. Троцкого, 56.
Рядом с городом с весны продолжались боевые столкновения с белогвардейцами, так 2 мая в 6:20 утра город подвергся обстрелу тремя неприятельскими судами со стороны моря. В связи с ухудшением военной обстановки, 4 августа Мариупольский уездный комитет партии объявил мобилизацию коммунистов и комсомольцев на врангелевский фронт. После прорыва белогвардейскими кораблями минных заграждений в Таганрогском заливе в ночь на 9 июля 1920 года и высадки десанта полковника Назарова силами до 500 бойцов у хутора Обрыв, 16 июля 1920 года город с целью проверки посетил командующий Юго-Западным фронтом Александр Ильич Егоров вместе с сопровождающей его делегацией. Среди её членов были командующий Морскими силами Республики А. В. Немитц, а также член Реввоенсовета Юго-Западного фронта И. В. Сталин (единственный визит Сталина в Мариуполь). Однако местное военно-морское управление НАМОРСИ не бездействовало до прибытия Егорова и Сталина: командующий НАМОРСИ Алексей Владимирович Домбровский в 8:00 9 июля 1920 года поручил С. Е. Маркелову, поскольку командующий Азовской флотилией Е. С. Гернет был болен, провести флотилию к Кривой Косе и вступить в бой с кораблями противника. К 15 июля удалось выбить назаровцев из Ново-Николаевской станицы (Новоазовск), однако 17 июля в районе Кривой Косы продолжались упорные бои с переменным успехом. Окончательно отряд Назарова уничтожен лишь у реки Маныч после многокилометрового рейда.
С 28 сентября по 4 октября 1920 года Мариуполь находился под контролем белогвардейской Русской армии генерала Врангеля. Гражданская война нанесла большой ущерб промышленности и транспорту города. Так ущерб заводу «Никополь» составил 16,783 млн рублей, заводу «Русский Провиданс» — 6,132 млн рублей, резко сократилось производство сельскохозяйственной продукции, население города сократилось в результате голода, эпидемий, войны, иммиграции на 40 тыс. человек — до 57 тыс. человек.

## Мариуполь Довоенный. 1921—1941 год

### Голод 1921—1922 годов
Приазовье в полной мере ощутило на себе последствия разразившегося в Поволжье и на Украине голода 1921—1922 годов. В Донецкой губернии положение с продовольствием ухудшилось к осени 1921 года: особенно сильный голод охватил Мариупольский уезд, и именно сюда губернский комитет помощи голодающим направил 1 декабря 1921 года 32 % от полученного губернией хлеба (4 вагона хлеба, 1 вагон мяса, 1 вагон других продуктов). Уездным (руководитель — Ярощук, он же председатель уездного исполкома) и областным (председатель — Моисей Львович Рухимович, он же председатель облисполкома) комитетом помощи голодающим по возможности принимались меры по уменьшению последствий голода, так 22 августа 1921 года М. Л. Рухимовичу удалось (несмотря на все запреты вывозить хлеб за пределы Краснодарского края) закупить зерно в более благополучном Ейске. В сентябре 1921 года в уезде проводился месяц помощи голодающим Донбасса и Поволжья, а 17 — 23 октября — ударная неделя помощи голодающим. 4 января 1922 года в порту открылась столовая на 500 голодающих детей, а к 18 января — и в других районах города. 8 марта 1922 года на заседании Мариупольского укомгола вынесено решение — ввиду близости весенних полевых работ и крайнего истощения крестьянского населения на почве голода — открыть в уезде столовые для взрослого населения. Немалые средства для преодоления голода поступили от продажи золота, серебра, драгоценных камней и дорогостоящей утвари церквей города (вначале процесс обмена церковного золота на хлеб был разрешён и даже предложен самой церковью — кампания «Церковное золото голодающим»). Трудно переоценить помощь, оказанную голодающим (в особенности детям) и международными организациями:
- Американской администрацией помощи (в 1922 году раздала по Украине 135 820 000 суточных пайков, а в первой половине 1923 года — ещё 44 951 000) — прибыли в Мариупольский порт 10 мая 1922 года,
- Благотворительным фондом Нансена (в 1922 году — 246 383 000 суточных пайков).

Однако все возможные меры не ослабили голод: голодало 15 % населения, а в некоторых сёлах — до 60 %, в уезде имелись случаи трупоедства и каннибализма, номера мариупольских газет то и дело выходили под такими заголовками, как «Отцы пожирают своих детей» («Революционной Слово» 17 февраля 1922 года), «Потеряли человеческий облик» (там же, 26 февраля 1922 года). В ночь с 12 на 13 апреля 1922 года комитетом незаможных крестьян Ялтинской волости раскрыта целая организация людоедок. Смертность многократно превышала рождаемость. Так, в январе 1922 года, эти показатели составляли: 351 смерть против 61 рождения по городу, в марте 1922 года — 550 против 41 (всего за январь — июнь 1922 года: 2931 против 281). О масштабах «Мариупольского Поволжья» говорят, например, имеющиеся цифры численности работающих на заводе «Провиданс»: ещё в январе 1921 года работало 3639, а уже осенью — 2429 человек. По информации, сохранённой до наших дней благодаря газетам тех лет: в декабре 1921 года, например, из 433 семейств села Чердаклы голодало 260 семей, в том числе 30 — «пухли с голоду», в Старом Крыму голодало детей — 85, взрослых (1-й категории) — 421, 2-й категории — 393, 3-й категории — 1221, а всего население села — 2257 человек (то есть голодало 94 % населения).

### Восстановление города
После окончания Гражданской войны Мариуполь находился в полной разрухе: к концу 1920 года работали только листопрокатный цех и одна (8-я) мартеновская печь. Всевозможные бандитские группировки (порой до 100 человек) грабили и убивали местных жителей. Для борьбы с бандами и анархо-махновщиной в мае 1920 года была основана Мариупольская уездная чрезвычайная комиссия (МУЧК), первым председателем которой стал Д. Я. Патрушев. С 1920 года были национализированы и объединены металлургические заводы «А» («Никополь Мариупольский») и «Б» («Русский Провиданс») в один завод, которому 22 февраля 1924 года после смерти Владимира Ленина присвоено наименование «Имени Ильича». 5 июня 1920 года восстановлены трубный и литейный цеха завода. В 1922 году Мариупольским металлургическим заводом произведено 17 % стали и 18 % проката Юга России, в 1923/24 году на предприятии производилось 47 % всех труб УССР (39,5 % труб СССР). С 1920 года в городе работает Мариупольский машиностроительный завод (на базе дореволюционного завода Мошкевича — сейчас завод технологического оборудования медицинской промышленности).
15 марта 1921 года X съезд РКП(б) принял резолюцию о переходе к НЭПу, которая в Донбассе имела свои особенности, так как промышленность Донецкого региона обслуживала нужды всей страны, поэтому сохранялось почти полное государственное планирование производства и сбыта угля и металла. ВСНХ создал крупнейшие промышленные объединения страны — комбинаты и тресты, например мариупольские заводы входили в трест «Югосталь». В 1921 году было организовано Мариупольское отделение транспортного потребительского общества (ОТПО), которое взяло в аренду множество мелких местных предприятий. В 1924 году было зарегистрировано 63 частных предприятий (в основном лёгкой и пищевой промышленности), 90 частных мастерских, 361 торговое предприятие, из них 16 кооперативных.
В годы НЭПа в Мариуполе восстанавливались и предприятия местной промышленности:
- металлическая промышленность: эстампажный завод (бывший завод Вердникова), машинный завод, завод «Универсал»,
- химическая: ультрамариновый завод,
- горнодобывающая: добыча слюды, полевого шпата, разработка гранита в Старом Крыму, разработка гравия в Волонтёровке,
- швейная: швейная фабрика (с 1920-х годов — имени Дзержинского), чулочная фабрика,
- кожевенная: кожевенный завод (бывший Лукаса),
- пищевая: хлебопекарни, бараночные, булочные, кондитерские, колбасные,
- силикатная: кирпичные заводы (в том числе бывший Горенштейна), известковые печи (бывшие печи Качинова и Пикуза), графитовый завод (бывший завод Вальтона).

В тяжёлых послевоенных условиях разрухи и голода продолжалась также и культурная жизнь города: 7 января 1921 года в городе и уезде началась «Неделя ребёнка», 7 — 8 января 1921 года в театрах «Солей» (с 24 октября 1925 года — «Трудовой») и Яковенко были устроены бесплатные утренники для детей, а 15 января в помещении бывшей кондитерской «Марс» группой мариупольских художников открыта выставка картин. Открывались новые учреждения и заведения: 26 декабря 1920 года мариупольским межрайонным кустарно-промышленным отделом открыта первая Советская часовая мастерская, в январе 1921 года отделом Народного образования открыт детский дом имени Фрунзе на 50 человек, 17 февраля 1922 года открыт книжный магазин по проспекту Революции. 14 декабря 1921 года в 12:00 в библиотеке Дворца Труда открылся 2-й Уездный съезд делегатских собраний работниц и селянок. 24 декабря 1921 года в театре (бывший «XX век») состоялся литературно-вокальный вечер, посвящённый 100-летнему юбилею Н. А. Некрасова. 11 января 1922 года в большой аудитории Уездного музея проходят лекции научно-популярного характера об электричестве А. К. Александровича. 12 марта 1922 года в общественном рабочем клубе «Имени 25 октября» прошёл большой концерт-митинг в память Февральской революции. 27 мая 1922 года в Александровском парке открылся летний театральный сезон, а 7 — 23 сентября прошла Мариупольская Покровская ярмарка.
12 января 1923 года состоялось первое общегородское собрание детской организации «Юный Спартак», на котором присутствовало 80 человек. 3 апреля 1924 года мариупольским представительством Красного Креста открыт магазин Санитарии и Гигиены (угол современных проспекта Ленина и улицы Торговой) с большим выбором аптекарских, парфюмерных, хозяйственных товаров, оптики и другого.
С 1923 года по февраль 1940 года в городе находился 238-й стрелковый полк 80-й стрелковой дивизии Украинского военного округа. В июле 1928 года приказом РВС СССР полку было присвоено новое наименование: 238-й стрелковый Мариупольский полк. Шефство над полком осуществлял местный городской совет народных депутатов.
9 сентября 1925 года в городском комсомольском клубе открылась городская конференция юных пионеров. 22 января 1924 года тысячи рабочих города собрались на траурный митинг в связи с кончиной В. И. Ленина, основателя Коммунистической партии и Советского государства, на следующий день на заводах состоялись собрания партячеек, а 27 января 1924 года к 9:00 к зданию Дворца Труда (сейчас — ДК «Азовсталь») на общегородской траурный митинг собралось более 25 тысяч трудящихся, вечером 28 января состоялось комсомольско-молодёжное факельное шествие, посвящённое памяти В. И. Ленина. 22 февраля 1924 года состоялся митинг трудящихся заводов «А» и «Б» в связи с присвоением заводам имени Ильича. Решение ВУЦИКа по этому вопросу огласил сам председатель ВУЦИКа Г. И. Петровский, бывший рабочий завода «Русский Провиданс». Тогда на госзаводах имени Ильича работало 3762 рабочих и 421 служащий. Одновременно с этим зарегистрировано 3971 человек безработных.
К концу 1925 года восстановительные работы на всех предприятиях города были закончены, к этому времени Металлургический завод имени Ильича по выпуску продукции достиг уровня 1913 года. 1 марта 1926 года после 8-летнего перерыва дала первая доменная печь № 1, восстанавливалась доменная печь № 2. С августа 1926 года директором Мариупольского завода имени Ильича был назначен Яков Семёнович Гугель (до этого работал непродолжительное время директором Таганрогского котельного, Константиновского металлургического заводов, заместителем директора Таганрогского и Юзовского металлургических заводов), который добился переобследования завода «Б» («Русский Провиданс»), обречённого на демонтаж первой государственной комиссией. Благодаря усилиям Я. С. Гугеля и лично Валериана Владимировича Куйбышева завод удалось отстоять, и уже к середине 1927 года на заводе «Б» вошли в строй коксовые печи и электростанция. Передовое предприятие — завод имени Ильича продолжал развиваться быстрыми темпами: к 1928 году на заводе работало 8150 рабочих и 714 служащих, а промышленный план 1927—1928 годов был выполнен на 97,6 %, 3 марта 1928 года на заводе имени Ильича (территория бывшего завода «Б») состоялся торжественный пуск двух новых сортопрокатных станов, а в 1929 году завершено строительство мощной электростанции.
23 мая 1927 года в Харькове на заседании правления «Югостали» вынесено постановление: «утвердить постройку новотрубного цеха на Мариупольском заводе». Тогда же В. В. Куйбышев дал согласие на импорт 13 мощных газовоздуходувок для этого цеха. В мае 1929 года председатель ВСНХ лично приехал в Мариуполь на стройку цеха (фактически нового завода), рассчитанного на производство 100 тыс. тонн труб в год (крупнейший в стране) для нефтяной промышленности страны (теперь не надо было больше импортировать трубы для перекачки нефти из-за рубежа). Куйбышева поразили успехи в строительстве, которое подходило к концу. Тогда же предполагалось для увеличения количества необходимой для цеха (завода) стали расширить производство на заводе «Б», но именно Куйбышев и Гугель настояли на строительстве нового завода вблизи Мариуполя (так появился «Азовсталь»). 1 мая 1930 года новый трубопрокатный (маннесмановский) цех был пущен, а вокруг нового цеха (с 1936 года выделенный в отдельный завод имени Куйбышева) формируется посёлок имени Апатова (район, ограниченный современными проспектами Ильича, Металлургов, улицей Макара Мазая). К концу 1920-х годов оформился Заводской (Ильичёвский) район Мариуполя.
В 1929 году по постановлению ВСНХ СССР в городе Мариуполе началось строительство консервной фабрики, производительностью 6 млн коробок в год (пущен в 1930 году). Тогда же от ВСНХ получено 25 тыс. руб. на расширение завода по переработке слюды (бывший завод Шенвельдера), в 1929 году было закончено восстановление кирпичного завода (бывший завод Хараджаева): пуск завода дал увеличение выпуска кирпича на 4 млн штук.
Проведение дноуглубительных работ в порту и на подходном канале (открыт осенью 1926 года), ремонт причальных линий, подъездных путей, плавсредств и оборудования способствовали быстрому вводу в действие Мариупольского торгового порта — морских ворот Донбасса (которые с декабря 1924 года были отнесены к портам I разряда). В 1928 году грузооборот порта составил 1098 тыс. тонн, а в 1931 году уже 2 205,5 тыс. тонн (для сравнения — за 1923 год — 12,279 млн пудов, за 1924 год — 12,833 млн пудов или 2104 тыс. тонн). За навигацию всего 1925 года через Мариупольский порт пропущено 116 судов заграничного плавания. 20 марта 1939 года в мариупольском торговом порту открыта карантинная станция.
В 1930 году началось строительство Мариупольского аэропорта. Первый самолёт «Харьков — Сталино — Мариуполь — Бердянск» вылетел весной 1931 года. Однако в связи с хозяйственными проблемами аэропорт временно (до осени 1932 года) не функционировал. По тем же причинам установить регулярное воздушное сообщение в Мариуполе к началу войны так и не удалось. 12 мая 1936 года аэропорт организовал катание стахановцев на самолёте «Сталь-3»: профсоюзные организации завода имени Ильича, рыбоконсервного комбината и железнодорожной станции приобрели 50 билетов для своих передовиков. С 1 апреля 1936 года началось регулярное сообщение первого пассажирского парохода «Красный моряк» сообщением Мариуполь — Ростов. В 1932 году введена в эксплуатацию городская полуавтоматическая телефонная станция на 1000 номеров. В 1937 году она обслуживала уже 1087 абонентов. С 1936 года стал эксплуатироваться водовод Донбассводтреста (от реки Кальчик) на 2 млн м³ воды в год. Однако это не решало в полной мере проблему водоснабжения города. Планировалось сооружение плотины на реке Кальчик и создание Старокрымского водохранилища, которое было построено окончательно только после Второй мировой войны (посёлок строителей плотины — Кальчикстрой впоследствии переименован в Каменское — сейчас посёлок Каменск в черте города).
7 сентября 1925 года по решению Мариупольского окружного отдела местного хозяйства начали курсировать первые автобусы между центром города и отдалёнными районами — портом и заводом имени Ильича, а также к отходящим поездам и пароходам и один междугородный «Город — Бердянск» (в те времена город Бердянск административно подчинялся Мариупольскому окружкому) — всего 4 постоянных маршрута. Впоследствии количество автобусных маршрутов увеличивалось. 1 мая 1933 года была пущена первая трамвайная линия «Гавань Шмидта — Улица Франко». К 1937 году кроме Мариуполя трамвайное сообщение было налажено ещё в 17 городах УССР (к 1933 году — только в 8-ми).
Развитие НЭПа вызвало оживление торговли в Мариуполе: крупнейшим кооперативным союзом тогда являлся Рабочий кооператив (Церабкоп), объединивший к 1929 году 84,6 % населения города. Другой кооперативный союз — МарСПО (Союз потребительских обществ) объединял 93 товарищества с 62 тыс. пайщиков (охватывал преимущественно периферию). К середине 1930-х годов увеличилось количество вновь открытых магазинов, а сеть магазинов Церабкопа стала достаточно разветвлённая (52 бакалейных, 26 магазинов готового платья, 15 мясных, 10 овощных, по 7 универсальных и булочных, 5 прочих магазинов, а также 14 киосков и ларьков, 2 угольных склада и т. д.). К 1935 году (разгар индустриализации) госсектор в торговле Мариуполе составил 74 %, создавались новые торгующие организации: Союзтекстильшвейторг, Союзгалантереятрикотажторг, Донплодоовощторг и другие. На проспекте Республики появилось несколько новых магазинов: «Гастроном № 37», «Главкондитер», «Главтабак», «Главрыба», «Донхлебосбыт», появляются новые магазины в порту (5), на Правом (3) и Левом (3) берегу, в посёлках Апатова (1), Гуглино (1), Кирова (1), Новосёловка (1), Слободка (1). Существовало 4 базара: Центральный (на бывшей Соборной площади), Второй — «Скотской» и «Сенный» (располагался на Сенной площади) перенесли к площади у металлургического техникума, в порту и на заводе имени Ильича. В 1926 году стала работать 1-я столовая Нарпита в заводе имени Ильича, к 1928—1929 годам столовых в городе было уже 5, чайных и буфетов — 12, а к 1935 году — 92 ресторанов и столовых, 31 буфет (их количество уменьшилось после отмены карточной системы в 1935 году, так в 1937 году в Мариуполе осталось всего 25 столовых и 71 буфет).

### Индустриализация города
2 февраля 1930 года Президиум ВСНХ СССР принял постановление о строительстве нового металлургического завода в Мариуполе, и город превратился в громадную строительную площадку. Главной стройкой стал металлургический завод «Азовсталь» на левом берегу Кальмиуса возле сёл Бузиновка (сейчас — территория комбината «Азовсталь») и Троицкий (Гнилозубовка) — руководил стройкой директор завода имени Ильича Я. С. Гугель (начальником «Азовстальстроя» был до января 1931 года). Выбор места строительства происходил довольно долго: проектом Гипромеза предусматривалось строительство нового завода на площадке бывшего «Провиданса» (осенью 1929 года). Против были Яков Семёнович Гугель и Антон Северинович Точинский — технический директор, который 4 декабря 1929 года на заседании правления «Югостали» доказал, что площадка завода «Б» мала для будущего гиганта. И только 26 января 1930 года (согласно публикациям Приазовского пролетария) техсовет «Югостали» признал нецелесообразным проект Гипромеза. Идею строительства завода поближе к морю — выходу к керченской руде поддержал и председатель ВСНХ В. В. Куйбышев.
7 ноября 1930 года в фундамент первой доменной печи «Азовсталь» в торжественной обстановке началась первая укладка бетона. На сооружение «Южной Магнитки» союзным бюджетом выделялось 292 млн рублей. Перспективная производительность «Азовстали» — 4 млн тонн чугуна (крупнейший на то время в мире завод в Гэри близ Чикаго давал только 3 млн тонн). 3 ноября 1931 года началось строительство морского порта завода «Азовсталь» (руководитель — С. Е. Маркелов). В январе 1931 года Я. С. Гугель покинул город — был назначен начальником строительства Магнитогорского металлургического комбината. 1 марта 1932 года на строительстве «Азовстали» вышел первый номер многотиражной газеты «За 17 миллионов тонн чугуна» (позже — газета «За металл»). 5 августа 1931 года новостройку «Азовсталь» полностью выделили из структуры завода имени Ильича. 2 февраля 1933 года строительную площадку нового завода посетил нарком тяжёлой промышленности Г. К. Орджоникидзе (в его делегации был также и Я. С. Гугель). Тогда же было решено строительство «Азовстали» и рудной базы Камыш-Бурун объединить в единый комбинат. До момента возвращения бывшего начальника «Азовстальстроя» Якова Семёновича Гугеля в феврале 1933 года строительство «Азовстали» хронически отставало от графиков, бывший начальник Фиткаленко и технический директор (то есть главный инженер) были уволены лично С. Орджоникидзе за срыв планов строительства (с формулировкой «болтун и очковтиратель»). Ускорение началось сразу после приезда С. Орджоникидзе, во время работы начальником Я. С. Гугеля и первой в мире женщины-домностроителя Л. В. Яблонской — начальнике «Доменстроя». Уже 21 июля 1933 года Орджоникидзе подписал приказ о создании государственной приёмки завода «Азовсталь».
11 августа 1933 года в 3 часа 44 минуты была задута первая азовстальская домна № 1, а уже в 6 часов 19 минут 12 августа 1933 года пошёл первый её чугун: завод «Азовсталь» вступил в число действующих предприятий. 17 октября 1933 года президиум ЦИК СССР присвоил заводу «Азовсталь» имя Серго Орджоникидзе. 17 февраля 1934 года задули вторую доменную печь имени Осоавиахима, 4 января 1935 года на «Азовстали» началась эксплуатация первой в СССР трёхсоттонной качающейся мартеновской печи № 1, в том же году дали сталь мартеновские печи № 2 и № 3 той же ёмкости, было развёрнуто строительство блюмингов, аглофабрики, прокатных цехов, ТЭЦ. К 1941 году на предприятии действовало 4 доменные печи (4-я введена в эксплуатацию 16 августа 1940 года), мартеновский цех с 6 качающимися печами (5-я самая мощная в Европе на 400 тонн была сдана в эксплуатацию 5 августа 1939 года, 6-я — построена перед самой войной — 8 апреля 1941 года), ряд вспомогательных цехов. Рядом с заводом «Азовсталь» 27 сентября 1935 года первый кокс выдал Мариупольский коксохимический завод (первый агрегат — парокотельная завода работала ещё с 7 ноября 1934 года). В 1936 году на базе новых трубопрокатных цехов завода имени Ильича создаётся трубопрокатный завод им. Куйбышева. В 30-е годы в Мариуполе начали действовать и другие новые заводы: металлоконструкций (с 13 октября 1935 года), рыбоконсервный (с 27 ноября 1933 года), радиаторный (с 1 июля 1933, единственный в СССР — на базе мариупольских мастерских), судоремонтный (с 1931 года, на базе путевых мастерских), значительно расширен завод по переработке слюды (бывший завод Шенвельдера), восстановлен кирпичный завод (бывший завод Хараджаева). Были построены также холодильник ёмкостью 50 тыс. тонн, крупнейший элеватор в порту на 2 тыс. тонн (с 1932 года). Строились новые цеха, объекты, модернизировалось оборудование, осваивались новые виды продукции на заводе им. Ильича: 12 августа 1931 года вступил в строй стан «750» проката «Б», а 1 июля 1933 года — цех холодной прокатки (сейчас — единственный на Украине, выпускающий оцинкованный лист), в декабре 1933 года — пущен второй маннесмановский (трубопрокатный) цех, в том же году — печь № 5 мартена «Б», а также котельный цех, восстановлен толстолистовой стан «1250» и реконструирована домна № 2. Преобразования коснулись и других предприятий города.
Серьёзных успехов в довоенное время добились промышленные предприятия города. 14 октября 1936 года сталевар мартеновской печи № 10 цеха № 2 Мариупольского завода имени Ильича Макар Мазай за 6 часов 50 минут работы сварил плавку весом в 103,5 тонн и снял 13,62 тонн стали с квадратного метра пода печи, установив тем самым мировой рекорд, 7 ноября 1936 года — новый рекорд М. Н. Мазая — 13,8 тонн стали с 1 квадратного метра пода печи. 24 октября 1936 года опубликовано обращение Макара Мазая, подписанное 18 сталеварами Мариупольского завода имени Ильича об организации 20-дневного соревнования за наивысший съём стали. 25 ноября 1936 года в Москве открылся Чрезвычайный VIII Всесоюзный съезд Советов, собравшийся для принятия новой Конституции. Делегатами съезда от Мариуполя были: сталевар скоростных плавок М. Н. Мазай, секретарь горкома партии А. Г. Дисконтов, директор завода имени Ильича — Н. В. Радин. 30 декабря 1936 года в Мариуполе состоялся слёт сталеваров-стахановцев Донбасса, поддержавших призыв мариупольского сталевара Макара Мазая по Всесоюзному соревнованию на лучший съём стали. Позже в соревнование вступили сталевары всего СССР. Новый мировой рекорд был установлен 8 февраля 1938 года прокатчиками завода имени Ильича: на одном из станов выпустили 271 тонну проката при технической мощности стана в 186 тонн. Новые рекорды устанавливал и сам Макар Мазай: 10 марта 1938 года сталевары печи № 9 завода имени Ильича товарищи Мазай и Лозин соревновались между собой: у Мазая — 15,5 тонн стали с квадратного метра пода печи, а у Лозина — 15,0 тонн. Кроме того, ильичёвцы в том же году вышли победителями и в соцсоревновании с металлургами «Азовстали». 1 апреля 1939 года металлурги завода имени Ильича Н. А. Пузырёв, М. Н. Мазай, В. И. Васильев, П. А. Селезнёв и Л. Т. Мирошниченко (лучший прокатчик завода, депутат Верховного Совета СССР) награждены орденами и медалями СССР.

### Социальная сфера
С установлением советской власти в Мариуполе вводится бесплатное обучение (в феврале 1920 года), начинает восстанавливаться работа школ, в городе и уезде работают 13 детдомов, 6 детсадов. В мае 1921 года выходит постановление о борьбе с неграмотностью, в связи с чем в Мариупольском уезде начинают работать ликбезы (224 школы с 20 тыс. обучающихся). Однако в связи с усугубляющимся голодом в разное время работало до 50 % от всех организованных в уезде школ. В 1924 году в Мариупольском округе только 38 % детей обучалось в школах (всего школьников — 27 929 человек). Однако к апрелю 1923 года усилиями ликбезов Мариупольский уезд вышел на первое место в губернии по количеству грамотных: 69% среди мужчин и 57 % среди женщин. Со временем количество учащихся увеличивался (в одном Мариуполе обучалось в 1931/1932 учебном году 19 826 чел., в 1932/1933 — 26 637, в 1933/1934 — 28 755, а в 1934/1935 — 37 631 чел.).
К 1923 году в Мариуполе работало 3 больницы, дома отдыха (в том числе «Металлург»), 3 кинотеатра, 9 библиотек, 1 театр, 6 клубов, 7 драмкружков. В марте 1923 года в Мариуполе организовано литературное объединение «Звоны Азовья», активными участниками которого были многие служащие и рабочие заводов, в литературном объединении начал свой путь известный советский кинорежиссёр Леонид Луков, постановщик художественных фильмов «Большая жизнь» (1939 год), «Два бойца» (1943), «Это было в Донбассе» (1945), «Александр Пархоменко» (1942), «Олеко Дундич» (1958) и других. В сентябре 1928 года в Мариуполе проходила всеукраинская художественная выставка «10 лет Октября». 1 мая 1929 года вышел в свет первый номер газеты «Ильичёвец». В 1929 году в здании бывшего штаба НАМОРСИ создан Дворец Труда (просуществовал до 1931 года, когда здание было передано в распоряжение «Азовстальстроя», а с 1933 года — Клуб Металлургов, сейчас — ДК «Азовсталь»). Выдающимся писателем и поэтом греческого Мариуполя того времени был Георгий Антонович Костоправ (1903—1938), который по праву стал основателем национальной литературы греков Украины, воспитавшим целое поколение греческих поэтов и прозаиков. Создал 2 поэмы: «Ламбос» и «Леонтий Хонакбей». 15 февраля 1933 года в Мариуполе вышел первый номер греческого литературно-художественного альманаха под названием «Флотоминистрес слитьес» («Искры, предвещающие пламя»), который с 10 июля 1934 года переименован в альманах «Неотита» («Молодость») — всего было 5 номеров. В альманах печатался талантливый греческий поэт Г. А. Костоправ. 9 января 1934 года в газете «Приазовский пролетарий» опубликована «Литературная страница пролетарских писателей Мариупольщины», в которой даны произведения Г. А. Костоправа, В. Галлы, К. Маренко, тогда же принято решение о выпуске литературных страниц не реже двух раз в месяц. Г. А. Костоправ был арестован 24 декабря 1937 года и 14 февраля 1938 года расстрелян (реабилитирован только в 1960 году).
Театральная жизнь Мариуполя не замирала ни на один год, работало несколько сцен: театр «Гротеск» (Зимний), братьев Яковенко (бывший цирк), «Солей» (соседнее с гостиницей «Континенталь» здание), а также кинематографические театры «Гигант» и «Колизей», в июне 1918 года были также открыты кинотеатры: «Ампир» (угол проспекта Ленина и улицы Греческой), «Мишель» (в городском саду), а также театр в Александровском парке. Своей постоянной труппы долгое время не было, работали в основном гастролёры. В 1921 году Зимний театр (бывший концертный зал Шаповалова) был переименован в театр имени В. И. Ленина, а в 1930-х годах он стал постепенно ветшать и рушиться. 14 января 1926 года в театре имени В. И. Ленина начались гастроли Государственного художественного показательного театра «Красный факел». В 1928 году бывший цирк братьев Яковенко по улице Пушкина наскоро переоборудовали и назвали Новым театром (выступали Еврейская музкомедия — руководитель Гузик и Украинский народный театр — руководитель Д.Гайдамака). 1 марта 1930 года в Мариуполе работает драмколлектив «Новый театр» — руководитель А.Борисоглебский. В 1932 году в городе открыт первый в СССР государственный греческий рабоче-крестьянский театр (директор — М. И. Шалдырван, режиссёр — Михаил Хороманский) — располагался в здании бывшего Зимнего театра по проспекту Республики. В сезон 1933—1934 года творческий авторитет коллектива театра укрепила удачная постановка пьесы В. Шкваркина «Чужой ребёнок», текст которой перевели на греческий язык актёры театра Ф. Узун, Г. Севда, Ф. Лубе. В 1934 году на основе городского театра был создан Вседонецкий музыкально-драматический театр — художественный руководитель А. Н. Смирнов, главный режиссёр — А. В. Искандер. С 16 июля 1934 года в Мариуполе гастролировал Ленинградский большой драматический театр, но так как Зимний театр был закрыт для ремонта, мариупольцы взяли на себя обязательство — за 45 дней выстроить в городском парке культуры и отдыха новый Летний театр к 25 июня 1934 года, строительство, вызвавшее среди жителей огромный энтузиазм, велось методом народной стройки, однако, в срок не уложились: окончательно театр построен только к октябрю 1936 года. С 24 декабря 1934 года в кинотеатрах Мариуполя демонстрировался культовый фильм того времени — «Чапаев». 14 марта 1936 года после капитального ремонта открылось здание Зимнего театра (театра имени В. И. Ленина), расположенного по адресу проспект Республики, 25 (сейчас на этом месте — 5-этажное здание по адресу проспект Ленина, 24). Фасад отремонтированного двухэтажного здания выглядел помпезно: слева и справа от входа расположились скульптурные композиции, на второй этаж вела мраморная маршевая лестница, с наклонных лож балкона хорошо было видно сцену. В первых числах апреля 1937 года Мариупольский музыкально-драматический театр выезжал на четырёхмесячные гастроли в города Сталино, Макеевку, Полтаву, Кременчуг, Сумы, Харьков. К началу войны в городе работало 4 кинотеатра:
- «КИМ» (проспект Республики, 42 — бывший кинотеатр «XX век», расположенный в доме Юрьева, проспект Республики, 42),
- «Трудовой» (проспект Республики, 40 — бывший «Солей», в котором 10 февраля 1936 года состоялся первый звуковой киносеанс в Мариуполе — демонстрировался фильм «Мать» по повести М. Горького),
- «Коммуна» (в заводе имени Ильича),
- имени 28 октября (в порту).

6 сентября 1925 года на установку и оборудование мощного радиоприёмника на заводе имени Ильича Мариупольский райком металлистов ассигновал 5000 рублей — в городе появилось первое радио, к 1937 году в Мариуполе уже работало 2 мощных радиотрансляционных узла. Довоенная история города полна интересными событиями в культурной жизни города, так, например, впервые на Мариупольщине 4 марта 1928 года музеем краеведения был проведён «День птиц»: с лозунгами «На защиту птиц» и «Охраняйте пернатых» школьники и пионеры прошествовали в сады и леса, на ветвях деревьев которых укрепили скворечники, а 1 января того же года в клубе имени К. Маркса проводился новогодний бал-маскарад, через два дня после этого на озере Домаха (сейчас не существует) спортивными обществами «Динамо» и «Основ» открыт городской каток (работал ежедневно, играл духовой оркестр, выдавались напрокат коньки), в сентябре 1928 года впервые на проспекте Республики открыта передвижная научно-показательная зоологическая выставка: экспонировались хищные, тропические, северные животные пяти частей света. 10 февраля 1929 года окружной совет физкультуры и правление спортивного общества «Динамо» провели массовые соревнования по скоростному бегу на коньках на дистанциях 400, 800 и 1500 метров, а 23 февраля того же года секцией почтового голубеводства при Окружном совете Осоавиахима города открыта выставка всех пород голубей, имеющихся в городе. 20 января 1931 года все ячейки Осоавиахима начали сбор средств в фонд советского дирижаблестроения. Для популяризации «Дня дирижабля» на всех предприятиях проходили летучие митинги. 14 октября 1931 года в городе проводился праздник «День коллективизации и урожая», открылась сельскохозяйственная выставка, а 25 июля 1932 года — месячник гражданской авиации. 29 января 1936 года в интернациональном клубе порта состоялся вечер, посвящённый творчеству французского писателя Анри Барбюса. С большим докладом о жизни и деятельности писателя выступил прехавший в Мариуполь писатель Полонский. 6 февраля 1936 года Осоавиахимом проведён поход в противогазах по маршруту Мариуполь — Волноваха. 18 апреля 1936 года в городском театре состоялась встреча с земляком — заслуженным артистом республики оперным певцом Михаилом Степановичем Гришко. 10 февраля 1937 в Мариуполе прошли пушкинские празднества и литературные вечера, посвящённые столетию со дня смерти русского поэта Александра Сергеевича Пушкина, тогда же принято решение о переименовании улицы Большая Садовая в улицу имени Пушкина. 8 марта 1937 года начался автопробег жён шофёров по маршруту Мариуполь — Харьков. Каждый месяц 1937 года рабочие и ИТР заводов собирали средства в помощь женщинам и детям Испании. 21 мая 1939 года в летнем театре клуба имени Карла Маркса прошёл оборонный вечер допризывников с участием молодёжи. В мае 1939 года при спортобществе «Сталь» завода имени Ильича начала работать автомотосекция (более 50 человек). 12 июня того же года открылся пляж добровольного спортобщества «Водник» (пляж убран, ограждён, установлены скамьи, кресла, столики, с утра играл духовой оркестр). 9 августа 1939 года на городском стадионе состоялась встреча по футболу между московской и мариупольской командами. 18 августа 1939 года в Мариуполе прошёл праздник Авиации (в программе: наземный парад личного состава аэроклуба имени Молотова, воздушный парад и прыжки парашютистов, индивидуальный парад фигур высшего пилотажа). 12 января 1940 года начала работать лыжная секция добровольного спортивного общества «Сталь» завода имени Ильича. 13 января 1940 года правление клуба имени Карла Маркса организовало вечера-встречи кадровых рабочих завода с участниками боёв у реки Халхин-Гол. С 4 марта 1940 года в осоавиахимовской организации создана школа ворошиловских стрелков, а также школа танковых экипажей и снайперов.
К концу 1920-х годов в городе складывается система среднего специального и высшего образования: 3 августа 1925 года открываются курсы по переподготовке городских учителей, а в октябре 1927 года открывается Мариупольский вечерний индустриальный техникум (разместился в здании бывшего женского епархиального училища), который с ноября 1930 года преобразовался в Мариупольский вечерний металлургический институт. В том же 1930 году по директиве Наркомпросса УССР в городе учреждаются 2 десятилетние трудовые школы: на заводе имени Ильича (с металлургическим уклоном) и в порту (с механическим уклоном). Тогда же (в 1930 году) Мариупольское механико-техническое училище (располагалось по адресу ул. Митрополитская, 61) было преобразовано в металлургический техникум (с октября 1940 года в здании — ремесленное училище № 6). В 1934 году сложилась новая советская школа: начальная (3 года), неполная средняя (7 лет), средняя (10 лет). В середине 1930-х годов продолжается строительство школ: в 1935 году на Новосёловке, в 1936 году — 8 школ на 5120 мест на Слободке, заводе имени Ильича, на Левом берегу, в Садках, Гуглино, Волонтёровке, в 1937 году — 2 школы на Сенной площади и в порту. Структура народного образования города в 1938 году выглядела следующим образом:
- общеобразовательные школы — 81 (39 703 учащихся), в том числе
  - начальные школы — 36 (8071)
  - неполные средние школы — 23 (11 368)
  - средние школы — 22 (20 264)
- металлургический институт — 1 (207)
- металлургический техникум (ул. Митрополитская, 61) — 1 (300)
- металлургический рабфак — 1 (290)
- школа ФЗО «Азовстали» (переулок Кузнечный, 3) — 1
- школа ФЗО «Мармашзавода» — 1
- фельдшерская школа — 1 (320)
- педагогическая техникум — 1 (120)

Развивалось и здравоохранение города. К 1924 году в городе прекратились эпидемии брюшного (1918) и сыпного тифа (1919—1920), холеры (1919), дизентерии (1918), малярии (1922—1923), сибирской язвы. Однако в мае 1925 года ещё наблюдались случаи: малярии — 5194, сыпного тифа — 9, кори — 544, скарлатины — 23, дифтерии — 12, сибирской язвы — 21. В 1923 году все лечебные учреждения передаются в непосредственное ведение здравотделов. Наркомздравом было принято решение об увеличении числа больничных коек из расчёта: 1 амбулатория на 15 тыс. населения, 1 койка на 2000 жителей. Появлялись новые лечебные учреждения: в селе Ялта 1 июня 1925 года на средства Наркомздрава открылся туберкулёзный диспансер (в связи с большой заболеваемостью местного населения). К 1926 году значительно расширена сеть фельдшерских пунктов и специализированных диспансеров города (туберкулёзный и венерологические в порту и в заводе имени Ильича), увеличении штата врачей в рабочих больницах и поликлиниках с 49 (в 1925 году) до 72. С 1923 года в Мариуполе (как и в других городах СССР) работает Общество Красного Креста. 28 марта 1926 года правление общества спасения на водах устраивает на мариупольском пляже купальни с кабинками. В 1927—1928 годах силами 1 санитарной бактериологической станции, 2 пастеровских станций, 1 малярийной, 1 дезинфекционной станций и 3 санбаклабораторий было выполнено 3386 прививок против брюшного тифа (в 1913 году — 0), скарлатины — 11 411 (0), дизентерии — 13 781 (0), оспопрививаний — 56 727 (25 471), дезинфекций — 4785 (0). К 1929 году существенно увеличились ассигнования на медицину в городе: вместо 1,43 руб. на 1 чел. (население Мариуполя с уездом — 405 тыс. чел.) в 1926—1927 было выделено 1,93 руб. Количество больниц в уезде выросло с 7 до 11, коек с 139 до 235, врачебных участков с 2 до 26. На 1 октября 1928 года в округе работало 250 врачей и 425 человек среднего медперсонала. В январе 1929 года на металлургическом заводе имени Ильича организован наркодиспансер (проходило лечение 39 алкоголиков и 139 курильщиков), после чего жилищные кооперативы города приступили к организации ячеек антиалкогольного общества. Структура лечебных заведений города на 1930 год:
- первая городская больница (просп. Республики) — 160 коек (38 врачей и медсестёр),
- заводская больница (ул. Больничная) — 110 коек (23),
- портовская больница (ул. Портовая) — 33 койки (10),
- районная поликлиника (пл. Свободы) — 286 тыс. посещений в год (56),
- Карасевская амбулатория (пл. Карасевская) — 23 тыс. (5),
- заводская поликлиника (ул. Больничная) — 246 тыс. (35),
- портовская поликлиника (ул. Портовая) — 87 тыс. (22),
- окружной тубдиспансер (ул. 1 Мая) — 20,3 тыс. посещений (13),
- заводской тубдиспансер (ул. Больничная) — 7 тыс. (8),
- портовской туберкулёзный пункт (ул. Портовская) — 5,4 тыс. (1),
- окружной вендиспансер (пл. Свободы) — 44 тыс. (6),
- заводской вендиспансер (ул. Больничная) — 24 тыс. (5),
- портовской венерический пункт (ул. Портовская) — 87 тыс. (2),
- ночной санаторий (ул. Больничная) — 17,3 тыс. (3),
- дом грудного ребёнка (на углу нынешних ул. Энгельса и ул. Пушкина),
- детская консультация (ул. Греческая),
- детские ясли (ул. Артёма, 4) на 30 детей,
- 8 аптек и 1 аптечный склад,
- дом отдыха,
- летний детский санаторий «Белая дача».

Одним из рабочих пунктов пребывания председателя ЦИК Украины (должность можно сравнить с премьер-министром республики) Г. И. Петровского 21 января 1931 года было расширение лечебной и школьной сети города. В 1930-х годах появилась новая лечебная сеть на левом берегу «Азовстали»: больница, поликлиника, скорая помощь, медицинские пункты, медсанцех, санаторий, консультации, ясли.
Расходы на медицину в 1931 году выросли с 782,4 тыс. руб. (1929) до 2417 руб. (а в 1934 году — 6499, 1935 — 6857, 1936 — 9917, 1937 — 12 914). Кроме того, в те годы введены 2 корпуса заводской больницы — хирургический и инфекционный. Увеличилось число рентгенкабинетов: с 3 (в 1931 году) до 6 (в 1934 году), физиотерапевтических кабинетов с 2 до 4, станций ссорой помощи — с 1 до 3, зубопротезных лабораторий — с 2 до 3, туберкулёзных и венерологических пунктов — с 3 до 5, клинических лабораторий — с 2 до 6, санаториев — с 1 до 3 (1 новый санаторий в городе, другой — на Правом берегу), появилась 1 водосветоэлектролечебница, количество больничных коек — с 518 до 898. В 1936 году было построено 3 ясель: на заводе имени Ильича и на правом берегу по 120 мест, а также ясли швейфабрики на 60 мест, в 1937 году: ясли в порту (80 мест), на заводе имени Ильича (120), на заводе имени Куйбышева (60), трамвайного парка (30), военного полка (50), а здание бывшей синагоги на ул. 1 Мая переоборудуется под родильный дом на 70 коек (и в Сартане — на 10 коек). К 1940 году сеть лечебных учреждений в Мариуполе возросла:
- больницы — 8 (на 1 июня 1937 — 7, а на 1 апреля 1925 — лишь 3),
- поликлиники — 9 (6 и 4 на соответствующие временные промежутки),
- детские поликлиники — 2 (2 и 0),
- врачебные амбулатории — 9 (9 и 7),
- медицинские пункты — 20 (20 и 20),
- тубдиспансеры — 5 (5 и 2),
- ночные санатории — 2 (2 и 0),
- водолечебницы — 2 (2 и 1),
- рентгенкабинеты — 6 (6 и 4),
- вендиспансеры — 3 (3 и 2).

С мая 1935 года в Мариуполе открыт клуб глухонемых (кружки: стрелковый, физкультурный, драматический и шахматно-шашечный). В 1937 году открыта первая фельдшерская школа, в которой в 1939/1940 учебном году здесь училось 312 учащихся.
К середине 20-х годов относится повышение внимания к национальному вопросу в центре и на местах: началась украинизация, которая в Донецкой губернии имела свои особенности, так процент украинских школ в 1924 году составлял в губернии лишь 0,4 %, что было намного меньше соседних украинских губерний (Харьковская — 29,1 %, Киевская и Полтавская — свыше 90 %). После провозглашения ХІІ съездом КП(б)У политики коренизации Мариуполь стал центром компактного проживания греческой диаспоры, возле него были организованы два греческих национальных района: Сартанский (с центром в посёлка Сартана (сейчас в составе Ильичёвского района Мариуполя)) и Мангушский (с центром в посёлке Мангуш). В самом городе был открыт педтехникум с греческим языком преподавания (в здании бывшего Мариупольского земства — сейчас территория по улице Земской, 64), а в округе 13 греко-эллинских и 4 греко-татарских школ. Впервые изучение эллинского языка, как предмета преподавания для подготовки учащихся в греческую подгруппу педтехникума, вводилось с 1 сентября 1928 года. Кроме того, появилась и 1 еврейская школа. Согласно переписи населения в Мариуполе в 1926 году жили:
- русские — 39,78 %,
- украинцы — 36,28 %,
- евреи — 11,84 %,
- греки — 7,97 %,
- поляки — 0,89 %,
- немцы — 0,64 %,
- белорусы — 0,56 %,
- сербы — 0,27 %,
- цыгане — 0,12 %,
- болгары — 0,06 % и другие.

К 1928 году в Мариупольском округе официально существовал ряд национальных сельсоветов (в том числе греческие с 1925 года):
- урумские («Греко-татарские»): Мангушский, Старо-Каранский, Ново-Керменчикский, Старо-Керменчикский, Старо-Игнатьевский, Ласпинский, Ново-Каранский, Старо-Крымский,
- румейские («Греко-эллинские»): Ялтинский, Урзуфский, Каракубский, Чердаклыцкий, Чермалыкский, Мало-Янисольский, Сартанский, Македонский, Анадольский, Волновахский, Ново-Янисольский.
- 43 немецких сельсовета,
- 4 еврейских сельсовета (Затишненский, Зеленопольский, Ротендорфский, Сладководненский).

13 февраля 1929 года в связи с 150-летием переселения крымских греков на Мариупольщину, музей краеведения выпустил научно-теоретический сборник по истории, быту, экономике греческого населения, альбом греческих вышивок и тканей. К 1934 году в городе выходили 2 печатных периодических издания на греческом языке: газета «Коллективистис» (редакция располагалась по адресу ул. Апатова, 50-52) и журнал «Пионерос», кроме того газеты: «Приазовский пролетарий» (сейчас — «Приазовский рабочий»), газеты «Ильичёвец», «За металл», «Большевистская перевалка». 13 февраля 1937 года по приглашению Всесоюзного радиокомитета в Москву выехал студенческий хор греческого педагогического техникума. В июне 1937 года донецким издательством «Коллективистис» (город Мариуполь) выпущены учебники для 1 — 7 классов греко-эллинских школ Украины.
24 мая 1929 года горсовет утвердил решение коммунальной секции о переименовании улиц города Мариуполя: многие улицы в центре города получили новые советские названия: Бахчисарайская стала улицей Шевченко, Карасевская — имени 8 Марта, Евпаторийская — Комсомольская, Итальянская — Апатова, Греческая — Карла Маркса. В 1929 году Горкомхоз приступил к работам по благоустройству города: на ассигнованные средства (22 тыс. руб.) были построены новые тротуары, установлены водостоки, перемощена 4-я улица Слободки, построены 2 железобетонных мостика на Вокзальной улице. На благоустройство города по бюджету горкомхоза ассигновано 70 тыс. руб., 280 тыс. руб. выделено на борьбу с безработицей в округе.
К концу 30-х годов город Мариуполь значительно вырос и преобразился. К 1941 году население Мариуполя составило 241 тыс. человек. В городе работали 8 больниц, 9 поликлиник, десятки медицинских пунктов, 2 противотуберкулёзных диспансера, детская больница, дом санитарного просвещения, 46 детских дошкольных учреждений (в том числе 26 детских садов), 2 санатория, 5 домов отдыха, 58 общеобразовательных школ (24 средних, 14 семилетних и 20 начальных) — обучалось 35 000 человек, 4 техникума, 18 клубов, цирк, 4 стационарных и 6 летних кинотеатров, металлургический институт (с 1 сентября 1937 года — стационарный с дневной и вечерней формой обучения), школа ФЗО, аэроклуб, ремесленное училище, 175 библиотек, краеведческий музей (открыт первым в Донбассе, в 1920 году, разместился в здании бывшего дома инвалидов Екатеринославского губернского земства), а с 1 июня 1937 года — ещё и Музей революции. В апреле 1937 года городская детвора получила подарок — новый Дворец пионеров (занимались в различных кружках 2000 учащихся); также к 1937-38 учебному году было построено 10 новых школ. В Мариуполе в эти годы работали два театра (русский и греческий). Выходили ежедневная городская газета «Приазовский пролетарий» (с 18 апреля 1937 года — «Приазовский рабочий»), шесть многотиражных газет, издания на греческом языке — газета «Коллективистис», журнал «Юный боец» (позже «Пионер») и литературный альманах «Молодость».

### Репрессиииголод (1932—1933)
В результате невыполнения плана по хлебозаготовкам на Украине и в Донецкой области в частности в поставки хлеба в центр включалось посевное зерно, поэтому уже весной 1932 года стало ясно, что зимой есть будет нечего — надвигался голод. В августе 1932 года в Мариуполе был объявлен месячник массового похода за кормовыми ресурсами. 7 августа 1932 года ЦИК и СНК СССР приняли постановление «Об охране имущества государственных предприятий, колхозов и коопераций и укреплении общественной социалистической собственности» (широко известное, как «О пяти колосках») с очень жёсткими мерами наказания. По итогам хлебосдачи от 1 сентября 1932 года Мариупольский район занял последнее место среди районов области (а в целом по УССР — лидеру по всему Советскому Союзу — план был выполнен лишь на 39 %). Центром были организованы партийно-правительственные комиссии с чрезвычайными полномочиями с задачей изъять хлеб и другие продукты любой ценой. В конце 1932 года в результате голода, который охватил Приазовье, в город начали активно переселяться крестьяне, которые часто умирали прямо на улицах. В феврале — марте 1933 года в Донецкой области голодало население 29 районов, 83 населённых пунктов. Некоторые исследователи считают, что за 17 месяцев голодомора (апрель 1932 года — август 1933 года) на Украине погибло от голода от 3 до 3,5 млн человек.
Ещё в 1929 году (до убийства Сергея Кирова и до трагического 1937 года) в Донбассе прокатились репрессии по так называемому «шахтинскому делу», которые затронули, к примеру, только на одном заводе имени Ильича несколько десятков человек. В 1930 году Мариуполь вновь не обошли политические репрессии (процесс против т. н. «Промышленной партии»). В декабре 1933 года начались репрессии против группы преподавателей Мариупольской совпартшколы. Масштабы репрессий значительно увеличились после убийства в декабре 1934 года Сергея Кирова.
В трагическом 1937 году по Мариупольщине прокатились репрессии (направленные в основном против немцев и греков), работавших на предприятиях и в учебных заведениях — управленцев, инженеров, учителей, военных, моряков, рабочих, крестьян. В Мариуполе были репрессированы: первый секретарь Мариупольского горкома КПУ А. Г. Дискантов (арестован в августе, расстрелян в сентябре, реабилитирован в октябре 1956 года), секретари райкомов партии: Ильичёвского — Л. А. Грабовский, Орджоникидзевского — П. И. Филатов, Молотовского — С. С. Папасенко, секретарь парткома порта В. И. Уткин, директора заводов: Я. С. Гугель («Азовсталь»), Н. В. Радин (имени Ильича), И. Л. Левин (коксохимзавод), начальник порта А. А. Гончаров и другие. Согласно директиве НКВД СССР № 5021 от 11 декабря 1937 года на территории области была проведена «греческая операция» (дело фиктивного греческого фашистского государства): арестовано 3658 человек, из которых 3470 приговорили к расстрелу, 158 отправили в лагеря. Тогда погибли режиссёры и актёры Мариупольского греческого театра — закрыт в декабре 1937 года (Г. Р. Деглари, Д. Д. Теленчи, Ф. И. Кашкер, Г. А. Севда и др.), поэты и писатели (Г. А. Костоправ, Г. И. Кудакоцев, В. Галла, А. Димитрий и др.), учителя и преподаватели, рабочие и колхозники.
В 1937 году был закрыт греческий театр (основанный в 1932 году) в Мариуполе, а художественный руководитель, режиссёры и многие актёры были расстреляны. Приказом НКВД СССР № 00439 от 25 июля 1937 года были немедленно учтены и арестованы все немцы, не являющиеся гражданами СССР (только в Донецкой области арестовали 4265 немцев, из которых 3608 человек расстреляли). С осени 1937 года по лето 1938 года в области проводилась и «польская операция» (арестовано 3777 человек в области, 3029 из них расстреляно). (Отсутствуют ссылки на источники информации).
С первых дней советской власти начались гонения на церковь: после декрета 23 января 1918 года об отделении церкви от государства и школы, декретом от 1922 году конфисковалось имущество церквей в пользу голодающих, появлялись организации по типу «Союз воинствующих безбожников» и т. д. с 5 апреля по 3 мая 1922 года во всех церквях Мариупольского уезда было конфисковано: золота — 3 золотника и 36 долей, серебра — 29 пудов, 33 фунта, 37,5 зол., бриллиантов — 2, алмазов — 9, жемчуга — 17, рубинов — 9 (всё золото и большинство драгоценных камней было вывезено из Харлампиевского собора Мариуполя). Подверглись ограблению все церкви уезда, так:
- Харлампиевский собор: золота — 3 золотника, 36 долей, серебра — 8 пудов, 37 фунтов и 51,5 золотников, драгоценнее камни — 2 бриллианта, 9 алмазов, 7 жемчугов, 31 разный камень,
- Успенская церковь: серебра — 3 пуда и 22 фунта,
- Греческая (или Екатерининская) церковь: серебра — 2 пуда и 19 фунтов, 10 жемчугов, 3 рубина,
- Рождество-Богородинская (или Карасевская) церковь: серебра — 32 фунта и 48 зол.,
- Слободская церковь: серебра — 21 фунта и 11 зол.,
- Кладбищенская церковь: серебра — 3 фунта и 52 зол.,
- из четырёх синагог города: серебра — 9 фунтов и 46 зол.,
- церковь в селе Сартана: серебра — 6 пудов, 8 фунтов и 60 зол.,
- церковь в селе Ялта: серебра — 2 пуда, 36 фунтов и 59 зол.,
- церковь в селе Чермалык: серебра — 2 пуда, 24 фунтов,
- церковь в селе Павлополь: серебра — 20 фунтов и 5 зол.,
- церковь в селе Малый Янисоль: серебра — 7 фунтов и 46 зол.,
- церковь в селе Чердаклы: серебра — 6 фунтов и 47 зол.,
- церковь в селе Златоустовка: серебра — 5 фунтов, 13,5 зол.,
- церковь в селе Мангуш: серебра — 4 фунта и 44 зол.,
- церковь в селе Анадоль: серебра — 4 фунта,

22 мая 1930 года Президиум Мариупольского окружного исполкома вынес решение о закрытии церквей и синагог и о снятии колоколов. Здания впоследствии должны быть использованы под культурно-просветительские учреждения. В течение 1937 года по решению мариупольского горкома КП(б) были разобраны все церкви при участии насильственно пригнанных крестьян приазовских сёл. На месте некоторых церквей из их кирпича были построены школы № 11, 36, 37. Так были разрушены: Харлампиевский собор и Успенская церковь (1936 год), храм Рождества Богородицы (1937 год), Екатерининская (Греческая) церковь и другие.

### Строительство и архитектура
Жилищная проблема после разрушений Гражданской войны в городе, как и во многих других городах Украины, решалась по нескольким направлениям: в первые послевоенные годы преимущественно восстанавливали разрушенные дома. Начиная с 1923 года государство начало выделять средства на новое жилищное строительство. Появились новые многоэтажные дома в заводских районах, широкое развитие получило индивидуальное строительство жилья. Освещались и озеленялись улицы. Новые парки появлялись в заводских посёлках и порту. Были построены посёлки с благоустроенными одно- и двухэтажными домами для рабочих. Начались работы по мощению и озеленению улиц и площадей, сооружению и ремонту водопроводов. Строительство новых коммунальных электростанций позволило выделить больше электроэнергии на бытовые нужды: электричеством пользовалась в начале 1920-х лишь 1/3 населения городов. В начале 1930-х годов город обслуживали 5 электростанций, однако электроэнергии хронически не хватало, для улучшения энергоснабжения в 1936 году началось строительство городской электростанции.
В связи большим промышленным строительством в конце 20-х — в начале 30-х годов, Мариуполь пережил массированный наплыв населения, в основном из Сталинского и Запорожского округов, в результате чего население города к 1939 году выросло почти наполовину и начало терять свою самобытность. Немалую роль в этом сыграли политические репрессии 1932-40 годов. Исходя из резкого роста населения, с 1927 впервые в городе развернулось широкое домостроение. На средства городского бюджета и ссуды, полученной в харьковском банке, в том году было введено 3 012,5 м² жилья, гостиница на 37 номеров, ресторан, а также отремонтированы и очищены колодцы, улучшилось электроснабжение. С конца 1920-х годов в Мариуполе, как и во всех городах Украины с населением более 100 тыс. человек, возводились дома не ниже 4-5 этажей. В центральных районах города сносились старые одноэтажные строения и возводились новые многоэтажные дома. Широко производились надстройки старых капитальных сооружений.
В 1920—1930-х годах территория, занимаемая городом, условно делилась на две резко отличающиеся между собой части: низменную (Слободка, вокзал, Нахаловка, Гавань Шмидта, 5 районов Садков — северная и северо-восточная часть города в Ильичёвском районе) и возвышенную (собственно город с его лучшими зданиями, замощёнными дорогами, электрическим уличным освещением). В те времена в городе имелся 21 историко-бытовой микрорайон:
- Центр: Карасёвка, Марьинка, Слободка, Гавань Шмидта, Нахаловка, Шишманка, Аджахи, Горостров, Дачи,
- Завод: Завод, Старый Базар, Гуглино, посёлок Станция Сартана, а позже — посёлок Апатова,
- Порт: Порт, посёлок Песчаный, хутор Весёлый,
- Новосёловка: посёлок Новосёловка, Садки 1, 2, 3, 4, 5 районов.

На 1930 год каменные дома составляли 31,3 % (Центр, Завод, Слободка), саманные — 8,3 % (Центр, Слободка), деревянные — 4 %. В основном преобладали каркасные дома, ещё сохранившиеся и в наши дни. 97,1 % домов — одноэтажные, небольшие домики, вытянувшиеся в глубину двора, двухэтажных — 2,7 %, самых высоких, трёхэтажных — 0,2 %. На 1 человека тогда приходилось 4,04 м² жилья, в 1931 году — 3,5 м² (при численности в 115 000 человек), в 1934 году — 3,9 м² (160 000 человек), что было меньше всеукраинского в 1,5 раза. В порту вся жилая площадь состояла из маленьких старых домов глинобитного типа в большинстве своём крайне тесных, заполненных до отказа. Крыши домов в основном были покрыты черепицей — «татаркой». 45 % квартир состояли из 1 комнаты и кухни или комнаты-кухни, 13 % — из 2 комнат. Износ жилого фонда составлял 50 %. Около половины населения города жила в центре, густо были заселены Слободка, Аджахи, Гавань Шмидта, Нахаловка, с 1930—1931 годов — Правый берег (новый Азовстальский рабочий посёлок строителей «Азовстали», проектировался ещё с 1928 года). Значительная часть работников завода имени Ильича проживали в самом городе и лишь около 5000 рабочих и свыше 10 000 членов их семей — в так называемых «колониях» — рабочих посёлках заводов «Никополь» и «Русский Провиданс» — завода имени Ильича, построенных в непосредственной близости к заводу. Остатки этих посёлков, как и само название «колония», сохранилось и поныне. Остальная часть рабочих города проживала в сёлах, расположенных вблизи завода: Волонтёровка, Успеновка, Гуглино, Садках, Новосёловке. В 1933 году в Мариуполе началось строительство городской канализации.
С началом строительства завода «Азовсталь» на Левом берегу реки Кальмиус к имеющимся старинной казацкой станице Успеновка и посёлку Троицкому (Гнилозубовка) добавились новые микрорайоны (посёлок Бузиновка и хутор Косоротовка были уничтожены при строительстве завода): частный сектор Первомайского посёлка и так называемые 2-й, 3-й и 6-й участки государственной застройки нового так называемого Соцгородка (или «Азовсталь»). Активно застраивался и Правый берег, по которому тогда была единственная дорога с мостом через Кальмиус на Левый берег, кроме того, Правый берег являлся ближайшим районом расселения строителей «Азовстали», который был связан с центром города трамвайным сообщением (с 1933 года).
К 1937 году были завершены планы реконструкции 24 городов Украины, в основу которых были положены принципы градостроительства, изложенные в постановлении ЦК ВКП(б) и Совнаркома СССР «О генеральном плане реконструкции города Москва» (июль 1934 года). В них предусматривалась зональная разбивка городской территории, причём существующие заводы и фабрики с вредным производством предполагалось перенести за пределы городов. В 1937 году на 1 человека в Мариуполе приходилось всё те же 4 м² жилья (несмотря на бурное строительство), ведь количество населения в 1930 году — 94 000 человек, на 1 января 1937 года — 180 000 человек, а на 1 января 1939 года — 222 400 человек.
Город рос и вширь: 10 апреля 1937 года Мариупольский горсовет возбудил ходатайство перед ЦИК УССР по расширению городской территории и прирезке к городу 1340 га новых площадей, из них для индивидуального строительства — 660 га, для пастбищ — 236 га, для рабочих огородов — 265 га. Общая площадь городских земель в пределах черты города увеличилась к 1940 году на 11 677 га по сравнению с дореволюционным периодом (601 га) и достигла 12 278 га, в том числе застроенных 2591 га против 492 га дореволюционных. Мариуполь имел широкие и правильно расположенные улицы, которые делали его уже в те времена одним из лучших городов УССР. Протяжённость всех улиц увеличилась на 1 208,4 км. Протяжённость уличных водопроводных сетей составила в 1940 году 84,6 км против 7 км в 1932 году. В 1940 году было газифицировано 300 квартир. С апреля 1940 года на западной стороне завода имени Ильича велось строительство парка культуры и отдыха (будущий парк Петровского). Пляжи довоенного Мариуполя находились в порту, на Слободке, в Гавани Шмидта, а сплошной городской пляж простирался на протяжении 4 км от Нахаловки до дач.

### Изменения административного статуса

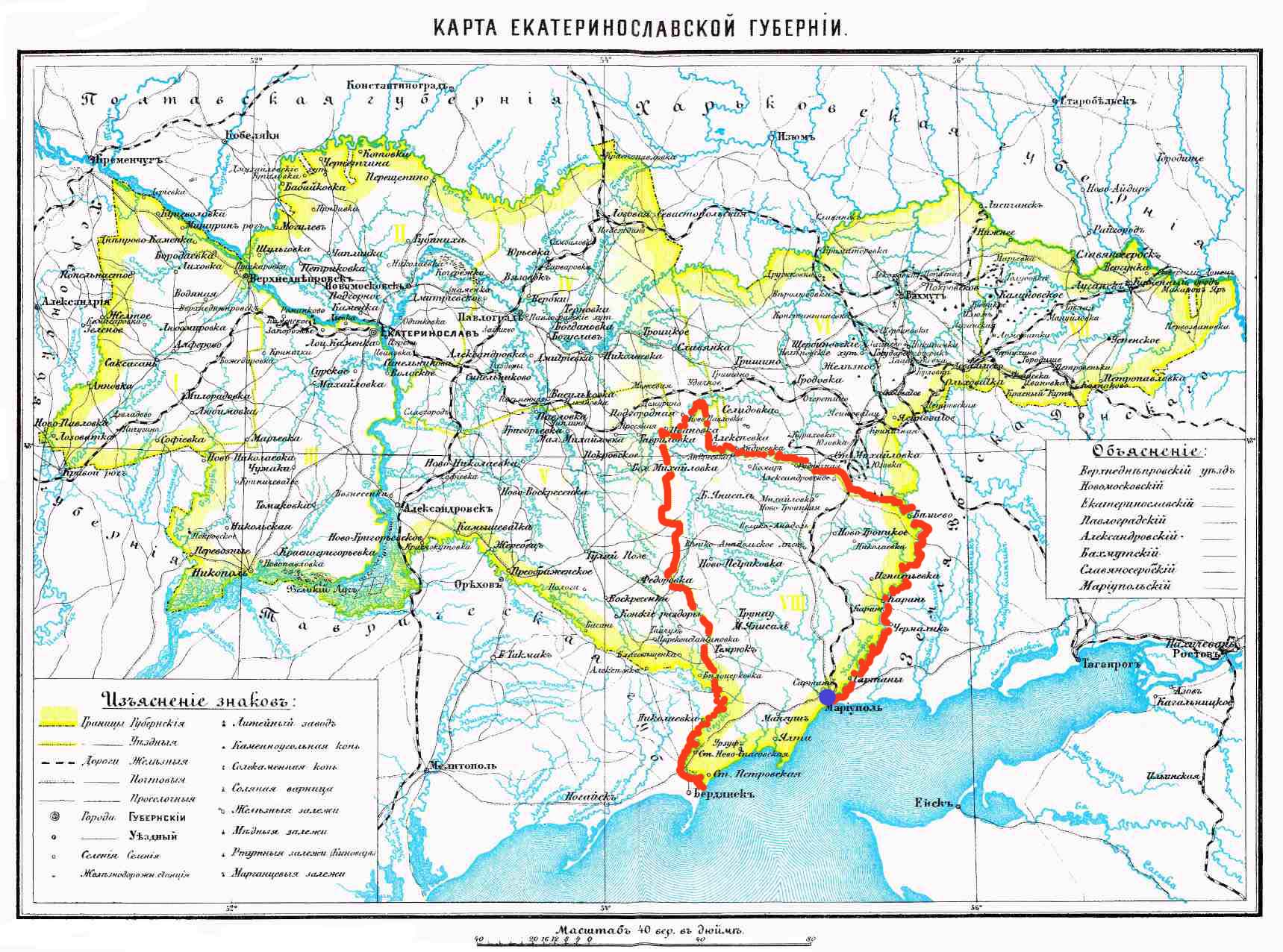
Мариупольский уезд на старой карте Екатеринославской губернии

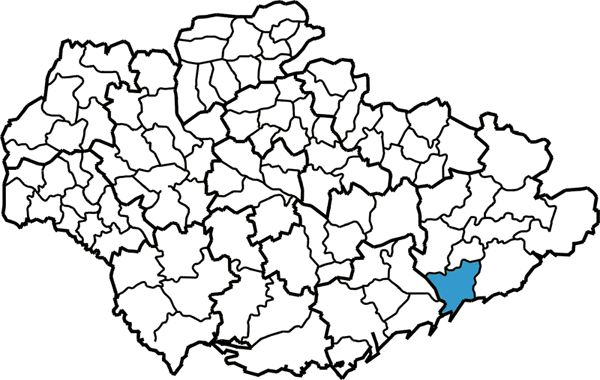
Мариупольский уезд в 1921 году

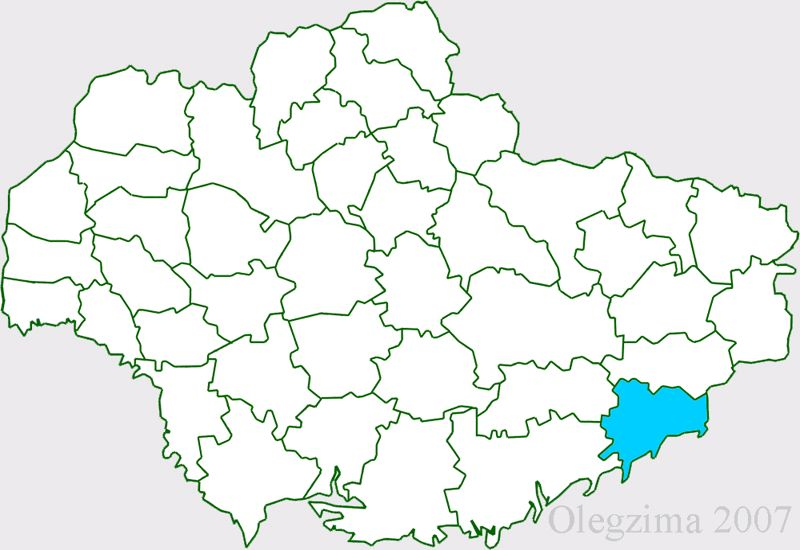
Мариупольский округ в 1927 году

7 февраля 1919 года была образована Донецкая губерния. Мариуполь оставался уездным городом, входящим в её состав.
С 16 апреля 1920 года Мариупольский уезд в составе Донецкой губернии УССР — центр Бахмут.
12 июля 1920 года приказом Донецкого губисполкома Донецкая губерния была разделена на 13 районов, в том числе Мариупольский район, в составе которого было 42 волости (в том числе Сартанская, Старо-Крымская, Толоковская, Мариупольский порт и другие), однако уже 16 декабря того же года была возвращена уездная система разделения губернии (11 уездов), в том числе Мариупольский уезд, в составе которого была 41 волость.
С 7 марта 1923 года создан Мариупольский округ (из Мариупольского, а также частей Юзовского, Таганрогского, уездов Донецкой губернии и части Бердянского уезда Екатеринославской губернии) в составе УССР. На момент переписи 1926 года:
- УССР — 29 515 100 чел., центр — Харьков;
  - Мариупольский округ — 415 540 чел., центр — Мариуполь: 8 районов (Мангушский — 4 волости, Никольский — 4, Александро-Невский — 3, Старо-Каранский — 4, Новониколаевский — 2, Новосёлковский — 3 (в том числе Новосёловская, Портовская и Сартанская волости), Старо-Керменчикский — 4, Стретенский — 6, всего 30 волостей);
    - Мариуполь — 41 000 чел.

С 22 сентября 1923 года началось массовое переименование населённых пунктов, в связи с «искоренением религиозных предрассудков» и «ликвидацией всяких проявлений свергнутого строя», так село Петропавловское Мариупольского округа переименовано в Республиканское, Никольское — в Володарское, Стретенка — в Октябрьское, Богородицкое — в Трудовое, Покровское — в Боевое, Графское — в Пролетарское, Александро-Невское — в Люксембургское, Свято-Троицкое — в Урицкое, Крестовка — в Красновку, Святодуховка — в Карловку, Архангельское — в Калинино, Апостоловка — в Свободное, Новониколаевское Новосёловского района — в Красно-Волонтёровку, а станица Новониколаевская — в Будённовскую (сейчас — город Новоазовск) и т. д. (всего 23 населённых пункта)
19 февраля 1925 года, согласно протоколу заседания Донецкой губернской административно-территориальной комиссии, были переименованы Петропавловский район в Володарский (райцентр перенесён из Республиканского в Никольское — Володарское), Стретенский район в Октябрьский (центр перенесён из Стретенки в Октябрьский), а центр Новосёловского района перенесён из Новосёловки (ставшей частью Мариуполя) в посёлки при заводах «А» и «Б» имени Ильича с сохранением старого названия района.
С 30 апреля 1925 года появились первые немецкие, греческие, еврейские национальные районы в Мариупольском округе: первым стал Люксембургский немецкий округ (из существовавшего Александро-Невского района без Ново-Каракубского сельсовета (передан в состав Старо-Керменчикского района) и сёл Богословки и Зачатьевки (переданы в состав Стретенского — Октябрьского района), а также из сельсоветов Петропавловского (Володарского) района: Петропавловка, Семёновка, Сергеевка, Ксеньевка, Ново-Романовка, Мариновка, Степановка.
3 июня 1925 года постановлением ВУЦИК и Совнаркома упразднялся Бердянский округ (большая часть, в том числе город Бердянск, передавался в Мариупольский округ)
С 15 июня 1925 года (согласно постановлению ВУЦИК о ликвидации всех губерний и образовании 41 округа) Мариупольский округ вошёл непосредственно в состав УССР.
18 августа 1925 года вновь перемещён центр Новосёловского района (из посёлков при заводах имени Ильича в Новосёловку), переименован Ново-Керменчикский район в Ново-Каракубский (с перенесением центра).
1 июля 1927 года в черту города Мариуполя вошли посёлки городского типа заводов «А» и «Б» имени Ильича и Порт-посёлок.
В 1927—1928 году в составе Мариупольского округа были следующие районы:
- Андреевский (9 сельсоветов) — центр село Андреевка (сейчас — Запорожская область)
- Бердянский (9) — Новоспасовка
- Берестоватский (9) — Берестово
- Будённовский (10) — Будённовка
- Володарский (9) — Володарское
- Жовтневый (18) — Жовтневое
- Люксембургский (10) — колония Люксембург
- Мангушский (5) — село Мангуш
- Новосёловский (8) — Новосёловка
- Першомайский (8) — Першомайское (сейчас — Запорожская область)
- Старо-Каранский (15) — Старая Карань
- Старо-Керменчикский (10) — Старый Керменчик
- город Мариуполь:
  - Мариупольский горсовет (город Мариуполь)
  - Заводской райгорсовет (посёлки заводов имени Ильича, Гуглино, Броневой, станция Сартана)
  - Портовской райгорсовет (Мариупольский порт, хутора Широкая Балка, Весёлый)
  - Бердянский райгорсовет (город Бердянск)

С 27 февраля 1932 года Мариупольский округ вошёл в состав созданной Днепропетровской области (центр — Днепропетровск). Тогда же ликвидированы округа (вместо них — районы, например, Мариупольский район) и национальные районы.
С 17 июля 1932 года Мариуполь (и вся восточная часть Днепропетровской области: всего 17 административно-территориальных единиц) вошли в состав созданной Донецкой области (центр — Сталино (Донецк)).
5 ноября 1934 года был разукрупнён Старо-Каранский район: образован Остгеймский немецкий район (сельсоветы: Остгеймский, Гринтальский, Кузнецово-Михайловский, Михайловский, Греко-Александровский, Коньковский, Луковский, Николаевский, Свободненский и совхоз «Приморский»), из оставшейся части оставлен Старо-Каранский греческий район. Позже, 31 августа 1935 года, центр Остгеймского района переименован на село Тельманово.
13 февраля 1935 года, на основании постановления Президиума ЦИК УССР, из состава пригородной черты Мариупольского городского совета в состав вновь образованного Будённовского района (сейчас — Новоазовский район Донецкой области) отошли Будённовский, Седово-Васильевский, Хомутовский, Гусельщиковский, Клинкинский, Безыменский, Криво-Косовский, Хрещатицкий, Павлопольский, Широкинский и Талаковский сельские советы. Позже, 26 мая 1936 года, небольшая часть Будённовского района (колхоз «Азоврис» Талаковского сельсовета) возвращена Сартанскому сельсовету пригородной черты Мариупольского горсовета.
28 января 1938 года, согласно постановлению президиума Донецкого облисполкома, Мариупольский район (как и другие районы области) был разукрупнён с выделением из него Мангушского района. В состав вновь образованного района вошли такие сельсоветы: Мангушский, Белосарайский, Мелекинский, Урзуфский, Ялтинский, а также Захарьевский и Стародубовский с общей численностью населения 20 000 человек и с центром района в селе Мангуш, таким образом создался орган власти — райисполком, которому подчиняются все советы Мангушского района. Часть советов Мариупольского района, а именно: Старокрымский, Красно-Волонтёровский (сейчас — посёлок Волонтёровка Ильичёвского района), Успеновский (сейчас — в Орджоникидзевском районе), Сартанский, Чермалыкский, Македоновский, Келлеровский — остаются в составе Мариупольского района с подчинением их Мариупольскому городскому совету.
С 3 июня 1938 года, согласно указу Президиума Верховного Совета СССР, Донецкая область была разделена на Сталинскую и Ворошиловградскую. В состав Сталинской области (центр — Сталино (Донецк)) вошли 10 городов, в числе которых Мариуполь, и 22 района.
5 мая 1939 года, согласно постановлению президиума Сталинского облисполкома, в связи со значительным расширением территории города в Мариуполе организовался Молотовский районный совет в составе: северной части города от улицы имени Ленина, включая её северную нечётную сторону, и биржевого спуска до реки Кальчик, Правого берега и посёлков Аджахи, Новосёловка, Парковый, Кальчанский, Верхний блок, Нижний блок, Садки 4-го и 5-го районов. Существовавший до этого Новосёловский районный совет был ликвидирован. Оставшаяся часть города оставалась в непосредственном обслуживании Мариупольского городского совета.
15 марта 1939 года ликвидирован Старо-Каранский район, территория передана в состав Тельмановского (в том числе село Старая Карань), Волновахского и Ольгинского районов.
22 июня 1939 года указом президиума Верховного Совета УССР в Мариуполе был утверждён существующий Портовской районный совет, образованы Орджоникидзевский и Молотовский городские районные советы. Тогда же был ликвидирован Новосёловский районный совет.
27 июня 1940 года указом Верховного Совета Украины в Мариуполе был утверждён Ильичёвский райисполком.

## Мариуполь в годы Великой Отечественной войны

### Эвакуация предприятий и оборона города
С началом Второй мировой войны Мариуполь с его огромной промышленной базой был переведён на военные потребности страны. Многие рабочие мариупольских заводов принимали участие в войне с Финляндией (30 ноября 1939 — 13 марта 1940 годов). После начала Великой Отечественной войны тысячи жителей города ушли на фронт. Предприятия перестроили производство для нужд фронта. Ильичёвские металлурги выпускали броневую сталь для танков Т-34, торпедных катеров и самолётов — штурмовиков ИЛ-2, 50-мм миномёты, ручные гранаты Ф-1. Понтонные мосты, бронеколпаки для пулемётных гнёзд, бронеплощадки для дотов, противотанковые ежи изготавливали на заводе металлоконструкций. На заводе «Азовсталь» производили корпуса для авиабомб и стволы батальонных миномётов. Завод имени Куйбышева освоил и приступил к массовому выпуску 50-мм миномётов, 120-мм миномётов. Мармашзавод освоил производство резервуаров к огнемётам. Было решено в целях подготовки к войне создать в городе кооперацию из 7 заводов, которая будет готовить отдельные детали к миномёту и ППД для завода имени Ильича: судоремонтный завод, завод «Азовсталь», Мармашзавод, коксохимзавод, радиаторный завод, швейная фабрика, заводы имени Куйбышева и имени Ильича.
Когда линия фронта приблизилась к городу, была организована эвакуация промышленных предприятий и людей на Урал и в Сибирь. В список первоочередных эвакогрузов вошёл самый мощный в СССР бронепрокатный стан «1250» завода имени Ильича (эвакуирован на базу Магнитогорский металлургический комбинат), уникальный стан «4500», термические печи, станки, прессы. На базе эвакуированный трубных цехов завода имени Ильича, к примеру, в Челябинске впоследствии создан Челябинский трубопрокатный завод — один из крупнейших в СССР. 15 августа 1941 года в восточные районы СССР отправился первый эшелон азовстальцев, а в Каменске-Уральском к началу войны сформировалась особая строительно-монтажная часть «Азовстальстроя», которая строила цехи новых заводов на Урале. С большими трудностями происходила эвакуация трубного завода имени Куйбышева: пильгерстан «8-16» отправили из-за нехватки вагонов морским транспортом до Батуми, а затем — по железной дороге в Баку, оттуда — снова морем в Красноводск и далее — железной дорогой на Урал. 20 июля 1941 года постановлением Государственного комитета обороны № 216/сс создана Азовская Военно-морская флотилия. 22 августа 1941 года начальник Мариупольского гарнизона Александров подписал приказ № 1 о строительстве укрытий полевого типа, очистке и ремонте подвалов для обеспечения укрытия при бомбёжках. Приказом № 2 от 30 августа устанавливался комендантский час (с 21 часов вечера до 5 часов утра). Приказом № 3 от 1 сентября предусматривалось привлечение городского и сельского населения (мужчин от 17 до 45 лет, женщин от 18 до 40 лет) для строительства оборонительных сооружений.
Постоянно через город шли обескровленные части Красной армии и гражданское население. Город был перенасыщен отступающими войсками, тыловыми частями, госпиталями, но оставался беззащитным со стороны суши. 1-4 октября 1941 года на оборону города стали прибывать полки 395-й стрелковой дивизии, наскоро сформированной в августе-сентябре 1941 года в Ворошиловграде, в основном, из шахтёров Донбасса. С воздуха город прикрывала 87-я отдельная истребительная авиаэскадрилья капитана Г. И. Агафонова (18 устаревших самолётов) и 57-й отдельный зенитный артиллерийский дивизион ПВО. В начале октября 1941 года участились авианалёты вражеской авиации, но такого, как ночью с 5 на 6 октября, мариупольцам ещё не приходилось переживать: всю ночь бомбили железнодорожные и автомобильные пути, промышленные предприятия, горели дома. Утром воздушные налёты возобновились, тогда в небе произошёл памятный бой: 5 советских истребителей сбивали немецкие самолёты (капитан Г. И. Агафонов лично сбил 4 вражеских истребителя, был позже награждён орденом Ленина). Тогда же эскадрилья по приказу командования покинула город. Три самолёта сбили зенитчики 57-го артдивизиона. Борьбу с немецкой авиацией вели и моряки Азовской военной флотилии, обстреливая врага с зенитных установок, однако в ночь с 7 на 8 октября по приказу командующего флотилией А. П. Александрова боевые корабли ушли из Мариупольского порта. Слабо обученная, не имея противотанковой артиллерии и танков, без поддержки авиации и тяжёлой артиллерии, растянутая в одну линию по 70-километровому участку фронта, 395-я стрелковая дивизия, несмотря на героизм красноармейцев, проявленный в боях, не смогла стабилизировать фронт и остановить врага на подступах к городу.
Мариуполь был захвачен частями 3-го танкового корпуса 1-й танковой группы вермахта (группа армий «Юг»). 
 В середине дня 8 октября 1941 года, выдвигаясь с боями по Бердянской дороге, передовой отряд моторизованной бригады «Лейбштандарт СС Адольф Гитлер» ворвался в город. Штурмовые орудия наступавших сразу двинулись к порту, обстреляв ледокол «Соломбала». В центре города, в горкоме партии, ещё продолжалось заседание, когда немецкие бронетранспортёры, двигаясь по улицам города, мимо здания горкома, вели огонь из пулемётов и орудий по красноармейцам и мирному населению города, подавляя отдельные очаги сопротивления. На улицах города в первый день оккупации погибли зав. военным отделом горкома Д. Н. Молонов, военком города майор Н. Н. Голубенко, секретарь Портовского района П. С. Солодилов, инструктор горкома М. М. Махортов и многие другие.
Началась 23-месячная оккупация города (701 день).

### Немецкая оккупация города
Оккупация города длилась почти 2 года (с 8 октября 1941 года по 10 сентября 1943 года). 16 месяцев Мариуполь находился в прифронтовой зоне. Он был включён в зону управления военного командования. Вся власть принадлежала командующим германскими войсками с самыми широкими полномочиями. Схема управления была следующей: начальник тыла группы армий «Юг» — военно-полевые комендатуры — областная управа — городская управа (которая фактической власти не имела, но должна была поддерживать порядок в городе и обеспечивать сбор налогов с местных жителей; бургомистр — Николай Комровский) — управы в Заводском (Ильичёвском) и Портовском районах + сельские управы (со старостами). В городе были образованы (по общей схеме) органы военного управления и террора: СС, СД, гестапо, городская полиция (начальник — И. И. Степаненко — бывший полковник армии УНР в период гражданской войны, житель города), жандармерия, вспомогательная криминальная служба («русское гестапо» — с апреля 1942 года, начальник — В. Бондаренко, с мая 1942 года — бывший учитель П. Бордычевский, который после войны осуждён и приговорён к расстрелу советскими органами правосудия), охранная полиция, полиция порядка и другие службы. Военно-полевую комендатуру города возглавлял фельдкомендант Гофман. Для подавления сопротивления населения создавались оперативные команды (эйнзацкоманды) из состава служащих ЗИПО (полиции безопасности), СД (службы безопасности), гестапо (тайной государственной полиции), охранной и уголовной полиции. Именно эти команды («военные каратели») в городе отвечали за борьбу с партизанами, подпольщиками, уничтожение коммунистов, евреев, цыган и так далее.
9 октября 1941 года, на второй день оккупации, по городу было расклеено «Объявление главнокомандующего германскими войсками о мерах наказания за нарушение населением приказов оккупационных властей», которым предусматривалось 9 пунктов запрещений: запрещалось ходить по городу без пропусков, находиться вне дома с наступлением темноты, принимать на жительство граждан не из местного населения, хранить оружие и боеприпасы, подходить к железнодорожному полотну и так далее. При нарушении пунктов объявления часовым приказано стрелять без предупреждения, все мариупольцы были обязаны явиться на рабочие места в течение 3 дней (рабочий день — 12 часов с 30-минутным перерывом на обед), а за неявку на работу грозил расстрел. В первые дни оккупации немцы расстреляли старого большевика А. Е. Заворуева, начальника мартеновского цеха № 1 завода имени Ильича Н. М. Толмачёва, депутата Верховного Совета УССР Н. А. Пузырёва. Все заподозренные в саботаже лица могли быть расстреляны или помещены в специальные штрафные лагеря при заводах. 4 ноября 1941 года расстреляли жителей города П. П. Галани и А. С. Сташевского за то, что они выпустили 10 тыс. тонн мазута в районе ТЭЦ завода имени Ильича, уже 10 октября 1941 года за саботаж были казнены 33 работника судоремонтного завода, а в марте 1942 года — 43 рабочих завода имени Ильича. Однако массовые убийства совершались не только с целью подавления сопротивления, они являлись частью плана очистки территории от местного населения.
За время оккупации гитлеровцами было расстреляно в городе около 10 тысяч мирного населения, угнано в Германию около 50 тысяч молодых мариупольцев, в концлагерях на территории города от голода и болезней погибло около 36 тысяч советских военнопленных. По распоряжению военного коменданта в городе составили список № 1: всё еврейское население. 18 октября 1941 года всем евреям было приказано собраться с вещами и продуктами к 8 часам 20 октября к бывшему зданию штаба 238-го территориального полка (ныне — 1-й корпус ПГТУ), за неявку грозил расстрел. Также 20-21 октября 1941 года состоялся массовый расстрел оккупантами еврейского населения Мариуполя (около 9000 человек) у противотанкового рва близ Агробазы. Этот противотанковый ров (вырыт перед оккупацией для обороны города) ещё не раз использовался немцами для расстрела и захоронения коммунистов, подпольщиков, рабочих, отказавшихся работать на оккупантов и так далее. Особенно жестоко немцы издевались над советскими военнопленными, для чего обычно организовывались лагеря. Так, в здании бывшего учебного комбината Ворошиловского посёлка в Ильичёвском районе и в ночном санатории для туберкулёзных больных было организовано 2 лагеря по всем правилам «лагерного обустройства» (здесь ежедневно умирало 100—120 человек, в районе этих лагерей уже после войны были обнаружены 3 кладбища по 120 могил, в которых было захоронено около 36 тысяч человек). А в конце 1942 года в дни траура, объявленного Гитлером по уничтоженной под Сталинградом 6-й армии, в Мариуполе немцы наполнили 18 железнодорожных вагонов ранеными и больными красноармейцами (около 1500 человек), наглухо заколотили двери, загнали вагоны в Старокрымский тупик и держали их там до тех пор, пока все пленные не погибли от холода.
Всё электрооборудование, станки, металлопрокат было вывезено в Германию, а сами заводы передавались в эксплуатацию крупнейшему немецкому монополисту по производству оружия Фридриху Круппу. Завод «Азовсталь» стал называться «Азовским заводом № 1» (директор — П. Пономарёв), а завод имени Ильича и имени Куйбышева — «Азовским заводом № 2» (директор — Л. Лебедев). Немецким куратором завода № 2 являлся Л. М. Винклер. Немцам удалось восстановить электростанцию, механический, монтажный, электроремонтный, кислородный цехи «Азовстали», проводились работы по восстановлению мартеновских печей «Азовстали», на заводе имени Ильича восстановили электростанцию, механический, транспортный, котельный, строительный, ремонтный, силикатный цехи, листопрокатный стан «750», а в сортопрокатном цехе к 1943 году пустили 2 стана, которые с большими перебоями из-за поломок выдавали листовое железо для авторессор. В конце 1941 года гитлеровцами создано горно-металлургическое общество «Восток», которое должно было эксплуатировать производственные мощности Донецкого угольного бассейна. По инициативе Круппа создавалась новая компания «Сартона», и между компанией и главным командованием сухопутных сил достигалось соглашение о выполнении «Сартоной» «проекта Иван» (строительство на базе завода «Азовсталь» крупного завода боеприпасов для верховного командования сухопутных сил). Но, несмотря на жестокие репрессии, главный производитель оружия Германии фирма «Крупп» так и не смогла пустить агрегаты на Мариупольском заводе имени Ильича. В январе 1942 года немцами за отказ в сотрудничестве был убит знаменитый сталевар завода имени Ильича Макар Мазай. На апрель 1942 года на Азовском заводе № 1 работало 5300 человек, на заводе № 2 — 8400 человек. К концу 1942 года в городе действовали: Мармашзавод, завод «Металлоширпотреб», судоремонтный завод, порт, швейная фабрика, котельно-сварочный завод, а также ряд частных мастерских по всяческим ремонтам. В первый же месяц оккупации заработали хлебозаводы № 1 и № 4, продукция которых практически полностью предназначалась для снабжения оккупационной армии. В апреле 1942 года пущена в эксплуатацию маслобойня в порту. На Правом берегу функционировал мясокомбинат, закупавший выбракованных лошадей на убой, а также скот у населения. Гормолокозавод (директор Иванов) перерабатывал молоко (продукция шла в германскую армию). Работали также макаронная фабрика и водочный завод. Своей особой гордостью немцы считали пивоваренный завод, возрождавший немецкие пивоваренные традиции. Его продукция использовалась также для обеспечения немецкой армии. Артель «Приазовская кость» специализировалась по выпуску сувениров, артель для инвалидов (улица Торговая, 13) — по вязанию рыбачьих сетей и головных уборов.
В декабре 1941 года над жителями Мариуполя нависла угроза голода, тогда хлеб отпускался по карточкам только тем, кто работал на заводах, в больницах, в закрытых детских учреждениях, тем, кто обслуживал немецкие войска. Во избежание широкомасштабного голода городская управа организовала доставку в город 200 тонн зерна с урзуфского элеватора. 5 марта 1942 года в «Маріюпільській газеті» появилась статья «Ліквідація колгоспного устрою», после чего началась кампания по частичной передаче земли в частное пользование, которая началась лишь в лучших колхозах: имени М. Горького, «Радянська Україна», «1 Травня», «Озівріж», так на торжественном собрании в колхозе имени М. Горького присутствовали высокие немецкие гости: генерал-полковник фон Клейст — командующий танковой армией, граф фон Басевич, фон Кепп и другие. Там были вручены грамоты крестьянам на единоличное пользование землёй. Однако вскоре оккупационные власти отказались от идеи раздела земли и призывали крестьян работать коллективно (как сообщалось, временно), так как возрастали потребности немецкой армии в продовольствии.
В Мариуполе выпускалась «Маріюпільська газета» (редактор — Николай Стасюк) и газета «Эхо Приазовья» (на базе городской типографии), редактором которой был прежний генеральный секретарь продовольствия Центрального Совета Г. Стасюк. Работал с 1 ноября 1941 года городской радиоузел (ул. Пушкина, 93), директором которого был И. П. Мясоед, немецким шефом — Кастис (для местного населения велась трансляция на украинском и русском языках, так артистами городского театра имени Т. Г. Шевченко — Мариупольского драматического театра — с 1 сентября по 1 декабря 1942 года было организовано 93 музыкально-хоровых выступлений). Однако с 1 декабря 1942 года из-за прослушивания радио через телефонную сеть проводилось вещание только последних новостей (по 15 мин 4 раза в сутки: в 7 часов 15 минут, 9 часов 15 минут, 17 часов 15 минут, 19 часов 15 минут). Попытками украинцев были возрождены ячейки «Просвіти» (председатель — Андрей Ирий (Авраменко), открыто с 16 июля 1942 года), открыт украинский театр имени Т. Г. Шевченко. Общество «Просвіта» имело свою капеллу бандуристов и духовой оркестр, так 22 и 23 августа 1942 года прошли концерты бандуристов «Просвіти» в клубах колхозов «Зирка» и имени Ворошилова. Все члены мариупольской «Просвіти» являлись членами подпольной националистической группы ОУН, действовавшей в Мариуполе.
Работали 6 кинотеатров: «Гигант» (с 10 декабря 1941 — ежедневно на украинском языке) и «Трудовой», на Левом и Правом берегах, в порту, на заводе имени Ильича, демонстрировались немецкие, украинские, некоторые советские фильмы (например, «Волга-Волга», «Антон Иванович сердится», «Василиса Прекрасная», «Большой вальс», «Гроза». 12 августа 1942 года возобновил работу Мариупольский краеведческий музей (советская экспозиция была заменена на выставку этнографического плана). Немцами были взяты на учёт все фонды Мариупольского краеведческого музея, музейной, городских и профсоюзных библиотек (сохранились подробные описания экспозиций музея, фондов всех мариупольских библиотек). «Марксистская и сомнительная литература» (около 12 тыс. томов) была изъята и уничтожена, а в марте 1942 года открылись для публичного использования 2 небольшие частные библиотеки. Во время оккупации работало 42 школы, преподавание в которых осуществлялось на украинском языке (по учебникам немецкого выпуска с расширенным изучением немецкого языка). Некоторые учебники для школ написали местные учителя. Только 8 декабря 1941 года началось обучение в украинских гимназиях в две смены (первая — женская, вторая — мужская). Уцелели в своём большинстве здания учреждений здравоохранения города, часть из которых оккупационными властями переделаны в немецкие военные госпитали. Уцелевшие медикаменты, перевязочные средства были переданы немецкой армии. Лишь в городе на Карасевской улице принимала пациентов амбулатория с тремя кабинетами, работала санстанция (часто отмечались вспышки сыпного тифа), больницы с несколькими отделениями на заводе имени Ильича и в порту. На середину 1942 года в Мариуполе работало 5 больниц на 1300 коек, 3 поликлиники, 3 амбулатории, 7 аптек, фармлаборатория, 150 тысяч жителей Приазовья обслуживало 109 врачей, 290 человек среднего медицинского персонала. С 1 февраля 1942 года устанавливалось платное оказание медицинской помощи населению. В Мариуполе было открыто несколько церквей — в городе, в Заводском районе, в сёлах Ялте, Мангуше, Темрюке, а позже — при заводе имени Ильича. Средства на строительство храмов собирались с людей. Так, 19 апреля 1942 года в Ялте после заутрени состоялось освящение церкви.
В Мариуполе, как и по всей оккупированной территории СССР, вводилась в действие программа поставки дешёвой (фактически бесплатной) рабочей силы, согласно которой мобилизации в Германию подлежало то городское население, которое было не занято на производстве и переселилось в сельские районы, а также местное сельское население, не занятое выполнением работ. Вначале планировалось, что отправка в империю должна производиться на добровольных началах, но с появлением слухов о том, каким образом эксплуатируется мобилизированное население в Германии, желающих вообще не осталось: во второй половине 1942 года комиссиями по вербовке началось распространение повесток, в соответствии с которыми человек обязан был явиться в лагерь по отправке в Германию. Остербайтерами стало около 60 тыс. мариупольцев, многие из них испытали ужасы немецких концлагерей смерти: Освенцима, Бенефельда, Бухенвальда, Дахау.
Несмотря на массовые расстрелы, на жестокий оккупационный режим, в городе действовало несколько подпольно-патриотических групп, которыми руководили Е. М. Штанько, Д. Н. Ломизов, А. Кравченко, М. Г. Малючкова, В. Я. Цыся, Н. В. Бондаренко, М. А. Колесовой, П. И. Рансевича, С. Ф. Малащенко и другие. Многие подпольщики погибли от рук оккупантов. Крупнейшие подпольно-патриотические группы на территории Мариуполя:
- В. И. Шипицын — в порту (крупнейшая) — распространяла сводки Совинформбюро, собирала информацию о немецких военных частях, укрывала пленных, спасала молодёжь от депортации в Германию. Члены группы арестованы по доносу и расстреляны 24 июня 1943 года у противотанкового рва возле Агробазы,
- Е. М. Штанько — на «Азовстали» — распространяла листовки и сводки Совинформбюро, проводила диверсии на заводе (в результате ни одна из доменных печей завода так и не заработала). Члены группы по доносу провокатора арестованы и расстреляны 24 июля 1943 году у Агробазы,
- Б. Т. Гнилицын — в больнице завода имени Ильича — освобождала мариупольцев от угона в Германию, распространяла сводки Совинформбюро, способствовала массовому невыходу рабочих на работу по неправильным диагнозам и так далее,
- П. С. Дёмин (прибывший в Мариуполь по заданию разведотдела штаба Черноморского флота) — сбор и передача сведений о войсках противника, группа работала вплоть до освобождения города,
- Д. Н. Ломизов — в Орджоникидзевском районе — распространение листовок, укрытие пленных, выдача ложных свидетельств о рождении, спасавших от угона в Германию, а в апреле 1943 года взорвали эшелон с горючим. Были арестованы по доносу предателя и 4 сентября 1943 года расстреляны у Агробазы,
- А. Кравченко — в Ильичёвском районе — распространение листовок, уничтожение полицаев, сбор продуктов для пленных. члены группы А. Кравченко, В. Мамич и В. Долгополов были казнены через повешение в апреле 1942 года.

В то же время в городе, на предприятиях и рабочих посёлках действовали подпольные группы ОУН. В начале 1943 года в городе осуществлялась запись в Украинское Освободительное войско (в составе вермахта).

### Освобождение города
Операция по освобождению Донбасса имела огромное военное, политическое и экономическое значение. Немцы сделали всё, чтобы превратить территорию Донбасса в хорошо укреплённый район. 11 августа 1943 года Адольф Гитлер издал приказ о строительстве дополнительного рубежа обороны, известного под названием «Восточный вал». Оборону Донбасского района возложили на 1-ю танковую и 6-ю полевую армии, которые входили в группу армий «Юг» и насчитывали 22 дивизии. 18 августа 1943 года войска Южного фронта под командованием генерал-полковника Ф. И. Толбухина после мощной артиллерийской подготовки начали наступательную операцию в районе реки Миус, а 20 августа оборона противника на этом участке фронта была прорвана на всю глубину. На приморском направлении, взаимодействуя с Азовской военной флотилией (командующий контр-адмирал С. Г. Горшков), наступали войска 44-й армии (командующий генерал-майор В. А. Хоменко), её 221-я стрелковая дивизия (командующий полковник И. И. Блажевич) к 1 сентября 1943 года вышла на реку Грузской Еланчик на участке Коньково-Хомутово, где встретила особо упорное сопротивление. 130-я Таганрогская стрелковая дивизия (полковник (командир полковник К. В. Сычёв) штурмом овладела Будённовкой (сейчас — город Новоазовск) и заняла позиции на реке Грузской Еланчик в районе Хомутово — Азовское море. Начались тяжёлые бои за город Мариуполь. С воздуха наземные войска прикрывала 8-й воздушная армия в составе: 9-й гвардейской истребительной авиационной дивизии (полковник Дзусов, Ибрагим Магометович).
1 сентября 1943 года командующий 44-й армией генерал-майор В. А. Хоменко отдал приказ 221-й и 130-й стрелковым дивизиям о начале наступления, намеченного на 8:00 2 сентября. К исходу 4 сентября части 221-й стрелковой дивизии освободили посёлок Павлополь и вышли к реке Кальмиус юго-восточнее села Чермалык, а части 130-й — взяли высоту 91,4 и закрепились на рубеже посёлок Гордиенко — Новая Таврия — Орехов — Азовское море. К 4 августа соединения и части 4-го гвардейского Кубанского кавалерийского корпуса (дивизии: 9-я, командир И. В. Тутаринов, 10-я, командир Б. С. Миллеров, 30-я, командир В. С. Головской) заняли позиции на линии село Вальдгейм — совхоз Саханка. Освободительные бои за город начались 5 сентября 1943 года. 221-я дивизия должна была форсировать реку Кальмиус на участке Чермалык — Павлополь, с боями овладеть высотами 97,7 и 99,6 и посёлком Старый Крым и обойти город с севера. 130-я — в направлении Сартаны, Гуглино и Новосёловки. В назначенное время (11:00 5 сентября) дивизиям не удалось начать наступление на город, так как им пришлось отбивать 8 крупных контратак противника, который бросил против советских частей пехоту, танки «Тигр», штурмовые орудия «Фердинанд», кавалерию. Лишь отбив немецкие контратаки (221-я — к 16:00, а 130-я — к 19:00), советские части начали форсировать Кальмиус (221-я — к 18:00).
6 сентября 1943 года при отступлении оккупанты уничтожили все промышленное оборудование, сожгли дома и села. В ночь с 9 на 10 сентября 1943 года в порту высадились 1-й десантный отряд (лейтенант Ольшанский, Константин Фёдорович) и 2-й десантный отряд (капитан Котанов, Фёдор Евгеньевич) 384-го Отдельного батальона морской пехоты (капитан Котанов, Фёдор Евгеньевич) Азовской военной флотилии Черноморского флота. Трагичной оказалась судьба моряков взвода разведки П. Р. Криулина, направленного 8 сентября в район Мелекино — Самарина Балка для содействия высадке второго десанта (корабли Азовской военной флотилии возвратились на базу в Ейск из-за начавшегося шторма), а на ликвидацию группы криулинцев немцами были брошены крупные силы с миномётами и артиллерией (только 4 десантникам удалось вернуться в свой батальон). В составе АВФ действовали также Отдельный отряд кораблей (капитан 3 ранга Тетюркин, Филипп Васильевич), 1-й отдельный дивизион бронекатеров (старший лейтенант Фролов, Анатолий Сергеевич) и 23-й штурмовой авиаполк (майор Чепов, Александр Иванович). Во взаимодействии с частями 130-й и 221-й стрелковыми дивизиями, а также с кораблями Азовской военной флотилии храбро сражались в небе над Мариуполем лётчики 9-й гвардейской истребительной авиационной дивизии (командующий И. М. Дзусов, в составе воевал дважды Герой Советского Союза подполковник А. И. Покрышкин) и 23-го штурмового авиаполка (А. И. Чопов). 9 сентября начались непосредственные бои за овладение Мариуполем: в 14:00 221-я стрелковая дивизия перешла в наступление (задача — прорвать Кальмиусский оборонительный рубеж противника в направлении совхоз имени Петровского — совхоз «Зирка» — станция Сартана), а в 15:00 перешла в наступление и 130-я дивизия (с севера и востока). К 8:00 10 сентября начались уличные бои (в 7:30 приступили к форсированию Кальмиуса в районе завода «Азовсталь»). К 12:00 морякам-десантникам, высадившимся в ночь на 10 сентября в районе косы Белосарайской (восточнее Мелекино), удалось ворваться в порт, уничтожив до 50 вражеских солдат, а к 18:00 десантники встретились с передовыми частями 130-й стрелковой дивизии. К 18:00 10 сентября войска 130-й Таганрогской и 221-й дивизий 44-й армии Южного фронта (с 20 октября 1943 года — «4-й Украинский фронт») при поддержке из воздуха частей 4-й воздушной армии и подразделений Азовской Военной Флотилии выбили немцев из города. А в 20:00 Москва салютовала освободителям Мариуполя 12 артиллерийскими залпами из 124 орудий. Согласно приказу Верховного Главнокомандующего И. В. Сталина, присвоены наименования «Мариупольских»: 221-й стрелковой дивизии и 9-й гвардейской истребительной авиационной дивизии, а 130-я Таганрогская дивизия была награждена орденом Красного Знамени.
Война привела к огромным разрушениям, были уничтожены завод имени Ильича (на 70 %), «Азовсталь», порт (на 80 %), транспортная сеть, при отступлении немцы поджогом уничтожили около 85 % жилья (1593 дома, 68 школ, 17 детсадов, 101 библиотеку, Дворец пионеров, театр), сожжены элеватор, уничтожены 2 водохранилища с очистными сооружениями и насосами. Общий ущерб городу составил 880 млн рублей (в том числе 319 — заводу имени Ильича, 204 — заводу «Азовсталь», 155 — жилищно-коммунальному хозяйству, 79 — культурно-социальным учреждениям). Тысячи мариупольцев проявили мужество и отвагу на фронтах Великой Отечественной войны. Более 30 из них удостоены звания Героя Советского Союза. Отступая из города, немцы разрушили Мариуполь. Заводы представляли собой груды исковерканного металла, железнодорожное и портовое хозяйства взорваны, многие жилые дома сожжены. Всего за время оккупации в городе расстреляно и замучено свыше 50 тысяч жителей. После ухода немцев в городе осталось всего 85 тысяч человек.

### Восстановление города
Уже на следующий день после освобождения мариупольцы приступили к восстановлению разрушенного хозяйства. На митинге 11 сентября 1943 года горожане пообещали освободителям в кратчайший срок возродить город к жизни. Они ремонтировали танки, изготавливали автодетали, плавили сталь, выпускали прокат. На собранные мариупольцами денежные средства в марте 1944 года были созданы две танковые колонны: «Мариуполь мстит» (664 819 рублей средств азовстальцев) и «Ответ ильичёвцев», а на личные сбережения колхозников артели имени Ленина И. К. Бадасена и его жены построен танк с надписью «От Бадасенов». Уже через 20 дней после освобождения Мариуполя была восстановлена электростанция на заводе имени Ильича (30 сентября), а 10 октября 1943 года восстановлена и дала первую плавку мартеновская печь № 5 завода им. Ильича. С 25 сентября восстановлен молокозавод, уже работали хлебозавод № 1 (с 8 мая 1946 — хлебозавод № 2 Мариупольского хлебокомбината), конфетная фабрика (с 3 хлебными печами), мясокомбинат, к этому времени рыбаками было выловлено 1,427 тонн рыбы. Заработали поликлиники, больницы, медпункты, диспансеры, а в ноябре 1943 года в Мариуполе даже состоялось открытие школы мореходного обучения. 24 октября 1944 года начала действовать электростанция завода «Азовсталь». За ноябрь 1943 года ильичёвцы (13,5 тыс. рабочих) уже выплавили 10 070 тонн стали, 200 тонн чугуна.
В ноябре 1943 года в Мариуполь прибыла с Урала первая группа монтажников треста «Стальконструкция», которые вместе с мариупольцами восстанавливали завод «Азовсталь»: ими вместе с группой молодых мариупольских инженеров была подготовлена и проведена уникальная операция по ремонту доменной печи № 4, в результате чего государство получило экономии более 4 млн рублей, а 9 сентября 1946 года эта домна дала первый чугун. Данная операция вошла во все учебники истории, а инженеры П. А. Мамонтов, А. С. Каминский, С. С. Крупеншиков и И. С. Галкин удостоились званий лауреатов Государственной премии СССР. Полностью доменный цех «Азовстали» восстановлен к 1949 году. Горновой завода имени Ильича М. Е. Кучерин стал победителем во всесоюзном соцсоревновании 7 апреля 1946 года среди металлургов и титулован званием лучшего металлурга СССР 1946 года. За один год (с апреля 1946 года по апрель 1947 года) бригада М. Е. Кучерина дала сверх плана 1970 тонн стали, сварила 146 плавок, из них — 59 скоростных (в том числе 22 — рекордных). 15 июня 1944 года вступил в строй трубосварочный цех завода имени Ильича. Ещё не закончились все восстановительные работы на «Азовстали», как 18 августа 1948 года вступил в строй новый цех — блюминг (строительство велось с начала 1947 года), а 24 сентября 1948 года — рельсобалочный цех. В октябре 1944 года был восстановлен трубопрокатный завод имени Куйбышева. 30 ноября 1944 года поставлена на сушку восстановленная доменная печь № 3 завода «Азовсталь» (введена в строй 26 июля 1945 года), а 2 сентября 1948 года — восстановлена мартеновская печь № 6, 30 марта 1949 года — выдала первый чугун восстановленная доменная печь № 2 завода «Азовсталь». К концу войны на всей территории Украинской ССР уже работало 14 доменных и 35 мартеновских печей, 38 прокатных и трубных станов, 2 конвертора, 62 коксовые батареи. Довоенные мощности по выплавке чугуна и стали были возобновлены на 23 %, а по производству проката на 29,5 %. Восстановленные предприятия Украины в 1943—1945 годах дали около 4,8 млн тонн кокса и 2252 тыс. тонн чугуна, 1880 тыс. тонн стали, 1322 тыс. тонн проката чёрных металлов и труб.
За 1943-44 годы было построено 66,1 тыс. м² жилья, в 1945-49 годы — 227 тыс. м² (в том числе в 1945 год — 42,9 тыс. м²). Довоенный жилой фонд — 956,7 тыс. м², из них разрушено было 300,9 тыс. м² жилой площади. Трест «Азовстальстрой», который отстраивал завод «Азовсталь», ремонтировал и строил жильё, 2 сентября 1950 года был награждён орденом Ленина. Исполкомом горсовета в те тяжёлые послевоенные годы была поставлена задача перепланировки города, его реконструкции. Город до Великой Отечественной войны не имел генерального проекта застройки, что отражалось на внешнем облике города в целом. Поэтому по заказу городской власти в 1949—1950-х годах Харьковский институт «Облпроект» составил генеральный проект города Жданова: детально разрабатывались Привокзальная площадь, Вокзальная улица, улица Артёма, центры Портовского, Ильичёвского и Орджоникидзевского районов, улицы имени Ильича, проспект Республики и прилегающих к нему кварталов. За годы IV пятилетки (1946—1950 годы)в городе было введено в строй 208,1 тыс. м² жилья, что однако не соответствовало темпам роста населения: темпы жилищного строительства отставали от темпов прироста населения, так, в сентябре 1943 года в городе проживало 85 000 человек, а в 1944 году — 150 900 человек. Было принято решение об индивидуальном жилищном строительстве, на что предоставлялись государственные кредиты (в 10 000 рублей на общую сумму 3 млн рублей за 1944 год). К концу 1946 года в Ильичёвском районе восстановлено и построено 14 000 квадратных метров жилья. Восстановлены все многоэтажные жилые дома, построен детский дом на 100 детей-сирот в Ворошиловском посёлке, а 16 сентября 1947 года восстановлена ещё и школа № 41.
12 февраля 1946 года открыт после восстановления кинотеатр «Победа» (к 1945 году — всего 6 кинотеатров на 1790 мест), городской театр русской драмы (размещался в помещении современного ресторана «Украина»), областной музей краеведения (4,5 тыс. экспонатов), 26 библиотек (75 тыс. томов), клуб имени К. Маркса завода имени Ильича (650 мест), клуб металлургов завода «Азовсталь» (400 мест), городской парк культуры и отдыха. Для улучшения снабжения продуктами питания расширялась сеть колхозных рынков (в 1943 году их было 4, в 1944 — 6, 1945 — 9), постоянно увеличивался план реализации продуктов питания: так мяса планировалось в 1944 году реализовать 1,83 тыс. тонн, в 1945 — 1,931, сахара: 336 тонн и 619 тонн соответственно. Увеличивалось число магазинов (1941—275, 1943 — 69, 1945—157), ларьков и киосков (134, 24, 38 соответственно), предприятий общественного питания (53, 19, 97 соответственно). Возобновлялась кооперативная деятельность, в том числе артель «Звезда» (лопаты, тяпки, вёдра, расчёски), артель «Приазовская кость» (пуговицы, ручки), артель имени 9 Мая (джемпера, блузки, бельё). В 1945 году пошивом и ремонтом одежды занималось 5 мастерских, пошивом и ремонтом обуви — 25, ремонтом часов — 7, мебели — 1. Работало также 13 парикмахерских и 2 фотоателье. К концу 1950 года электросети значительно расширились (свет пришёл в 7000 городских квартир и домов), на улицах загоралось около 1000 фонарей. Водопровод появился в Орджоникидзевском, Портовском районе (протяжённость всех линий — 56,7 км). Было отремонтировано и вновь построено 191,1 тыс. м² мостовых и тротуаров, построено 24 моста (в том числе через Терновую балку и Кальмиус), 5,2 км трамвайных путей (всего — 27,6 км). В октябре 1946 года восстановлен ДК «Азовсталь». 16 июля 1949 года закончено строительство нового парка культуры и отдыха на Левом берегу (парк «Азовсталь»).
За выпуск броневой стали для танков в 1945 году завод имени Ильича награждён орденом Ленина. 6-7 января 1945 года состоялась VIII партийная конференция мариупольской организации КП(б)У, в докладе которой первый секретарь горкома Д. И. Антонов подвёл итоги восстановительных работ за 1944 год, кроме того были возрождены 27 колхозов, 7 совхозов, освоено 86 % пахотных земель. Возрождалась и социальная сфера: в 1943 году работало 12 детсадов (в 1944 уже 21, ходили более 1800 детей) и 30 школ (9 средних, 12 семилетних, 9 начальных), в которых работало 470 учителей, обучалось 11 654 детей. Были восстановлены 5 школ (№ 4, 5, 31, 35, 41), поступило 17 000 экземпляров книг и 37 000 тетрадей. Возобновили работу детская техническая станция, детская спортивная школа, Дом пионеров (старое здание было сожжено), детский дом имени Крупской (сразу 90 детей), оборудовались столовые для детей фронтовиков (одна из них, на 2-м этаже ресторана «Маяк» открыта 1 марта 1944 года). Возобновили свою работу металлургический техникум, педагогическое училище, металлургический институт (первые выпускники выпущены 31 декабря 1944 года), школы ФТО, учебно-курсовые комбинаты. В 1949 году было построено ещё 2 кинотеатра (в 1947 всего было 4 кинотеатра в городе): имени А. Жданова (Левый берег, построена 15 ноября 1949 года) и в Ильичёвском районе. Лучшим на тот момент считался кинотеатр «Победа» (на просп. Республики). В 1944 году ежемесячно открывались учреждения здравоохранения: работали 12 амбулаторий и поликлиник, 12 аптек, 7 из 9 довоенных фельдшерских пунктов, 3 станции скорой помощи, 2 тубдиспансера и туббольница на 60 коек, женская консультация, работало 190 врачей. Драматический театр в городе был закрыт согласно постановлению о репертуаре драматических театров, однако мариупольцы смотрели постановки театров других городов: Сталинский театр имени Артёма, Армавирский театр, Львовский областной театр юного зрителя имени Горького (работали на сцене ЦПКиО имени А. А. Жданова). В 1947 году работали 38 коллективов художественной самодеятельности (работало 950 человек), а в 1950 году — 77 коллективов (3 500 человек). Одним из лучших профсоюзных клубов по проведению массово-политической и культурной работы являлся клуб имени Карла Маркса завода имени Ильича — старейший очаг культуры металлургов Донбасса (в 1949 году во Всесоюзном профсоюзном смотре культпросветучреждений занял 1-е место), а с 1957 года ему была присвоена высшая категория — Дворец культуры. С июня 1945 года в городе открылись первые пионерские лагеря на берегу моря. 9 мая 1946 года в городском парке открыт памятник на могиле героев Советского Союза лётчиков В. Г. Семенишина и Н. Е. Лавицкого. В июне 1946 года восстановлено здание железнодорожного вокзала. 25 июля 1947 года открылась водная станция завода «Азовсталь». В июле 1947 года в Портовском районе силами общественности восстановлен летний кинотеатр на 400 мест. 1 марта 1949 года организован Ждановский морской клуб ДОСААФ.
После окончания войны восстановительные работы в городе развернулись ещё больше. С братской помощью трудящихся Москвы, Урала, Сибири, всех союзных республик была восстановлена промышленность города, подняты из руин металлургические гиганты, морской порт и другие предприятия, а с сентября 1943 года шефство над Сталинской областью в восстановлении народного хозяйства взяла Кемеровская область. Металлурги Гурьевска помогали восстанавливать металлургические предприятия Мариуполя. 26 июля 1945 года металлурги Мариуполя отмечали новую победу: была введена в действие азовстальская домна № 3,а с 19 ноября — мартеновская печь № 1, 31 января 1946 года — мертеновская печь № 2. Борясь за досрочное восстановление объектов, коллектив завода завоевал первенство во Всесоюзном социалистическом соревновании предприятий Наркомата чёрной металлургии, трижды получал переходящее Красное знамя ГКО. А уже в 4-м квартале 1943 года заводу имени Ильича была присуждена премия ВЦСПС и Наркомата танковой промышленности СССР. Ещё 11 марта 1945 года ГКО СССР принял решение о выпуске железнодорожных цистерн на заводе имени Ильича (ранее эта продукция не производилась в СССР) — ильичёвцы успешно справились с заданием, и уже 7 августа 1945 года были выпущены первые двухосные 25-тонные цистерны, а с 1947 года выпускались уже только четырёхосные цистерны. 7 июня 1947 года «… за выдающиеся заслуги перед Родиной в деле выпуска железнодорожных вагонов-цистерн, создание броневой марки стали для танка Т-34 и в связи с 50-летием…» Мариупольский металлургический завод имени Ильича награждён орденом Ленина. 7 июля 1948 года с завода имени Ильича отправлен первый эшелон в 12 тыс. тонн труб для строительства первого в УССР газопровода «Дашава — Киев», обеспечившего с 1 октября 1948 года столицу Украины природным газом. Позже трубы завода имени Ильича поставлялись на газопровод «Саратов-Москва», а металл — для атомного ледокола «Ленин», китобойной флотилии «Слава» и для строительства других стратегических объектов. 12 июля 1948 года, принимая во внимание промышленные и социальные успехи города, Мариуполь посетил Первый секретарь ЦК КПУ — будущий генеральный секретарь ЦК КПСС — Никита Сергеевич Хрущёв. В апреле 1946 года на заводе имени Куйбышева (сейчас — часть ММК имени Ильича) вступил в строй цех по производству кислородных баллонов, а в июле 1948 года там же — ещё и новый шлакокирпичный завод отдела капитального строительства.

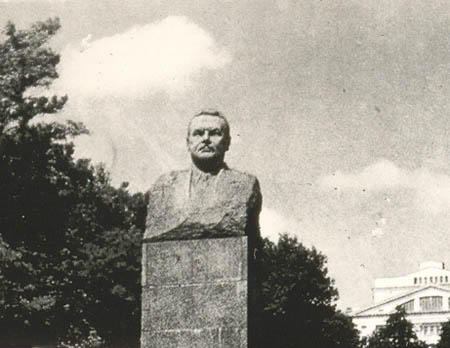
Мариуполь. Бюст Андрею Жданову в Центральном сквере

В апреле 1945 года выдала первый кокс коксовая батарея № 4 на коксохимическом заводе (а 10 октября 1946 года — № 2), к концу 1949 года — все 4 батареи. За 1953—1955 годы коксохимстроители выполнили план Правительства о расширении Ждановского коксохимзавода до 8 коксовых батарей. 5 ноября 1947 года восстановлена мартеновская печь № 5 на заводе «Азовсталь». 10 декабря 1948 года вводом в действие доменной печи № 1 завершено восстановление «Азовстали». В 1949 году на заводах «Азовсталь» и имени Ильича выпуск чугуна увеличился (по сравнению с 1948 годом) на 25,4 %, стали — на 35,6 %, прокат рельсов — в 10 раз, появились первые ждановские балки и швеллера. 31 августа 1950 года доменная печь № 1 завода имени Ильича после девятилетнего перерыва дала первый чугун, этим завершено восстановление доменного цеха на этом заводе. Новую мартеновскую печь № 7 завод «Азовсталь» ввёл в эксплуатацию уже 15 октября 1949 года. В августе 1946 года на судоремонтный завод возвращён плавучий док, увезённый оккупантами из Мариуполя (его обнаружили в районе Севастополя взорванным и затопленным). В июле 1947 года в мариупольском торговом порту открыт морской вокзал. В апреле 1948 года на Мариупольском судоремонтном заводе начат выпуск металлических барж для морского флота. 1 марта 1948 года пущена в эксплуатацию сетевязальная фабрика мощностью в 28 сетевязальных машин, а с 1950 года — в 40 машин. К концу 1950 года все 48 промышленных предприятий не только достигли довоенного уровня, но и превысили его на 30 %.

## Послевоенный период. 1945—1991 годы

### Голод 1946—1947 годов
Серьёзные испытания пришлось пережить жителям Мариуполя и Мариупольского района — голод 1946—1947 годов. Капитальные вложения в восстановление и развитие аграрного сектора были гораздо меньше, чем в промышленность. В марте 1946 года в соответствии с указом Президиума Верховного Совета УССР, из состава Мариупольского района выделился новый сельскохозяйственный Приморский район (центр — пгт Приморское, сейчас — Сартана), в который вошло 22 колхоза. В ведении Мариуполя осталось 5 колхозов (3 886 га, в том числе 3 062 га пахотной земли). Лето 1946 года оказалось очень засушливым: вместо ожидаемого урожая в 11,1 ц с 1 га оказалось 2,1 ц с 1 га (по озимой пшенице), вместо 8,2 ц — 4,8 ц (по яровой) и т. д. Только для одного города недоставало более 10 тыс. тонн овощей и 1,5 тыс. тонн картофеля. Зимой 1947 года начался падёж скота. Вводилась карточная система на продукты питания. Однако официально случаев смерти от голода по городу не было зарегистрировано. Урожай осени 1947 года и последующих лет был достаточно высоким, что позволило быстро преодолеть последствия голода 1946—1947 годов. 16 декабря 1947 года в СССР была проведена первая послевоенная денежная реформа и была отменена карточная система снабжения. В 1948 — 1951 годах ежегодно цены на товары снижались от 10 % до 13 %.
22 октября 1948 года Постановлением Совета Министров СССР городу было присвоено наименование Жданов в честь советского партийного и государственного деятеля Андрея Жданова, который родился тут в 1896 году.

### Развитие экономики города
В 1950-80-х годах город Жданов продолжал развиваться как крупный промышленный центр и портовой город. В 1950-х годах наращивались производственные мощности на ведущих предприятиях города — металлургических заводах. Здесь были сооружены новые доменные печи, мартеновские и конвертерные цеха, мощные прокатные станы (слябинг «1150», цех холодного проката на заводе имени Ильича), трубосварочный стан «1020», агломерационные фабрики. В 1970-х годах произошла реконструкция доменного и мартеновского цехов «Азовстали». До ранга всесоюзных ударных строек были приравнены строительства прокатных станов «3600» на заводе «Азовсталь» и «3000» на заводе имени Ильича.
Практически вся конвертерная сталь СССР выплавлена на агрегатах ПО «Ждановтяжмаш», а цистерны этого производственного объединения обеспечивали 1/6 грузооборота всех железных дорог Советского Союза.
В порту сооружались новые причалы и целые районы. Они оснащались новым оборудованием и механизмами. В 1953 году в городе было создано Азовское районное управление Черноморского пароходства, которое в 1967 году преобразовалось в Азовское морское пароходство (АМП). С сентября 1961 года его суда осуществляли загранперевозки в 200 портов мира (50 стран). 6 ноября 1957 года коллектив Ждановского порта стал победителем в соцсоревновании среди портов страны в честь 40-летия Великой Октябрьской социалистической революции завоевал переходящее Красное знамя Министерства морского флота СССР. К концу 1970-х суда посещали около 400 портов более 70 стран мира. 28 июля 1970 года Указом Президиума Верховного Совета СССР звание Героя Соцтруда присвоено боцману парохода «Пролетарск» Азовского районного управления Черноморского пароходства М. М. Яровому. 1 декабря 1971 года Азовское морское пароходство (АМП) награждено орденом Трудового Красного Знамени за заслуги в развитии морского транспорта и в связи со 100-летием со дня основания. В 1975 году суда АМП посещали 425 портов 76 стран мира.
В связи с расширением промышленного и жилищного строительства в городе были созданы мощные строительные организации — тресты «Азовстальстрой», «Ждановметаллургстрой», «Ждановжилстрой», «Донбассметаллургмонтаж» и другие. Продолжали развиваться предприятия лёгкой и пищевой промышленности. 11 марта 1956 года на механическом заводе освоен выпуск баллонов для газовой смеси для отправки участникам дрейфующих полярных станций «Северный полюс-3» и «Северный полюс-4». 27 апреля 1961 года коксохимическому заводу присуждено звание «Предприятие коммунистического труда» (первому в городе Жданове и одному из первых в УССР) с вручением диплома и Красного Знамени на вечное хранение. 21 июля 1966 год Указом Президиума Верховного Совета СССР трест «Донбассметаллургмонтаж» награждён орденом Трудового Красного Знамени. 26 июля того же года Указом Президиума Верховного Совета СССР звание Героя Соцтруда присвоено бригадиру монтажников Ждановского специализированного управления № 112 треста «Донбассстальконструкция» Ф. Б. Журавскому. 4 августа звание Героя Соцтруда присвоено начальнику комбината «Ждановстрой» И. П. Голубеву. 11 августа 1966 года Указом Президиума Верховного Совета СССР за большие успехи в выполнении заданий семилетнего плана по строительству объектов металлургической промышленности Донбасса и достижение высоких показателей в работе трест «Ждановметаллургстрой» награждён орденом Ленина. В 1969 году на заводе технологического оборудования медицинской промышленности освоено производство новой машины для укупорки флаконов с плазмой — вакуум-закаточный полуавтомат. В июне 1970 года коллектив завода металлоконструкций изготовил телевизионную башню к 50-летию Армянской ССР. 26 апреля 1971 года Указом Президиума Верховного Совета СССР звание Героя Соцтруда удостоена бригадир гормолокозавода Е. В. Овчаренко. В мае 1972 года коллектив завода минеральной ваты освоил выпуск нового строительного материала акмиграна — акустической плитки из минераловатных гранул: с пуском производства по выпуску акмиграна в Жданове СССР отказался от закупок его за рубежом. 18 ноября 1975 года на Ждановском радиаторном заводе выпущен миллионный радиатор со дня основания завода. 27 марта 1978 года сетевязальщица Ждановской сетевязальной фабрики Г. Г. Бабенко первой среди трудящихся города завершила личный пятилетний план и взяла обязательство выполнить за пять лет две пятилетки. В 1980 году на чулочной фабрике изготавливались 25 наименований чулочно-носочных изделий. 12 видам из которых присвоен государственный Знак качества (в общем количестве — 95 % детских изделий). В мае 1981 года со сборочного конвейера завода «Электробытприбор» сошла 50-тысячная стиральная машина «Донбасс». 18 ноября 1985 года указом Президиума Верховного Совета СССР за большие заслуги в развитии коксохимического производства, успешное выполнение планов и соцобязательств и в связи с 50-летием Ждановский коксохимический завод имени 60-летия СССР награждён орденом Трудового Красного Знамени. 21 августа 1988 года указом Президиума Верховного Совета СССР капитану сейнера Северо-Азовского рыбакколхозсоюза В. В. Дубине присвоено звание Героя Социалистического Труда. В ноябре 1988 года завод металлоконструкций отправил уникальные конструкции в Москву (они служили основой для шатра Казанского вокзала).
Хронологическая таблица развития крупнейших предприятий города
| Год  | ММК имени Ильича | Азовсталь | Азовмаш |
| ---- | --- | --- | --- |
| 1950 | Ильичёвские металлурги получили заказы на поставку листа и труб для крупнейших строек на Волге и Днепре (ГЭС). По итогам работы в IV квартале 1950 года трубопрокатному цеху завода имени Куйбышева присвоено звание «Лучший прокатный цех страны» с присуждением переходящего Красного Знамени Советов Министров СССР. 1 июня создан газовый цех. 31 августа выдала первый чугун восстановленная после 9-летнего перерыва доменная печь № 1. Новым директором завода назначен Гавриленко, Николай Георгиевич. | 17 января трест «Азовстальстрой» награждён орденом Ленина за образцовое выполнение задания правительства по восстановлению завода «Азовсталь». | |
| 1951 | В сентябре был пущен первый в СССР стан по производству спиральношовных труб диаметром 650 мм (стан «650»: это тало рождением трубосварочного цеха № 2) и восстановлен стан «4500». 8 апреля возобновлён выпуск газеты «Ильичёвец». Восстановлена мартеновская печь № 8 | Восстановлены мартеновские печи № 9 (25 февраля) и № 10 (10 декабря). | |
| 1952 | В январе 1952 года вошла в строй мартеновская печь № 9, тогда же восстановлен толстолистовой прокатный стан «1250» (ныне — стан «4500»). | Вошли в строй мартеновская печь № 11 (23 ноября) и цех рельсовых скреплений (15 мая). | |
| 1953 | Вступила в строй восстановленная мартеновская печь № 11 — последний восстанавливаемый объект завода. Началось строительство доменной печи № 2 на месте старой. | 25 февраля пущена аглофабрика, а 23 октября — крупносортный прокатный цех. | |
| 1954 | В сентябре 1954 года доменная печь № 2 с полным комплексом сооружений дала первый чугун. | Впервые в СССР освоено производство рельсов длиной 25 метров. | |
| 1955 | Построен цех спирально-сварных труб (на заводе имени Куйбышева). В ноябре 1955 года пущена новая АТС в цехе связи. | 7 апреля введено в эксплуатацию шлакопомолочное отделение мартеновского цеха, началось производство фосфатшлака — ценного минерального удобрения для сельского хозяйства. | |
| 1956 | Начаты работы над созданием технологии производства баллонов способом закатки. В мартеновском цехе № 9 (площадка «Б») были построены торцевой элеватор и стационарный транспортёр. | | |
| 1957 | 18 мая изготовлена 50-тысячная цистерна — первая из 60-тонных. 25 августа после реконструкции дала чугун доменная печь № 1. Организована Центральная заводская лаборатория. | 26 апреля сдана в эксплуатацию мартеновская печь № 2. | |
| 1958 | 2 февраля началось строительство крупнейшей в СССР и Европе доменной печи № 3. 30 ноября вступила в строй самая мощная доменная печь — «Ждановская-Комсомольская» № 3. В апреле 1958 года трубопрокатный завод имени Куйбышева был объединён с заводом имени Ильича, а на базе УКСа завода имени Ильича организован трест «Ждановметаллургстрой», из состава завода выделен ЖЗТМ. 28 мая создан ПКО завода. 1 июля воссоздан ОРС завода. Новым директором завода назначен Козаченко, Валентин Григорьевич. | 19 сентября вступила в строй мощная доменная печь — «Донецкая-Комсомольская» № 5. | 25 апреля постановлением № 325 Совмина УССР и Распоряжением № 314-Р от 28 апреля 1958 года Сталинского совнархоза на базе машиностроительных цехов металлургического завода имени Ильича был создан Ждановский завод тяжёлого машиностроения (ЖЗТМ), который через несколько лет стал одним из крупнейших предприятий в отрасли — производственным объединением «Ждановтяжмаш» (современный «Азовмаш»). |
| 1959 | 21 апреля введён в строй трубоэлектросварочный стан № 2 спиральной сварки (стан «650-2»). В мае 1959 года создана ЦЛАМ. В июне 1959 года строители приступили к сооружению листопрокатного стана «1700», который первоначально проектировался для Коммунаровского металлургического завода. В сентябре 1959 года сдана в эксплуатацию доменная печь № 2 (по последнему слову науки и техники). Новым директором завода назначен Шаламов, Иван Иванович. | 5 мая начало выдавать продукцию отделение прокатки помольных шаров. 29 августа выдала первый чугун доменная печь — «Донецкая-Комсомольская» № 6. | |
| 1960 | 3 июня Совет Министров СССР принял постановление о строительстве цеха холодного проката. 20 октября начато строительство нового мартеновского цеха мощностью 3,5 млн тонн в год. 2 декабря строители приступили к сооружению цеха слябинг «1150», в декабре также приступили к строительству цеха холодного проката. 25 декабря 1960 года сдана в эксплуатацию первая очередь тонколистового прокатного стана «1700» (длина цеха — 1,5 км, площадь — 11 га): это событие ознаменовало собой начало реконструкции предприятия. | 4 мая начался переход мартеновского цеха на природный газ: первой приняла его мартеновская печь № 5. | На заводе были изготовлены: первый сталеразливочный ковш сварной конструкции ёмкостью 350 тонн, первая в СССР обжиговая печь диаметром 3,6 метра и длиной 50 метров. |
| 1961 | 1 февраля возрожена ЦЭТЛ. В мае 1961 года выделена в самостоятельную ЦЛМТ. 22 ноября в трубосварочном цехе № 2 изготовлены первые трубы диаметром 1020 мм со спиральным швом для магистральных газопроводов. | | Начато строительство ЦМК (цеха металлоконструкций) общей площадью почти 110 тыс. квадратных метров. |
| 1962 | 15 января вступила в строй 1-я очередь крупнейшего в мире слябинга «1150». В течение февраля — декабря 1962 года введён в строй новомартеновский цех с 6-ю сверхмощными сталеплавильными печами: первая 650-тонная мартеновская печь № 1 новомартеновского цеха пущена 23 февраля, 2-я — 12 марта, 3-я — 13 апреля, 4-я (900-тонная) — 27 июля, 5-я — 30 сентября, последняя 6-я — 30 декабря. В июле 1962 года создан автотранспортный цех, а в августе — цех подготовки составов. 3 сентября сталевар М. С. Гонда выступил инициатором социалистического соревнования за увеличение часовой производительности металлургических агрегатов. Новым директором завода назначен Жигула, Александр Владимирович. | | 22 февраля постановлением ЦК КПСС и Совета Министров СССР организовано производство кислородных конвертеров ёмкостью 100—250 тонн, а сам завод определён генеральным предприятием по производству конвертеров для металлургических заводов. |
| 1963 | В связи с пуском новомартеновского цеха 12 января ЦК КПУ и Совет Министров УССР поздравили строителей Жданова с большой трудовой победой. В феврале создан ЦРПО. 14 июня введён в действие первый трубосварочный стан «1020-1». В сентябре 1963 года в трубосварочном цехе закончена реконструкция стана «650-1» для производства труб диаметром 1020 мм 11 декабря введена в эксплуатацию вторая очередь тонколистового прокатного цеха «1700», а 20 декабря пущен цех холодного проката. 28 декабря введён в действие второй трубосварочный стан «1020-2». Введена в эксплуатацию доменная печь № 4. Новым директором завода назначен Куликов, Вячеслав Онуфриевич. | | В июле 1963 года был изготовлен первый конвертор. Впервые в мире изготовлен сталеразливочный ковш ёмкостью 480 тонн. |
| 1964 | 22 января дала первый чугун доменная печь № 4 имени XIV съезда ВЛКСМ. 18 марта дал первую сталь первый конвертерный цех (это был первый конвертор, сооружённый силами ПО «Ждановтяжмаш» ещё в июле 1963 года), а в апреле 1964 года — второй конвертер. 17 апреля начался выпуск труб большого диаметра для Якутского магистрального газопровода. 18 июля сдан в эксплуатацию конвертерный цех. 30 августа завод посетил космонавт Г. С. Титов. 10 ноября введена первая очередь кислородного цеха. | 30 апреля введены в эксплуатацию пятая и шестая печи известково-обжигательного отделения. В том же году разработали и внедрили технологию закалки рельсовых концов токами высокой частоты. | 15 апреля изготовлены первые три 120-тонные восьмиосные безрамные цистерны — флагманы отечественного большегрузного машиностроения. |
| 1965 | 24 декабря вступила в строй доменная печь № 5 имени XXIII съезда КПСС. 31 декабря бригады 6-й печи мартеновского цеха № 1 М. С. Гонды, А. М. Бульского, Г. Г. Демиденко и В. И. Якименко установили мировой рекорд использования агрегата — выплавили за год 560 тыс. тонн стали. 31 декабря пущены цеха РМЦ-2 и ЭРЦ-1, блок ремцехов. В 1965 году введена вторая очередь цеха холодной прокатки. Поставки труб для газопровода «Бухара — Урал». | | В цехах завода впервые в мировой практике изготовлена железнодорожная цистерна с наружным электрообогревом и термоизоляцией для перевозки легкозатвердевающих продуктов. |
| 1966 | 13 марта пущен в эксплуатацию третий конвертер. 22 марта Указом Президиума Верховного Совета СССР звание Героя Соцтруда присвоено сталевару мартеновского цеха М. С. Гонде, директору завода В. О. Куликову. 26 апреля создан цех ширпотреба (ныне ЦТНП). 1 июня создан цех ЭРЦ-2. 27 августа была пущена крупнейшая в Европе аглофабрика Ждановского завода имени Ильича. 24 октября металлургический завод имени Ильича за успехи, достигнутые в выполнении социалистических обязательств в честь 50-летия Великой Октябрьской революции, награждён Памятным Красным знаменем ЦК КПУ, Президиума Верховного Совета УССР и Укрсовпрофа. 17 декабря сталевары мартеновской печи № 6 цеха № 1 М. С. Гонда, А. М. Бульский, В. И. Якименко, Г. Г. Демиденко установили новый рекорд по выплавке стали на большегрузных печах (за год сварили более 767,4 тыс. тонн стали). | 14 января Президиум Верховного Совета СССР своим указом за достигнутые успехи в выпуске металла и умелое использование резервов производства наградил завод «Азовсталь» орденом Трудового Красного Знамени. 22 марта Указом Президиума Верховного Совета СССР звание Героя Соцтруда присвоено старшему сварщику крупносортного цеха завода «Азовсталь» П. Д. Гнедому, старшему газовщику коксохимического завода Н. С. Ковальчуку, директору завода «Азовсталь» В. В. Лепорскому. | 9 июля звание Героя Соцтруда присвоено Указом Президиума Верховного Совета СССР токарю-расточнику завода А. К. Козелу. |
| 1967 | 8 января завод посетил генеральный секретарь КПСС Л. И. Брежнев. 31 марта создан кузнечно-прессовый цех. 1 августа создан цех ремонта оборудования аглофабрики. 30 сентября вступил в строй первый в СССР агрегат непрерывного оцинкования в цехе холодного проката. | 24 декабря коллектив мартеновской печи № 9 участвовал в выплавке 100-миллионной тонны стали, сваренной в СССР с начала 1967 года. | |
| 1968 | 10 января создан модельный цех. 30 марта создан котельно-монтажный цех (ныне — ЦМК). 23 августа образован отдел ремонтов. | 24 ноября комсомольской организации завода вручено Памятное знамя ЦК ЛКСМУ за трудовые успехи, достигнутые в честь 50-летия Комсомола | Впервые в СССР спроектирован и изготовлен конвертер ёмкостью 250 тонн (для Карагандинского металлургического комбината) и домкратное устройство подъёмностью 1600 тонн для монтажа конвертера. |
| 1969 | 11 февраля завод посетил космонавт Г. Т. Береговой. 12 апреля пущена вторая очередь аглофабрики. | | Налажено производство железнодорожных цистерн. 29 августа указом Президиума Верховного Совета СССР токарю Г. Я. Зуеву присвоено звание Героя Соцтруда. Впервые в СССР изготовлен на экспорт комплекс напольно-транспортного оборудования для конвертерного цеха в Алжире. |
| 1970 | 23 декабря пущен фасонно-сталелитейный цех. Новым директором завода назначен Волков, Юрий Павлович. | | 1 августа впервые в истории ЖЗТМ четырём изделиям был присвоен государственный Знак качества: железнодорожные цистерны для вязких нефтепродуктов, фенола, слабой азотной кислоты, жёлтого фосфора. Налажено производство портовых кранов (для строительства ГЭС, судоверфей, крупных новостроек страны) — первый портальный кран КПМ-32 отправлен заказчику в июле 1970 года.                           |
| 1971 | 13 февраля Президиум Верховного Совета СССР за большие успехи, достигнутые трудящимися завода в выполнении заданий пятилетнего плана по увеличению выпуска металла и в улучшении производства, наградил Ждановский ордена Ленина металлургический завод имени Ильича орденом Октябрьской Революции. В мае 1971 года металлурги Ждановского завода имени Ильича выступили инициаторами соревнования за увеличение производства товаров народного потребления. Ильичёвцы обязались дать сверх плана в первом году пятилетки на миллион рублей товаров народного потребления. В 1971 году введена установка для десульфации чугуна. | 30 марта Указом Президиума Верховного Совета СССР звание Героя Соцтруда присвоено сталевару Г. Я. Горбаню и сталевару мартеновского цеха № 2 завода имени Ильича В. П. Клименко. В декабре 1971 года создан цех сортового стекла. | 12 февраля указом Президиума Верховного Совета СССР Ждановский завод тяжёлого машиностроения награждён орденом Ленина за досрочное выполнение пятилетнего плана. 5 апреля звания Героя Соцтруда удостоены директор завода В. Ф. Карпов и бригадир комплексной бригады треста «Азовстальстрой» М. С. Бодашевский. Освоено серийное производство полувагонов.                                             |
| 1972 | В марте на заводе учреждён переходящий приз имени Макара Мазая. 28 июня аглофабрика произвела 50-миллионную тонну агломерата. | 27 октября литейному чушковому чугуну, рафинированному продувкой магнием, присвоен государственный Знак качества: это первая металлургическая продукция в городе, удостоенная этого знака. | |
| 1973 | 14 мая на слябинге-1150 прокатана 50-миллионная тонна слябов со дня ввода. 22 декабря на печи № 6 мартена-1 сварена 50-миллионная тонна украинской стали. Новым директором завода назначен Плискановский, Станислав Тихонович. | 21 июня пущен прокатный стан «3600» производительностью 1,75 млн тонн листового проката для автомобилестроения, судостроения, производства газопроводных труб большого диаметра на Харцызском, Челябинском и Волжском трубных заводах. 28 августа ЦК ВЛКСМ и Министерство строительства предприятий тяжёлой индустрии СССР присудили коллективу строителей стана «3600» первое место в соревновании всесоюзных ударных строек. 2 ноября закончено сооружение всех объектов первой очереди толстолистового прокатного стана «3600». 25 декабря на 9-й мартеновской печи выплавлена с начала года 50-миллионная тонна украинской стали: юбилейную плавку провели прославленные металлурги Донбасса. 26 декабря Указом Президиума Верховного Совета СССР за выдающиеся заслуги при сооружении стана «3600» звание Героя Соцтруда присвоено начальнику комбината «Ждановстрой» М. И. Почкайлову, бригадиру штукатуров СУ-3 треста «Азовстальстрой» М. Ф. Короткой, бригадиру монтажников СУ-206 треста «Донбассметаллургмонтаж» П. Т. Медведскому. | |
| 1974 | 31 октября конвертерный цех выдал 20-миллионную тонну стали со дня пуска. 10 декабря на печи № 6 бригада сталевара В. Е. Горбатенко установила рекорд, сварив плавку в 903,2 т за 4 часа 25 минут. | 4 января по случаю пуска прокатного стана «3600» на заводе «Азовсталь» состоялся митинг, в котором принял участие и выступил член Политбюро ЦК КПСС, первый секретарь ЦК КПУ В. В. Щербицкий, строителям были вручены высокие правительственные награды. 16 июня бригадир монтажников СУ-4 треста «Азовстальстрой» Герой Соцтруда М. С. Бодашевский избран депутатом Верховного Совета СССР. | |
| 1975 | В марте рафинированному чугуну присуждён «Знак качества». 20 октября создан весовой цех. 31 декабря коллектив печи № 6 рапортовал о выплавке 1 миллиона тонн стали за год. | | Пущен цех железнодорожных полувагонов. Для Румынии предприятием отгружены 2 доковых козловых крана грузоподъёмностью по 480 тонн с шириной проёма 115 м, высотой подъёма 66 м. |
| 1976 | 1 января ЦК КПУ и Совет Министров УССР направили поздравления сталеварам мартеновской печи № 6 и всему коллективу сталеплавильного цеха с замечательной трудовой победой — досрочным выполнением заданий пятилетнего плана и социалистических обязательств, выплавкой в 1975 году миллиона тонн стали. 7 сентября аглофабрика выработала 100-миллионную тонну агломерата. | 16 февраля за досрочное выполнение заданий девятого пятилетнего плана и принятых социалистических обязательств по увеличению производства металлопродукции, освоение выпуска новых видов проката и достижение высоких технико-экономических показателей работы завод «Азовсталь» награждён орденом Октябрьской Революции. | 3 марта звание Героя Соцтруда присвоено Указом Президиума Верховного Совета СССР А. М. Шеховцову, токарю завода. 15 сентября на базе Ждановского завода тяжёлого машиностроения, инженерных служб и исследовательских лабораторий, а также СМУ образовано производственное объединение «Ждановтяжмаш».                                                                                                  |
| 1977 | 14 февраля на доменной печи № 5 выплавлена 80-миллионная тонна чугуна со дня пуска. 29 марта на ЛПЦ-1700 прокатана 50-миллионная тонна проката со дня пуска. 1 апреля коллектив мартена № 1 выплавил 50-миллионную тонну стали со дня пуска. 29 апреля введён второй агрегат горячего оцинкования в ЦХП. 1 ноября в копровом цехе спрессован первый пакет. | 24 ноября введена в действие первая очередь кислородно-конверторного цеха для выплавки спецсталей для нового стана «3600». | 1 января Госсовет Польской Народной Республики наградил Командорским орденом ПНР со Звездой коллектив ПО «Ждановтяжмаш» за помощь в строительстве металлургического комбината в Катовице. 16 апреля выпущена 250-тысячная железнодорожная цистерна. Начат монтаж первого в мировой практике транспортно-отвального комплекса производительностью 2 100 тонн в час для рудника «Жанатас» ПО «Каратау».   |
| 1978 | 23 июля в конвертерном цехе выплавлена 30-миллионная тонна стали. | 26 января Указом Президиума Верховного Совета СССР сталевар Герой Соцтруда Г. Я. Горбань за достижения выдающихся успехов в выполнении соцобязательств по выплавке стали, улучшение качества металла и проявленный трудовой героизм награждён орденом Ленина и второй Золотой медалью «Серп и молот». 8 июня Указом Президиума Верховного Совета СССР присвоено звание Героя Соцтруда с вручением ордена Ленина и Золотой медали «Серп и Молот» за выдающиеся производственные успехи, достигнутые при строительстве кислородно-конвертерного цеха В. Д. Абашкину — бригадиру монтажников треста «Азовстальконструкция», А. В. Крупченко — бригадиру слесарей-сантехников Ждановского СУ-572 треста «Донбассантехмонтаж», А. П. Рытову — монтажнику треста «Ждановметаллургстрой». В октябре 1978 года комсомольско-молодёжный коллектив мартеновской печи № 11 стал победителем республиканского соцсоревнования в честь 60-летия ВЛКСМ и первым обладателем приза ЦК ЛКСМУ имени Макара Мазая за сталь высокого качества.                    | 6 апреля выполнено мартовское задание по производству 120-тонных цистерн для БАМа. Впервые в СССР изготовлен первый роторный экскаватор ЭРП-250 мощностью 2500 кубометров в час для предприятия «Экибастузуголь» (Казахская ССР). Токарь Виктор Товкач стал победителем конкурса молодых рабочих заводов социалистических стран, который состоялся в немецком Магдебурге.                               |
| 1979 | 1 августа сдано фруктохранилище на 6 000 тонн. | 14 — 16 июля в доменном цехе состоялся первый республиканский конкурс молодых доменщиков. Летом 1979 года директору завода «Азовсталь» В. В. Лепорскому и ещё нескольким инженерам завода за разработку и широкое внедрение высокопроизводительных слябовых машин непрерывного литья заготовок криволинейного типа для металлургических комплексов большой мощности присуждена государственная премия СССР. | 16 августа ПО «Ждановтяжмаш» вручён диплом официального поставщика XXII Олимпийских игр 1980 года. Изготовлен козловой кран для «Атоммаш» грузоподъёмностью 630 тонн. |
| 1980 | 10 августа на доменной печи № 5 бригада Д. И. Ушкалова сварила 100-миллионную тонну ильичёвского чугуна. Новым директором завода назначен Безнос, Виктор Иванович. | 20 февраля введён в эксплуатацию электросталеплавильный цех. | |
| 1981 | | 2 марта Указом Президиума Верховного Совета СССР звание Героя Соцтруда присвоено горновому доменного цеха Дмитрию Николаевичу Овчаренко. 4 ноября в кислородно-конвертерном цехе сварена «Плавка дружбы народов» в честь начала вахты под девизом «60-летию СССР — 60 ударных трудовых недель». | 9 апреля Приказом № 37 министра тяжёлого и транспортного машиностроения СССР в ПО создано Головное специализированное конструкторское технологическое бюро (ГСКТБ), директором которого позже стал В. Л. Крупенев |
| 1982 | 13 февраля в ФСЛЦ выплавлена миллионная тонна стали. 19 июля в мартеновском цехе № 1 выплавлена «Плавка дружбы» в честь Дня металлурга: её вели сталевары из Донецка, Краматорска, Енакиево, заводов имени Ильича и «Азовстали». 25 ноября на АГНЦ-1 прокатана 2-миллионная тонна оцинкованного листа. 10 декабря сдана внутризаводская поликлиника и здание УКСа. | В августе 1982 года учреждено звание «Почётный азовсталец» с вручением знака и удостоверения. 25 сентября состоялся третий республиканский конкурс молодых доменщиков: первое место и звание «Лучшая бригада доменщиков Украины» заняли азовстальцы, в конкурсе принимали участие доменщики из Донецка, Кривого Рога, Енакиево, Коммунарска, Макеевки, Запорожья, Днепропетровска и Днепродзержинска. На базе завода проходило совещание специалистов металлургической промышленности стран-членов СЭВ (Болгарии, Венгрии, ГДР, Кубы, Польши, Румынии, СССР, Чехословакии, Югославии). А за создание автоматизированных шаропрокатных станов и новой технологии горячей и холодной прокатки помольных шаров конструктору А. А. Машарову и начальнику цеха рельсовых скреплений Н. Н. Голодову присуждена Государственная премия СССР. | В 1982 году ПО было признано победителем Всесоюзного социалистического соревнования в ознаменование 60-летия СССР и занесено на Всесоюзную Доску почёта, объединению вручено красное Знамя ЦК КПСС, Совета Министров СССР, ВЦСПС, ЦК ВЛКСМ. |
| 1983 | 27 декабря состоялся торжественный пуск первой очереди толстолистового прокатного стана «3000» производительной мощностью 2,5 млн тонн проката в год (страна получила высокопрочный стальной лист для труб в условиях Крайнего Севера), а ровно через 4 года пущена вторая очередь стана. Мощность цеха возросла на 600 тыс. тонн листа в год. Новым директором завода назначен Гуров, Николай Алексеевич. | 18 января Юрию Ивановичу Пригоде, старшему оператору прокатного стана «3600» толстолистового цеха указом Президиума Верховного Совета СССР присвоено звание Героя Соцтруда. | В 1983 году на предприятии выпускалось 20 изделий с гос. Знаком качества, а продукция поставлялась в 24 страны мира. |
| 1984 | 9 января металлургические заводы переименованы в комбинаты имени Ильича и «Азовсталь». В июне 1984 года в мартеновском цехе № 1 сварена «Плавка мира и дружбы», посвящённая ударной вахте в честь 50-летия стахановского движения (скоростную плавку вели представители нескольких металлургических предприятий страны). | 9 января металлургические заводы переименованы в комбинаты имени Ильича и «Азовсталь». 15 июня указом Президиума Верховного Совета СССР бригадиру комплексной бригады СУ-4 треста «Азовстальстрой» А. С. Иващенко и бригадиру монтажников Ждановского СУ-449 треста «Донбасспромэлектромонтаж» А. Е. Шаповалову присвоено звание Героя Соцтруда. | |
| 1985 | 22 апреля на стане «3000» прокатали миллионную тонну высококачественного стального листа. 16 мая аглофабрика выработала 200-миллионную тонну агломерата. | | 21 октября принято решение об организации молодёжного жилого комплекса (МЖК) «Строитель». |
| 1986 | 1 октября создан цех ЦРМО-2. | | |
| 1987 | 20 февраля открыт музей истории комбината имени Ильича. | | |
| 1988 | В июне 1988 года комбинат имени Ильича приступил к осуществлению своей жилищной программы, возводя жилые дома хозяйственным способом. | | В мае 1988 года цистерностроители ПО приступили к выпуску большегрузных 125-тонных железнодорожных цистерн для перевозки светлых нефтепродуктов. |
| 1989 | 5 февраля создана единая автоматизированная система управления технологическими процессами (АСУТП). 1 апреля отделение шлакопереработки преобразовано в кооператив. В апреле на базе ряда цехов создан ремонтно-механический завод. | | |
| 1990 | 1 октября все цехи комбината имени Ильича переведены на коллективный подряд. Новым директором завода назначен Бойко, Владимир Семёнович. | | |

### Общественная жизнь города в 1950-70-х годах
Границы города расширились на север: вместе со станом «1700» был построен посёлок Мирный, рядом со старым городом были выстроены микрорайоны пятиэтажек. За 50-е годы было построено 629 тыс. м² жилья. Согласно постановлению Совета Министров СССР от 1955 года городское строительство стало в обязательном порядке планироваться. Сооружались новые жилые массивы с комплексами культурно-бытовых учреждений, зонами отдыха. Одновременно постановлением ЦК КПСС и Совета Министров СССР в ноябре 1955 года «Об устранении излишеств в проектировании и строительстве» ограничивались украшения фасадов зданий, унифицировались проекты жилых домов по всему СССР. К концу 1950-х годов удалось переселить всех жителей коммунальных квартир крупных городов в отдельные квартиры. К июлю 1953 года были завершены работы по реконструкции центральной части города: на месте одноэтажных домов возведены многоэтажные здания. В послевоенное время преобразились парки и скверы города (городской парк культуры и отдыха имени А. Жданова, городской сквер имени Сталина, Ильичёвский парк имени Н. С. Хрущёва (позже — Петровского), в Портовском районе — парк имени Молотова, Приморский бульвар по Портовой улице), 16 июля 1949 года трестом «Азовстальстрой» в Орджоникидзевском районе построен парк площадью в 12 га). В 1948—1950 годах на улицах, парках и скверах города было высажено 62 000 деревьев и 77 000 кустарников. С 1950-х годов в здании школы ФЗО завода «Азовсталь» (переулок Кузнечный, 3) расположилось Ждановское педагогическое училище, а с 1959 года — детская музыкальная школа № 1 (директор И. И. Алексеев) — сейчас в этом здании — служба «Энергонадзора». 1958 года в здании Ждановского ремесленного училища № 6 (располагалось по адресу ул. Митрополитская, 61) стало работать ПТУ № 3. Спортивный Жданов праздновал победу мариупольского гимнаста Виктора Чукарина, который на XV Олимпийский играх 1952 года (Хельсинки) стал первым советским чемпионом по спортивной гимнастике. 25 февраля 1953 года сооружён ДК Строителей. В феврале того же года открыта библиотека имени А. С. Пушкина с читательским и абонементными залами (книжный фонд — 10 200 томов). Уже в 1954 году был закрыт и снесён центральный рынок на Базарной площади (долгое время площадь не имела своего наименования — троллейбусная остановка называлась «Швейфабрика» и лишь в 1983 году стала называться площадью Освобождения). 11 января 1959 года открылся ДК Моряков в Портовском районе.
В 60-х годах осуществлялось большое домостроение. В 1960—1961 годах Портовской посёлок и посёлок завода имени Ильича были соединены с городом жилищными кварталами с развитой спортивной инфраструктурой. 4 июля 1954 года открылся стадион «Металлург» завода «Азовсталь». 1 мая 1957 года сдана в эксплуатацию больница завода имени Куйбышева. 1 мая 1958 года открыт ДК коксохимзавода. В 1959 году приказом Министерства морского флота СССР в Жданове был основан факультет Одесского института инженеров морского флота (сейчас — Азовский морской институт Одесской национальной морской академии). 22 апреля 1960 года были переименованы проспект Республики (в проспект Ленина) и улица Ленина (в улицу Донбасскую). В октябре 1962 года создан спортивный клуб «Азов» завода имени Ильича, а в 1964 году создана ДЮСШ (детско-юношеская спортивная школа) при спортклубе «Азов». 25 апреля 1964 года в ДК имени Карла Маркса состоялся первый вечер посвящения в рабочий класс молодых тружеников завода имени Ильича. Кроме того, в 1964 году создан клуб туристов завода имени Ильича, а 30 августа — в гости к трудящимся завода имени Ильича приехал космонавт Г. С. Титов, по случаю чего состоялся митинг, на котором выступил космонавт. 7 марта 1965 года на заводе «Азовсталь» открыт первый в городе заводской клуб друзей книги. В декабре 1965 года на заводе имени Ильича основана любительская киностудия «Пламя». 1 сентября 1966 года состоялось открытие вечерней средней школы № 17. 24 сентября 1966 года ждановцы впервые отметили день машиностроителя, установленный Указом Верховного Совета СССР. 4 ноября 1966 года состоялся городской митинг, посвящённый открытию памятника «Борцам за Советскую власть». 10 октября 1967 года закончился месячник по благоустройству города, посвящённый 50-летию Великого Октября (в нём приняло более 15 000 человек). В ноябре 1967 года первых учащихся приняли новые корпуса ГорПТУ № 4, построенные Ждановским заводом тяжёлого машиностроения. С 1967 года в городе началось присуждение звания «Почётный гражданин города Жданова». Первым почётным гражданином города был трижды герой Советского Союза, маршал авиации А. И. Покрышкин (в сентябре 1943 года он принимал участие в освобождении Мариуполя). 30 октября 1968 года в ДК Карла Маркса завода имени Ильича создан танцевальный ансамбль «Весна» под руководством хореографа Д. Рохмана. В мае 1969 года для участия в Неделе советско-германской дружбы в ГДР выезжал лауреат всесоюзного и республиканского фестивалей народный вокально-инструментальный ансамбль «Молодые голоса» ДК «Искра».
В 1960-х годах в городе работали 2 ВУЗа — металлургический институт и филиал Одесского института инженеров морского флота, 8 техникумов, 14 профессионально-технических училищ, 66 общеобразовательных школ, 5 школ рабочей молодёжи и заочных, 8 детских музыкальных школ, 16 детских спортивных школ, детская художественная школа (открыта к годовщине Великой Победы, 9 мая 1972 года), станция юных техников, флотилия юных моряков, три районных дома пионеров и школьников, городской дом пионеров (здание построено в 1987 году). Сеть дошкольных учреждений составила 167 детских садов и садов-яслей. Продолжали развиваться учреждения культуры, физкультуры и спорта. В 1959 году в городе была восстановлена деятельность русского драматического театра, а в 1960 году прекрасное новое здание театра украсило центр города. Были открыты музыкальное училище и выставочный зал имени Архипа Куинджи, получила новое помещение городская библиотека имени В. Г. Короленко, сооружено несколько дворцов культуры и спорта, стадионов и плавательных бассейнов.
1 ноября 1965 года открыто новое здание Дома связи. Во время пребывания в должности первого секретаря горкома КПУ Владимира Цыбулько (1966—1968) была принята городская программа развития спорта, рассчитанная на три года, так называемая «спортивная трёхлетка». Согласно этой программе, в городе были построены плавательные бассейны и стадионы. Общий жилищный фонд города составил в 1967 году 3 млн м². В 1967 году начато строительство нового аэропорта «Мариуполь». В 1966 году построен ДК «Искра» (архитектор М. Ю. Петухов). В 1967 году в честь 50-летнего юбилея Октябрьской революции названы «Юбилейными» вновь построенные кинотеатр и 2 гастронома-близнеца в Ильичёвском и Жовтневом районах. При В. М. Цыбулько построены таксомоторный парк, расширен молокозавод, возведены новые пивоваренный и хлебозавод в Орджоникидзевском районе, перенесена нефтебаза из пляжной зоны города. В 1971 году построено здание Ильичёвского райкома КП Украины и райисполкома (архитектор К. И. Розенберг, ныне — здание Ильичёвского райсовета).
Наблюдая за ходом хозяйственных реформ, начатых в марте 1965 года по инициативе председателя Совета Министров СССР, 1 ноября 1966 года в Жданове находился председатель Совмина СССР Алексей Косыгин, который провёл в городе совещание хозяйственного руководства Донецкой области, а 8 января 1967 года город и металлургический завод имени Ильича посетил генеральный секретарь ЦК КПСС Леонид Брежнев.
17 мая 1966 года Ждановская городская комсомольская организация за вклад в восстановлении предприятий города награждена Орденом Трудового Красного Знамени.
7 января 1971 года указом Президиума Верховного Совета СССР город Жданов награждён Орденом Трудового Красного Знамени.
7 сентября 1978 года указом Президиума Верховного Совета СССР за заслуги трудящихся города в революционном движении, активное участие в борьбе с немецко-фашистскими захватчиками в годы Великой Отечественной войны, успехи, достигнутые в хозяйственном и культурном строительстве, и в связи с 200-летием со времени основания город Жданов награждён Орденом Октябрьской Революции.

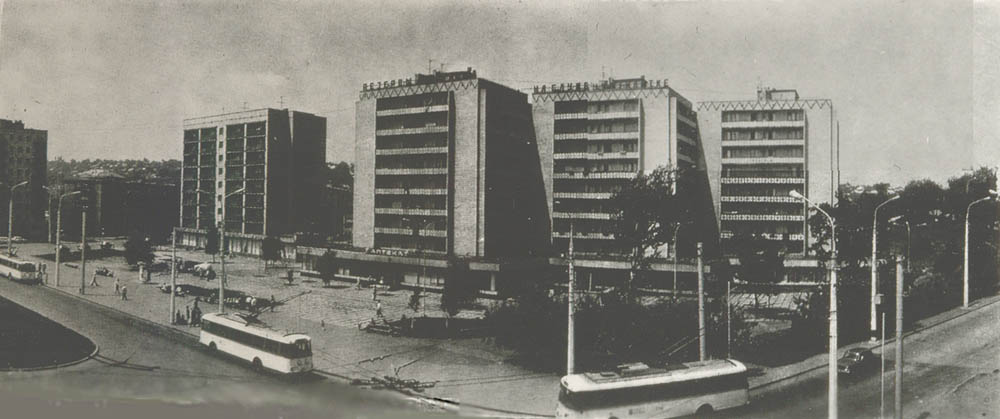
Мариуполь. Площадь у морвокзала в конце 1970-х годов

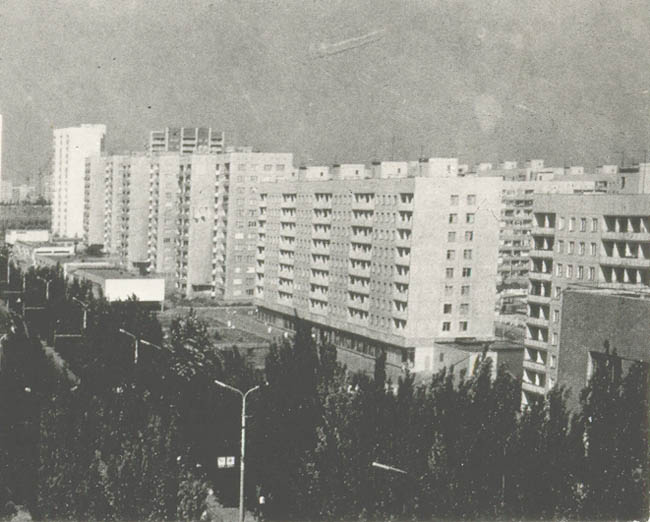
Мариуполь. Новые дома на проспекте Ленина в конце 1970-х годов

В 1970-е годы выросли новые высотные микрорайоны, сооружены новые школы, детские комбинаты, лечебные учреждения, профилактории, магазины и предприятия общественного питания. В 1950—1951 учебном году функционировало 45 общеобразовательных школ (в 1943—1944 только 30 школ), количество учащихся постоянно увеличивалось: 11 654 — в 1943/1944 году, 24 490 — в 1947/1948, 32 168 — в 1949/1950, 34 567 — в 1950/1951 году. Работало множество внеклассных кружков (в 1949/1950 учебном году их посещали 10 270 учащихся), в спортивных секциях занималось более 11 000 человек. Организовано проходили школьные летние каникулы — в 1950 году в пионерских лагерях находилось 15 000 детей.
Медицинскую помощь населению оказывали уже 32 больницы и поликлиники, 7 санэпидстанций, 44 аптеки и другие медицинские учреждения. На многих предприятиях действовали профилактории и ночные санатории. На берегу моря разместились многопрофильный санаторий «Металлург», детский санаторий имени Н. К. Крупской, дом отдыха «Мир» и 3 крупных санатория-профилактория, лагеря отдыха пионеров и школьников. К 30-летию Великой Победы в парке культуры и отдых имени 50-летия Великой Отечественной войны установлен бронекатер, затем огонь вечной славы, установлен танк «Т-34».
Богатой была и культурная жизнь города: 2 сентября 1970 года решением горисполкома был утверждён герб города Жданова. В 1970 году состоялось открытие плавательного бассейна «Нептун», а народный театр ДК «Азовсталь» стал лауреатом Всесоюзного конкурса, проведённого в честь столетия со дня рождения В. И. Ленина. Режиссёр этого театра заслуженный работник культуры УССР Л. А. Бессарабов награждён орденом Трудового Красного Знамени. 1 июля того же года Ждановский морской клуб ДОССАФ преобразован в морскую школу ДОСААФ, готовившую рулевых-сигнальщиков для Военно-морского флота СССР. В феврале 1971 года в Жданове открылся I Республиканский кинофестиваль «Человек труда на экране» на приз «Рабочей газеты». В 1971 году открыт выставочный зал А. И. Куинджи. В январе 1972 года концертный духовой оркестр ДК «Искра» (директор — В. Н. Папушников) удостоен звания народного коллектива. 1 февраля 1972 года в легкоатлетическом манеже «Азовсталь» состоялся товарищеский матч между сборными командами боксёров СССР и США. 28 декабря 1972 года в драматическом театре состоялся торжественный слёт молодёжи, посвящённый 50-летию образования СССР. 24 июля 1973 года на водной станции «Азовстали» проходил чемпионат СССР по морскому многоборью, в котором принимали участие около 200 спортсменов из 13 союзных республик. 10 сентября 1973 года в торжественной обстановке в связи с 30-летием со дня освобождения города от немецких захватчиков открыт памятный знак (самолёт) «Воинам-освободителям». 24 мая 974 года в городе побывал почётный гражданин Жданова — прославленный лётчик, трижды Герой Советского Союза, депутат Верховного Совета СССР, маршал авиации А. И. Покрышкин. В 1974 году первое место в области и переходящее Красное знамя завоевало по итогам соцсоревнования за 1974 год Ждановское городское отделение Украинского общества охраны природы, а коллектив физкультуры ЖЗТМ получил статус спортивного клуба с именем «Новатор». В феврале 1975 года комсомольско-молодёжные коллективы города включились во Всесоюзное соревнование по случаю 30-летия Победы в Великой Отечественной войне, проходящее под девизом «За себя и за того парня». 18 декабря 1975 года трудящиеся города досрочно выполнили задания девятой пятилетки, дополнительно к плану реализовано продукции на 86 миллионов рублей, более 40 видам продукции присвоен государственный Знак качества. В городе за период девятой пятилетки (1971—1975 годы) построено новое здание железнодорожного вокзала, таксомоторный парк, пивоваренный завод, новый цех гормолокозавода, реконструированы кондитерская и чулочная фабрики. В 1976 году за высокие показатели в соцсоревновании 18 трудовых коллективов города Жданова занесены в книгу трудовой славы на ВДНХ УССР. 12 марта 1977 года городу Жданову вручено переходящее Красное знамя ЦК КПСС, Совета Министров СССР, ВЦСПС и ЦК ВЛКСМ за победу во Всесоюзном социалистическом соревновании в первом году десятой пятилетки. 1 ноября 1977 года трудящиеся предприятий города выполнили социалистические обязательства, взятые к 60-летию Октябрьской Революции: введено в строй около 300 тыс. квадратных метров жилья, 3 новые школы, 5 дошкольных учреждений, мясокомбинат, агрегат горячего оцинкования на заводе имени Ильича и ряд других объектов. 24 ноября 1977 года в Жданове открылось 50-е юбилейное заседание Постоянной комиссии Совета экономической взаимопомощи (СЭВ) по чёрной металлургии. Это третье заседание комиссии, которое проводилось в нашем городе. 20 февраля 1978 года общественность города отметила 30-летие творческой деятельности актёра Донецкого областного русского драматического театра заслуженного артиста РСФСР Г. М. Лесникова. 25 апреля того же года отметили «золотой» юбилей сталевара, соратника Макара Мазая, Героя Соцтруда И. А. Лута — 50-летие трудового стажа работы на заводе. 8 — 12 мая 1978 года в честь Дня победы в городе проходили встречи с ветеранами 9-й гвардейской Мариупольско-Берлинской авиационной истребительной дивизии. 14 мая того же года мариупольцы принимали большую делегацию представителей трудящихся Магдебургского округа ГДР, прибывших в составе поезда дружбы в Донецкую область. 8 сентября 1978 года в драмтеатре состоялось торжественное заседание, посвящённое 200-летию города. Прибывший на торжества Председатель Совета министров УССР А. П. Ляшко зачитал Указ о награждении города орденом Октябрьской революции и прикрепил награду к городскому знамени. В 1978 году при ДК Карла Маркса завода имени Ильича создан детский театр «Ребята». В 1978 году в связи со 100-летним юбилеем Донецкий областной русский драматический театр (город Жданов) награждён орденом «Знак Почёта», в театре работало тогда 12 народных и заслуженных артистов. 22 — 28 февраля 1979 года в легкоатлетическом манеже завода «Азовсталь» проходил чемпионат Советского Союза по стрельбе из лука в закрытых помещениях. 28 декабря 1979 года открылся санаторий-профилакторий «Чайка» завода имени Ильича.
С развитием экономики города росло и количество его жителей: 1958 год — 280,3 тыс. чел, 1970 год — 436 тыс. чел, 1989 год — 540,3 тыс. чел. К концу 80-х годов в Мариуполе было 44 промышленных предприятия, 44 строительных и 10 транспортных организаций.

### Общественная жизнь города в 1980-х годах
На 1 января 1980 года население города составило 522 900 человек. 10 января 1980 года Министерство культуры УССР присвоило музею металлургического завода «Азовсталь» звание народного. В музее были собраны и бережно хранились документы, фотографии, вещи, отражающие историю предприятия. 10 июня того же года в ДК «Искра» открылось Всесоюзное совещание машиностроителей. Более 100 специалистов-создателей новых типов железнодорожных вагонов, металлургического и горнорудного оборудования, строительных и полиграфических машин, оборудования для энергетики и нефтехимии собрались, чтобы обменяться опытом, наметить планы. 17 июля 1981 года по случаю открытия памятника Г. К. Орджоникидзе в городе состоялся митинг. 20 — 24 октября 1981 года в городе проходил VI республиканский кинофестиваль «Человек труда на экране» (в 4-й раз в Жданове), главный приз достался фильму «Крупный разговор» (прообразом главного героя стал знаменитый ждановский строитель Герой Соцтруда М. С. Бодашевский). Здоровье жителей города по состоянию на 1981 год охраняла развитая система здравоохранения: 23 лечебно-профилактических учреждений, в том числе 6 объединённых больниц, 4 специализированные больницы (детская, скорой помощи, физиотерапевтическая, психиатрическая), 2 отдельных родильных дома, 7 диспансеров, 5 поликлиник, 2 стоматологические поликлиники, 6 санстанций, дезинфекционная станция, дом ребёнка, детский санаторий имени Крупской, санаторий «Меаллург», медсанчасть УВД. Систему здравоохранения города обслуживали 1 692 врача (в том числе 13 кандидатов медицинских наук) и 4 917 средних медицинских работников.
22 февраля 1982 года коллектив Донецкого областного русского драматического театра, театральная общественность торжественно отметили 70-летие со дня рождения и 50-летие служения театру народного артиста УССР кавалера ордена Трудового Красного Знамени Б. А. Сабурова. 15 июля 1982 года в торжественной обстановке был открыт новый Дворец металлургов завода имени Ильича, который располагал зрительным залом на 1 200 мест, кинозалом на 385 мест, спортзалом для игровых видов спорта (директором стал заслуженный работник культуры УССР В. П. Головань). В декабре 1982 года указом Президиума Верховного Совета УССР звание заслуженного учителя УССР присвоено Липке Л. Г. — преподавателю среднего городского профтехучилища № 4, а Почётное звание заслуженного работника профтехобразования УССР — Новикову А. П. — директору городского ПТУ № 1. 25 — 28 февраля 1984 года во дворце культуры «Искра», ДК Металлургов и в драматическом театре прошли гастроли театра-студии народного артиста СССР Сергея Образцова «Люди и куклы» со спектаклем «Остановите музыку». 15 октября 1984 года указом Президиума Верховного Совета СССР присвоено звание «Мать-героиня» 31 матери, проживающим в УССР, в том числе высокой награды была удостоена Курильченко М. И. — жительница Жданова. В 1983—1984 годах трудящиеся города перечислили в советский фонд мира 1 112 062,18 рублей.
Перестройка в СССР, которая началась с инициативы советского лидера Михаила Горбачёва, принесла много изменений в общественную жизнь города. В начале 80-х годов город захлестнула волна подростковой преступности, так называемые «войны микрорайонов». Кинофильм «Маленькая Вера» режиссёра-мариупольца В. Пичула, который вышел на экраны СССР летом 1988 года, наглядно показал моральную деградацию молодёжи промышленных городов СССР в начале перестройки.
В 1985 году население Жданова составило 523 450 человек (а на 1 января 1986 года — 547 200 человек). В январе 1985 года кинематографисты комбината «Азовсталь» завершили производство документального фильма «Сталевары», посвятив свою работу 50-летию мартеновского цеха. В апреле 1985 года Донецкий областной русский драматический театр за спектакль «Бои имели местное значение» удостоен диплома первой степени на Республиканском смотре спектаклей (г. Киев), а коллектив театра был награждён денежной премией. В июне того же года Флотилия городского клуба юных моряков имени Красной Азовской флотилии пополнилась 10 новыми учебно-парусными шлюпками типа ЯЛ-6 и ЯЛ-4 (изготовлены по решению Главнокомандующего ВМФ адмирала флота СССР С. Г. Горшкова). Почётный диплом Малого театра СССР за активное участие в пропаганде отечественной классики в период Всесоюзного смотра самодеятельного художественного творчества вручён коллективу театра-клуба «Диалог» ДК Строителей треста «Азовстальстрой». 22 — 25 октября 1987 года в Жданове в 4-й раз проводился фестиваль гитарной музыки (представители из 25 городов СССР).
В конце 80-х годов в Жданове появились первые общественные организации, не контролируемые коммунистической властью (по тогдашней терминологии «неформальные»), которые выступали за ликвидацию экологической опасности (движение «За чистый воздух»), возвращение городу его исторического имени (А.Жданов был апологетом сталинской внутренней политики после Второй мировой войны и ассоциировался с репрессиями 40-х годов против культуры — «За Мариуполь»), за возрождение национальных культур (ТУМ, МЕКПТ, общество имени митрополита Игнатия, МТГ), за общую демократизацию общественной жизни и отстранения от власти КПСС (Мариупольский гражданский форум).
С 13 января 1989 года городу Жданову, по просьбе его жителей, возвращено историческое название — Мариуполь. Совет Министров СССР принял постановление № 46, которым отменил правовые акты об увековечении памяти А. А. Жданова. В течение недели были демонтированы три памятника Жданову, закрыт его мемориальный музей.
В 1989 годах в школах города снова начали преподавать новогреческий язык.

### Жилищное строительство
Темпы строительства жилищного фонда в 1980-х годах несколько замедлились по сравнению с предыдущими десятилетиями, однако продолжалось строительство культурных, образовательных, спортивных сооружений, активно проходило благоустройство города, развитие инфраструктуры. За годы X пятилетки в Жданове было построено около 800 000 м² жилья. 21 июня 1980 года по решению бюро Ждановского горкома ЛКСМУ проведён комсомольско-молодёжный субботник, посвящённый Дню Советской молодёжи. Более 40 000 молодых людей работали на строительстве стана «3000» на заводе имени Ильича, сталькомплекса и стадиона на ПО «Ждановтяжмаш», в парках и скверах и на других объектах. В 1980 году вступил в строй больничный городок завода «Азовсталь» (район 17-го микрорайона) со стационаром на 620 коек и поликлиникой на 1 200 посещений в смену. Стоимость комплекса составила 5 млн рублей. В том же году в городе прошла республиканская школа передового опыта строителей на базе треста «Ждановметаллургстрой», в работе которой приняли участие известные строители из многих крупнейших городов Украины. В 1981 году было сдано в эксплуатацию 117 200 м² жилья, 1 школа, 1 гостиница (2 декабря окончено строительство гостиницы «Дружба» комбината имени Ильича), 11 предприятий общественного питания и торговли. На 1 июня 1982 года в городе насчитывалось 6 парков, 76 бульваров и скверов общей площадью 492 га, общая площадь зелёных насаждений составляла 9 766 га (65,4 % от площади города), было протянуто 819 км водонапорных сетей и 900 км дорог. 10 декабря 1982 года сдано в эксплуатацию здание поликлиники завода имени Ильича. В 1983 году жилищный фонд города составил 7,8 млн м², это 158 000 квартир.
За годы XI пятилетки жилищный фонд города вырос на 528 900 м², а суммарная общая площадь к 1986 году достигла 7 936 800 м². 21 августа 1987 года состоялось торжественное открытие санатория-профилактория «Здоровье», построенного методом народной стройки для трудящихся ПО «Ждановтяжмаш», а 28 декабря того же года открылся новый Городской дворец пионеров и школьников. Строительство дворца пионеров было высоко оценено на республиканском конкурсе на лучшие жилые и гражданские здания УССР: в январе 1988 года коллективу СУ-7 треста «Ждановжилстрой» был вручён диплом второй степени. 21 апреля 1988 года на площади предполагаемого будущего административного центра города (пересечение проспектов Строителей и Ленина) был открыт памятник В. И. Ленину.

### Наука и образование
По состоянию на 1980 год в 62 общеобразовательных школах города обучалось 62 200 учащихся, а в 13 вечерне-сменных школах рабочей молодёжи — 8 400 человек. В 1983 году в городе было 202 библиотеки с фондом книг 5 748 708 томов и 343 560 читателями, 25 дворцов культуры и клубов и 11 кинотеатров. В 293 кружках занималось 8 332 человека, а 16 коллективам художественной самодеятельности было присвоено звание «Народный». В городе часто проводились научно-практические конференции для представителей металлургической отрасли.

### Спорт в городе
Город добился высоких результатов в спорте. 26 июля 1980 года на XXII Олимпийских играх в Москве воспитанник спортивного клуба «Азов» Александр Сидоренко стал олимпийским чемпионом по плаванию на дистанции 400 метров. 19 апреля 1981 года в ждановском дворце спорта «Спартак» был открыт чемпионат УССР по боксу. В мае 1983 года золотую медаль VIII Спартакиады Украины по боксу (проходила в Горловке) завоевал Андрей Жигалов (ДСО «Спартак», тренер В. Кленин), а серебряную — Анатолий Микулин (СК «Азов», тренер С. Царёв). В 1983 году в Жданове проживали 4 мастера спорта международного класса, 25 мастеров спорта СССР, 161 кандидат в мастера спорта, 743 спортсмена 1-го разряда, 60 668 спортсменов массовых разрядов, 69 034 значкиста ГТО. В 1983 году в городе было 3 стадиона, 87 спортивных залов, 6 плавательных бассейнов, 121 баскетбольная площадка, 160 волейбольных площадок, 38 футбольных полей, 61 стрелковый тир. Физкультурой в городе занималось 183 000 человек.

### Изменения административного статуса
- 2 июня 1945 года, согласно постановлению Сталинского облисполкома, произошло переименование ряда населённых пунктов (преимущественно бывших немецких колоний): хутора Гек, Вальдгейма и Бранд Будёновского района были переименованы в хутора Зелёная Роща, Свободный и Щорса соответственно, хутора Нейгейм, Марксфельд Больше-Янисольского района — в хутора Тимошенко и Куйбышево, хутор Ратке Виноградского сельсовета Мариупольского района в хутор Подгорный, хутор Блюменталь Старо-Керменчикского района в хутор Садовый. Тогда же был переименован целый ряд хуторов и сельсоветов Тельмановского района:
  - Старо-Мариентальский сельсовет — в Малиновский (центр — Малиновка)
  - Корнтальский сельсовет — в Красноармейский (центр — хутор Красноармейский)
  - Гринтальский сельсовет — в Мичуринский (центр — село Мичуринское)
  - хутор Розенфельд — Свободный
  - хутор Нейгейм — Ясиновка
  - хутор Фридрихсталь — Красновка
  - хутор Принцфельд — Григорьевка
  - хутор Марксфельд — Богдановка
  - хутор Вассерайх — Водное
  - хутор Реш-Хрещатик — Хрещатик
  - хутор Климуш — Речной
  - хутор Хантарама — Степной
  - хутор Розовка — Октябрьский
  - хутор Новая-Мариенталь — Новосёловка
  - хутор Вагнер — Набережный
  - хутор Бирт — Орловка
  - хутор Витава — Лозоватка
  - хутор Райирив — Привольный
- 15 августа 1945 года в целях улучшения административно-хозяйственного руководства промышленностью и сельским хозяйством крупного промышленно-портового города и создания необходимых условий для быстрейшего восстановления промпредприятий, социально-культурных учреждений, городского коммунального и жилищного хозяйства, а также учитывая ходатайства партийных и советских организаций Мариуполя, исполком Сталинского облсовета депутатов трудящихся издал постановление о разукрупнении Мариупольского района на 2 самостоятельных района: Мариупольский городской (центр — Мариуполь) и Приморский сельский (центр — Сартана).

В административном обслуживании Мариупольского городского района остаются территории Молотовского райсовета, Портовского райсовета, Орджоникидзевского райсовета. Границы городской черты остаются без изменений. В состав вновь образованного Приморского района включены сельские советы: Келлеровский, Чермалыкский, Македоновский, Кальчикский, Бердянский, Виноградновский. В него вошли также поселковые советы: Старокрымский, Сартанский; населённые пункты колхозов «Червоный Орач», «Шлях Ильича», «Червоне господарство» и совхоза «Портовской», расположенные по Самариной балке и исключённые из административного обслуживания Портовского района Мариуполя. Кроме того, включён Чердаклыкский сельский совет, исключённый из состава Володарского района. Центр вновь образованного Приморского района — посёлок Сартана — переименован в посёлок Приморский.
- 28 декабря 1956 года решением Сталинского облисполкома переименованы: посёлок Кальчикстрой в Каменский (Камянское, сейчас — в черте Мариуполя), посёлок Ждановского рудоуправления — в посёлок Донское, объединены населённые пункты Федосеевка и Талаковка (в пгт Талаковка).
- 21 октября 1957 года указом Президиума Верховного Совета УССР Молотовский район города Жданова переименован в Жовтневый район.
- 21 апреля 1958 года исполкомом Сталинского облсовета посёлок Каранского карьероуправления переименован в посёлок Мирное.
- 5 мая 1958 года переименован Будёновский район в Новоазовский район (указом Президиума Верховного Совета УССР).
- 9 мая 1958 года решением Сталинского облисполкома получили название населённые пункты Володарского района: посёлок совхоза «Диктатура» — посёлок Малиновка, посёлок Азовского лесничества — посёлок Лесное, посёлок Ново-Янисольского лесничества — посёлок Новая Роща, а село Будённое переименовано в село Луговое; Першотравневого района: село Ворошиловка — в село Камышеватое.
- 27 сентября 1958 года посёлок городского типа Камянское Приморского района включён в черту города Жданова решением Сталинского облисполкома (сейчас — Каменск Ильичёвского района Мариуполя).
- 21 января 1959 года указом Президиума Верховного Совета УССР ликвидируется Приморский район с передачей его территории в состав Володарского, Новоазовского, Першотравневого и Тельмановского районов и в подчинение Ждановскому городскому совету депутатов трудящихся, ликвидированы также Андреевский район Сталинской области, а также Портовской район Жданова и Железнодорожный район Сталино.
- 22 января 1959 года в связи с предыдущим изменением решением Сталинского облисполкома Приморский поселковый совет Приморского района передан в подчинение Ждановскому городскому совету.
- 27 марта 1959 года решением Сталинского облисполкома Виноградновский сельский совет Новоазовского района, Старокрымский поселковый совет и Ильичёвский сельский совет Першотравневого района переданы в подчинение Ждановскому городскому совету.
- 12 апреля 1961 года решением Сталинского облисполкома Талаковский поселковый совет Новоазовского района (вместе с селом Заиченко) передан в подчинение Ждановскому городскому совету.
- 9 ноября 1961 года указом Президиума Верховного Совета УССР Сталинская область переименовывается в Донецкую.
- 30 декабря 1962 года указом Президиума Верховного Совета УССР происходит реорганизация советских органов в областях Украинской ССР в областные советы депутатов трудящихся и их исполнительные комитеты. А также были укрупнены сельские районы:
  - Володарский район (центр — с. Володарское) в составе посёлка городского типа Старый Крым, сельсоветов Володарского и Першотравневого районов, Анадольского и Красновского — Волновахского района, Ильичёвского — Ждановского горсовета,
  - Новоазовский район (центр — пгт Новоазовск) в составе посёлков городского типа Андреевка, Новоазовское, Приморское, Седово, Талаковка, сельсоветов Новоазовского и Тельмановского (за исключением Староигнатьевского и Староласпинского) районов и Виноградновского — Ждановского горсовета.
- 30 декабря 1962 года указом Президиума Верховного Совета УССР город Жданов с подчинёнными его совету населёнными пунктами отнесён в подчинение областного совета депутатов трудящихся.
- 6 мая 1963 года указом Президиума Верховного Совета Новоазовский район Донецкой области ликвидируется. И в состав Володарского района передаются Новоазовский, Приморский, Седовский, Талаковский поселковые советы; Безыменский, Виноградновский, Ковский, Красноармейский, Хомутовский и Широкинский сельские советы. Тогда же был организован Старобешевский район.
- в июле 1964 года решением Донецкого облисполкома Приморский (17 июля) и Старокрымский (29 июля) поселковые советы Володарского района передаются в подчинение Ильичёвскому районному совету депутатов трудящихся города Жданова.
- 4 января 1965 года восстановлен указом Президиума Верховного Совета УССР Новоазовский район.
- 16 марта 1967 года указом Президиума Верховного Совета УССР создаётся в городе Жданове Приморский район за счёт части территории Жовтневого района.
- 14 августа 1968 года решением Донецкого облисполкома Талаковский поселковый совет Новоазовского района передаётся в подчинение Орджоникидзевскому районному совету города Жданова. А села Павлополь, Пищевик и Черненко Талаковского поселкового совета передаются в подчинение Красноармейскому сельскому совету Новоазовского района.
- 24 сентября 1979 года указом Президиума Верховного Совета УССР в черту города Жданова включается село Червоне господарство Ильичёвского сельского совета Першотравневого района общей площадью 76,5 гектара.
- 8 августа 1989 года указом Президиума Верховного Совета УССР селу Приморское возвращено прежнее наименование Урзуф.
- 24 июня 1991 года указом Президиума Верховного Совета УССР селу Жовтневое возвращено прежнее наименование Македоновка.

## Мариуполь в независимой Украине
Современный Мариуполь — это второй по значению город Донецкой области (после Донецка), десятый — по численности населения на Украине, имеющий давнюю историю (Мариуполь — первый населённый пункт на территории Донецкой области, получивший статус города, в 1779 году), является «металлургической столицей» Украины. Мариуполь сохраняет своё значение как курортный город. Это — также центр греческой культуры (эллинизма) на Украине (единственная на Украине кафедра новогреческого языка в Мариупольском гуманитарном университете).
В сентябре 1991 года над мариупольским горсоветом впервые на восточной Украине был поднят украинский национальный флаг. Тогда же в городе открылся первый гуманитарный ВУЗ города — Мариупольский гуманитарный институт.

### Экономический кризис (1992-2000)

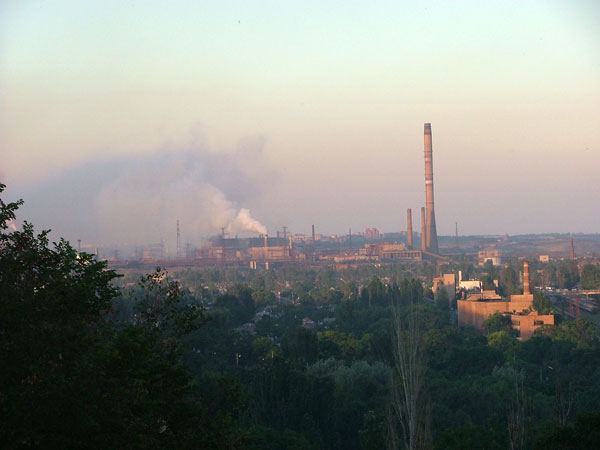
Комбинат им. Ильича в Мариуполе

Экономический кризис, охвативший Украину, для Мариуполя обернулся свёртыванием домостроения и остановкой почти всех государственных промышленных предприятий. Вместо этого появился частный сектор в экономике города, который развивался очень медленно — при неблагоприятных условиях в экономике Украины. Было практически полностью свёрнуто домостроение, остановлены предприятия пищевой промышленности — городской мясокомбинат, пивзавод, ликёроводочный завод. В 1999 году контрольный пакет акций ОАО "МК «Азовсталь» был выкуплен промышленной корпорацией «Индустриальный союз Донбасса». 2 ноября 2000 года Верховная Рада Украины приняла закон о продаже контрольного пакета акций ОАО «ММК имени Ильича» трудовому коллективу, что стало беспрецедентным случаем в новейшей истории Украины. Грузооборот порта за 2002 год достиг рекордной отметки за все время его существования — 13,7 млн тонн. В 2002 года трудовой коллектив торгового порта совершил попытку взять порт в аренду, которая ему не удалась. Концерн «Азовмаш», производство которого в 2002 году превысило показатели почти десяти предыдущих лет. ММК имени Ильича сумел спасти от закрытия городской молокозавод и аэропорт, включив первый в свой состав и взяв в аренду второй.

### Изменения и в административно-территориальном устройстве города (1992-1999)
- 15 июня 1992 года постановлением Верховного Совета Украины посёлок городского типа Приморское Мариупольского горсовета Донецкой области стал снова Сартаной.
- 29 октября 1992 года решением Донецкого облсовета посёлок городского типа Талаковка и село Гнутово подчинены Ильичёвскому районному совету народных депутатов города Мариуполя.
- 2 марта 1995 года постановлением Президиума Верховного Совета Украины селу Куйбышево Володарского района возвращено прежнее наименование Малоянисоль.
- 23 декабря 1995 года решением переподчинён посёлок Ломакино от Сартанского Талаковскому поселковому совету народных депутатов Ильичёвского района города Мариуполя.
- 15 декабря 1999 года постановлением Президиума Верховного Совета Украины селу Заможное Тельмановского района возвращено прежнее наименование Чермалык.

### Противостояние в Мариуполе и Война в Донбассе
1 марта 2014 года в Мариуполе прошёл первый пророссийский митинг, инициированный местным отделением Коммунистической партии Украины, который стихийно перерос в манифестацию возле здания Мариупольского городского совета с вывешиванием около 13:00 на флагшток здания флагов СССР и Российской Федерации. На следующий день, 2 марта 2014 года, состоялась сессия городского совета депутатов, на которой депутаты рассмотрели петицию митингующих, требующих от городского головы Юрия Хотлубея не поддерживать киевскую власть и принял участие в создании муниципальной милиции. В течение марта митинги в Мариуполе проходили в целом мирно, в конце месяца возле городского совета вырос палаточный лагерь протестующих против соглашательства с новой властью в Киеве.
В начале апреля, после ряда нападений на палаточный лагерь у протестующих активистов стали появляться подручные средства (биты) для борьбы с нападающими, так 11 апреля битами были избиты некоторые участники проукраинского митинга в Мариуполе, а 13 апреля при попустительстве городской милиции были избиты 9 митингующих за единство Украины. С первой половины апреля появились также первые гонения на местные СМИ со стороны пророссийских активистов: ТРК «Сигма» и интернет-сайт 0629, которым «пригрозили» за необъективность, с точки зрения собравшихся под редакциями жителей. 12 апреля в Мариуполе появился депутат Народного Совета самопровозглашённой Донецкой Народной Республики Куклин Вячеслав Иванович, который уже через два дня был провозглашён митингующими у здания Мариупольского горсовета новым «народным мэром» города (вместо арестованного СБУ В. Кузьменко).
13 апреля 2014 года пророссийские активисты, с помощью впервые появившихся у здания горсовета людей в масках, захватили здание мэрии, заменив флаги Украины на флаги самопровозглашённой ДНР и СССР, соорудив баррикады. Милиция при этом бездействовала, стоя с другого входа в здание. С этого момента в Мариуполе существовала де-факто двойная администрация: самопровозглашённой ДНР и городского головы Юрия Хотлубея, который был вынужден переехать в другое здание для работы.
16 апреля 2014 года отметился следующим витком противостояния в Мариуполе: около 20:30 началась попытка штурма пророссийскими активистами воинской части внутренних войск Украины № 3057, которая привела к первым жертвам в городе.
Первомай 2014 года прошёл под флагами КПУ и ДНР. 3 мая вооружённые люди в масках пытались отбить мэрию города у вооружённых пророссийских сепаратистов.
9 мая 2014 года произошли драматические события, связанные со штурмом городского отдела внутренних дел, в результате чего город перешёл под частичный контроль ДНР — подробнее.
28 мая 2014 года «военный комендант» самопровозглашённой ДНР Андрей Борисов выдвинул ультиматум мэру Мариуполя Юрию Хотлубею, на следующий день после чего последний был госпитализирован для проведения оперативного лечения. Новым «народным мэром» Мариуполя 1 июня 2014 был объявлен Фоменко Николай Григорьевич, номинальная власть которого продолжалась менее двух недель — 12 июня 2014 года около 9:40 был задержан правоохранительными органами Украины в центре города.
13 июня 2014 года в городе была проведена операция по освобождению Мариуполя, которая осуществлялась добровольческим батальоном МВД «Азов» при поддержке украинской армии. Силы непризнанной республики вынуждены были покинуть город. В августе 2014 года сепаратисты совершили крупное наступление к Азовскому морю. 28 августа сепаратисты заняли Новоазовск. Была открыта дорога на Мариуполь. 5 сентября на восточных окраинах Мариуполя шли столкновения между сепаратистами и украинской армией. С 18:00 этого же дня в силу вступил режим прекращения огня. Мариуполь остался под контролем украинской армии.
2 ноября 2014 года, у блокпоста на Таганрогской улице в Мариуполе, в 07:28 во время осмотра гражданского автомобиля произошёл взрыв. По предварительным данным, на машине пытались провезти через блокпост взрывчатку под видом помощи для батальона «Азов». На сайте городского совета Мариуполя сообщили о двух погибших украинских военных и трёх пострадавших. Представитель СНБО Украины Андрей Лысенко сообщил о том, что СНБО признали взрыв на блокпосту в Мариуполе террористическим актом.
24 января 2015 года был поражён мощным артиллерийским обстрелом густонаселённый жилой массив «Восточный», в результате чего погибло 30 человек, 102 получили ранения, из них 75 — были госпитализированы, состояние 30 человек — в крайне тяжёлом состоянии. Повреждено несколько десятков жилых многоэтажных и частных домов, несколько школ, магазинов, детских садов. Согласно сведениям ОБСЕ последствия обстрела были вызваны ракетами «Градов» и «Ураганов». Согласно результатам анализа, ракеты «Градов» были выпущены с северо-восточного направления, в районе Октября (19 км на северо-восток от Олимпийской улицы), а «Ураганов» — с восточного направления, в районе Заиченко (15 к на восток от Олимпийской улицы). Оба района полностью контролировались ДНР, однако, ДНР возложила вину за обстрел Мариуполя на украинских военных. По мнению представителей ДНР, Мариуполь могли обстрелять украинские военные со стороны посёлка Старый Крым, который расположен с противоположной стороны от Мариуполя.
Вечером 16 августа 2015 года были обстреляны украинские посёлки Лебединское (бывш. Новоазовский район) и Сартана (Ильичевский район Мариуполя). В результате погибли два мирных жителя, шестеро получили ранения, были повреждены около 50 домов. 17 августа в Мариуполе был объявлен траур по погибшим. Представители ОБСЕ изучив воронки установили, что обстрел шёл в основном с востока с применением 122-мм или 152-мм артиллерийских снарядов. 23 августа официальный представитель Минобороны ДНР Эдуард Басурин заявил, что посёлки Лебединское и Сартана были обстреляны не сепаратистами, а украинскими военными.

### Скандал на местных выборах 2015 года в Мариуполе
18 октября представители местных политических партий пришли к зданию типографии мариупольской газеты «Приазовский рабочий», которая принадлежит украинскому олигарху Ринату Ахметову. Накануне Мариупольский территориальный избирали принял решение о печати избирательных бюллетеней в типографии газеты « Приазовский рабочий». Активисты заблокировали вход в типографию, считали, что в данной типографии бюллетени могут печатать с нарушениями. Позже активисты разошлись.
Выборы должны были состояться 25 октября. Но 25 октября 2015 года выборы не состоялись, так как избирком Мариуполя не смог принять бюллетени, напечатанные в типографии газеты «Приазовский рабочий». Также выборы не состоялись в Красноармейске (Донецкая область). Таким образом в этих двух городах выборы были сорваны. 5 ноября парламентский комитет по вопросам правовой политики и правосудия рекомендовал Верховной Раде Украины назначить местные выборы в Мариуполе на 15 ноября. 10 ноября Верховная Рада Украины назначила местные выборы в Мариуполе и Красноармейске на 29 ноября. 29 ноября состоялись местные выборы в Мариуполе. За день в полицию Мариуполя поступило 59 сообщений о нарушениях на выборах. Средняя явка на выборах в Мариуполе составила 37 %. На выборах в горсовет Мариуполя победила партия «Оппозиционный блок», набрав более 70 % голосов и получив 45 из 54 мест в горсовета Мариуполя. На выборах мэра Мариуполя победил самовыдвиженец Вадим Бойченко. 1 декабря МВД Украины открыло 3 уголовных дела о нарушениях на выборах в Мариуполе и Красноармейске.
15 декабря Вадим Бойченко вступил в должность мэра Мариуполя.

### Комплексное развитие города

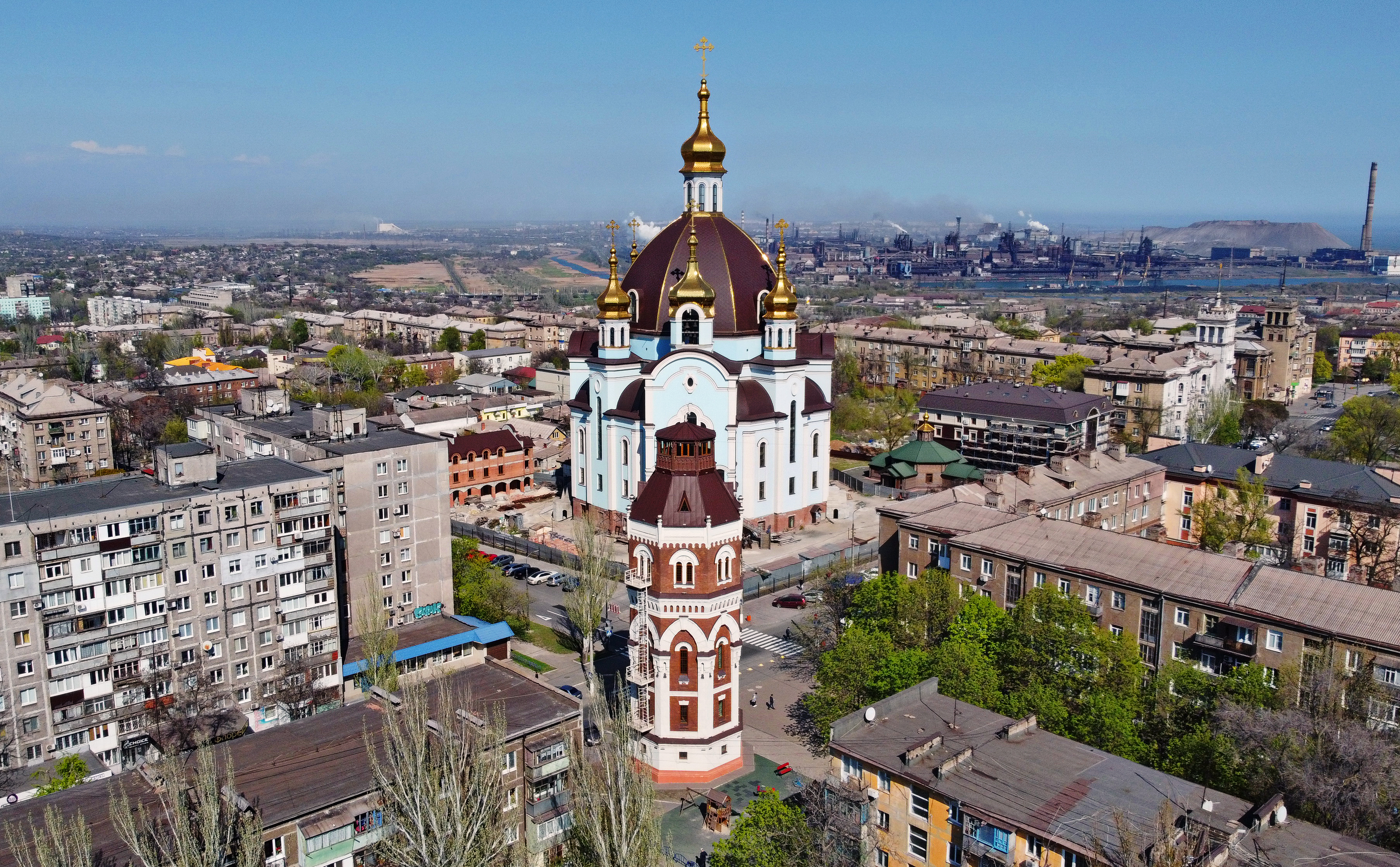
Мариуполь в 2021 году

Примерно с 2015 года в городе активно велись работы по реконструкции парков и созданию общественных пространств. К 2021 году в Мариуполе была завершена реставрация исторического центра города. Был завершён первый этап реконструкции набережной в Левобережном районе. 16 июля 2021 рядом с Площадью Свободы началось строительство университета «Метинвест-Политехника».

### Вторжение России на Украину
Во время боевых действий город стал одной из ключевых целей российского наступления и к 3 марта был полностью блокирован войсками самопровозглашённой ДНР и РФ. Сам город был подвергнут блокаде, в ходе которой местные жители оказались отрезаны от электричества, поставок продовольствия и газоснабжения. Красный Крест объявил гуманитарную ситуацию в городе критической и призвал стороны наладить гуманитарные коридоры, а госсекретарь США Энтони Блинкен сравнил ситуацию в городе с положением блокадного Ленинграда в годы Второй мировой войны. В ходе обстрелов и боёв застройка Мариуполя потерпела серьёзные разрушения, в частности, было разрушено здание Мариупольского драматического театра, уничтожены Мариупольская школа искусств, родильный дом и многие другие объекты гражданской инфраструктуры. По словам представителей местной администрации, около 80 % жилого фонда было разрушено, а общее число убитых мирных жителей могло достигать 20 000 человек.

## Российская оккупация
6 апреля 2022 года властями ДНР главой администрации Мариуполя был назначен Константин Иващенко.
20 мая 2022 года город полностью перешёл под контроль пророссийских сил.
22 января 2023 года указом главы аннексированной ДНР Дениса Пушилина Константин Иващенко был заменён на Олега Моргуна в должности нового мэра Мариуполя.
Сразу после занятия города российские власти начали проводить строительные и восстановительные работы. В марте 2023 года в оккупированный город впервые приехал президент России Владимир Путин.

### Другая литература
- Исторические и памятные места Жданова. Фотобуклет. — 1968.

- Восстановление Донбасса (1946-1950): Док. и матер. — Киев: Политиздат Украины, 1986.

- История городов и сел. Украинской ССР. Донецкая область. — Киев: Укр. сов. энциклопедия, 1976.

- Мариуполь: история и перспективы: Сб. тр. науч.-практ. конф. В 2 т. — Мариуполь: ПГТУ, 2002.

- Буров С. Мариуполь. Былое. — Мариуполь: Газета «Приазовский рабочий», 2003. — ISBN 966-8208-06-4.

- Божко Р. П., Були Т. Ю., Гашененко Н. Н. и др. Мариуполь и его окрестности: взгляд из XXI века. — Мариуполь: Рената, 2006. — ISBN 966-7329-84-4.

- Гревцов Н. А. Заграва над морем. Зарево над морем. Поэтический венок городу Жданову. — Донецк: Донбас, 1978.

- Грушевский Д. Н. Жданов. Ист.-экон. очерк. — Донецк: Донеччина, 1971.

- Грушевский Д. Н., Руденко Н. Г. Жданов: Ист.-краев. очерк. 2-е изд. — Донецк: Донбасс, 1978.

- Дідова А. З. Нащадки козаків у Донбасі. — Донецьк: Донбас, 2005. — ISBN 5-7740-0813-4.

- Дидова А. З. Памятные места Донбасса: Путеводитель. — Донецк: Донбас, 1979.

- Кондуфор Ю. Ю., Артеменко И. И., Бабий Б. М. и др. История Украинской ССР. — Киев: Наукова думка, 1985.

- Клименко М. С. Город Жданов (справочник-путеводитель). — Сталино: Облтипография, 1959.

- Коробов И. В., Саенко Р. И. Жданову – 200. Страницы истории. 1778 – 1978 г. — Донецк: Донбас, 1978.

- Лях Р. Д., Никольский В. Н., Нестерцов В. Д., Лихачёва Л. Б. и др. История родного края (Часть вторая). — Донецк: Фирма "Кардинал", 1998. — ISBN 966-95367-2-3.

- Лихолобова З. Г. Страною возвеличенный Донбасс: Очерки. — Донецк: Донбас, 1987.

- Мазур П. И. 1917 год. Мариуполь: от февраля до октября. Историческая хроника. — Мариуполь: Азовье, 2007. — ISBN 966-8739-66-3.

- Маликов В. В., Божко Р. П., Були Т. Ю., Гашененко Н. Н., Морозов Л. П., Саенко Р. И., Тарасова Н. А. Весь Мариуполь. Фотоальбом. Хроника. — Донецк: Донеччина, 2007.

- Руденко М. Г. Приазов’я – колиска козацтва. Книга для дозвілля. — Маріуполь: ТОВ «Друкарня «Новий Світ»», 2005. — ISBN 966-8605-16-0.

- Савченко А. П. Городу Марии – 225. — Мариуполь: «Світильник» ОРА Интернешил, 2003. — ISBN 966-7262-22-5.

- Субтельний О. Україна: історія. — Киев: Либідь, 1994. — ISBN 5-325-00090-X.

- Заднепровская Л. Д., Попова О. А., Метальникова Н. Б. и др. История административно-территориального деления Донецкой области 1919-2000 гг. Сборник документов и материалов.. — Донецк: Донеччина, 2001. — ISBN 966-566-247-9.

- Яруцкий Л. Д. Мариупольская мозаика. Документальные повести и рассказы краеведа. Том 1. — Мариуполь: Газета «Приазовский рабочий», 1998. — ISBN 966-7052-09-5.

- Яруцкий Л. Д. Мариупольская мозаика. Документальные повести и рассказы краеведа. Том 2. — Мариуполь: Газета «Приазовский рабочий», 2002. — ISBN 966-7052-93-1.

- Яруцкий Л. Д. Мариупольские храмы. — Мариуполь, 1991.

- Яруцкий Л. Д. Мариупольская старина. — Мариуполь, 1991.

- Яруцкий Л. Д. Кальміуська Паланка. Читанка для школярів Маріуполя. — Мариуполь, 1995.